# Lillafüredi Palotaszálló
A lillafüredi Palotaszálló 1925 és 1929 között épült a Hámori-tó mellett, Lux Kálmán tervei alapján, neoreneszánsz stílusban – állami beruházásként. Lillafüred a nevét Vay Béla lányáról, Erzsébetről – becenevén Lilláról – kapta. A környék már ezt megelőzően is kedvelt kiránduló- és üdülőhely volt, szálloda, étterem várta az idelátogatókat, és számos magánvilla is épült az üdülőtelepen.
A Palotaszálló építéséhez komoly tereprendezésre volt szükség, amit Révay Ferenc erdőmérnök vezetésével végeztek el. Az építési plató kialakításakor felhalmozódott kőzetanyagból épültek a szálló függőkertjei, a Szinva vízesését és az Anna-barlang bejáratát áthelyezték. A lillafüredi kisvasúton megvalósították a személyszállítást, Miskolc és Lillafüred között autóutat építettek, alagutakat fúrtak.
A Palotaszálló már 1929-ben elkészült, de a felavatására csak 1930-ban került sor – visszafogott ünnepségsorozat keretében. 1945-ig a vendégek elsősorban a korabeli elit köreiből kerültek ki, kongresszusokat, konferenciákat rendeztek, híres személyiségeket láttak vendégül. Itt rendezték 1933-ban azt az írókongresszust is, aminek József Attila Óda című versét köszönhetjük. Részben a Palotaszállóban játszódik az 1934-ben bemutatott, ma is népszerű Meseautó című film. A második világháború idején német, majd orosz katonák lakták, az 1950-es évektől pedig SZOT-üdülő lett. Az épület 1993-ban a Hunguest Hotels szállodalánc tulajdonába került, ezt követően felújították, korszerűsítették, és a szolgáltatásait jelentősen bővítették. Uniós források felhasználásával 2013 őszére végeztek a teraszok felújításával, amiket tematikus jelleggel ruháztak fel, és a már itt lévő József Attila-szobor, Varga Éva alkotásán kívül elhelyezték a szobrásznő új Herman Ottó-szobrát is, de a függőkert más szintjein további művészeti alkotások is találhatók. A teraszon látható az István főherceg látogatására emlékező öntöttvas oszlop is.
A Palotaszálló 2015-ben felkerült a Magyar Értéktárba nemzeti értékként. 2024-ben a szálloda (a magyarországi szállodák közül elsőként) elnyerte nemzetközi Good Travel Seal arany fokozatát, amely a Palotaszálló fenntarthatóság érdekében tett lépéseit díjazza.

## Előzmények

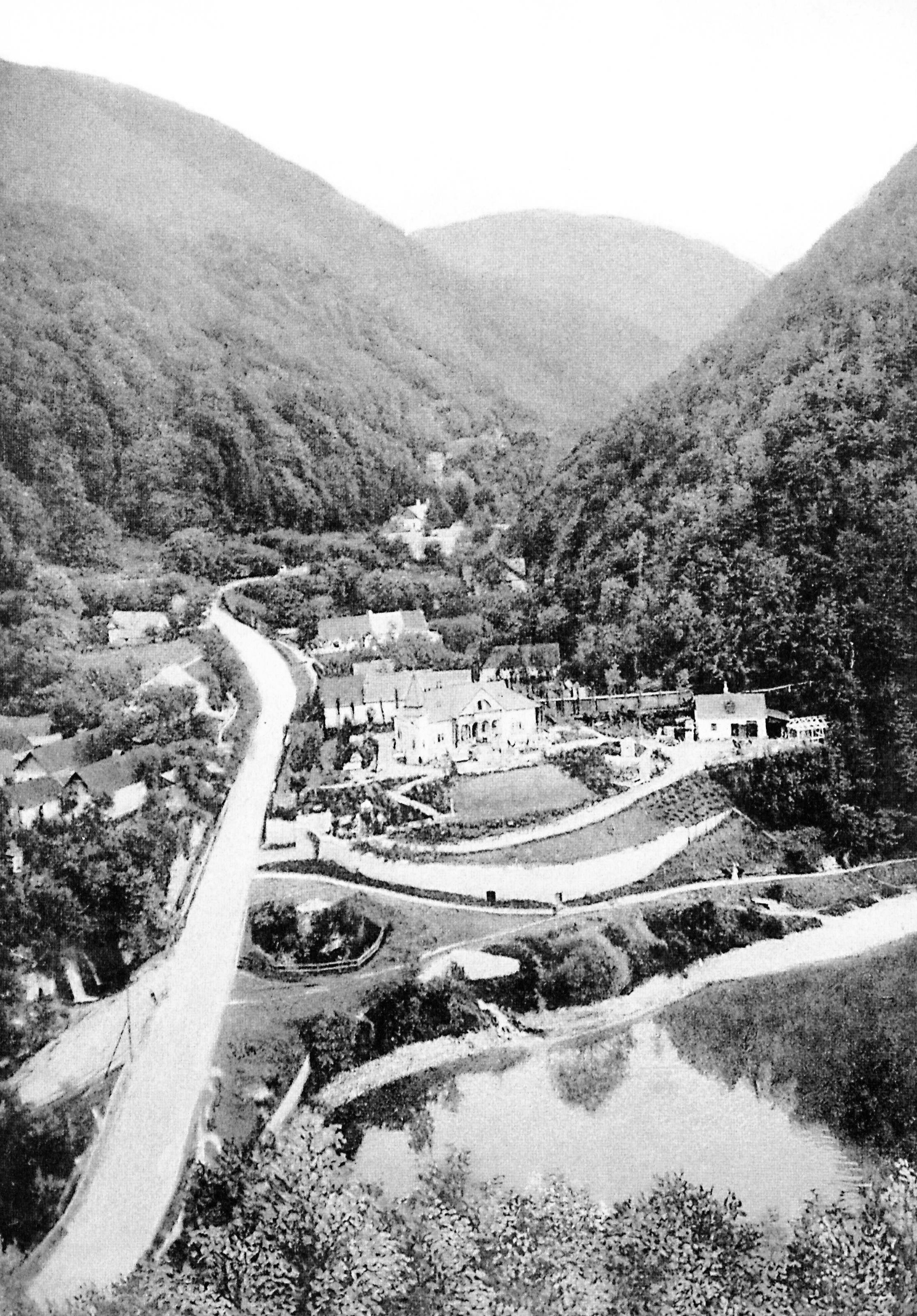
Lillafüred képe a Palotaszálló építése előtt, 1920 körül, középpontban a Weidlich-villával. A szálló a bal oldali bokros rész helyén épült, az utat a tó előtt, majd éles kanyarral a völgy jobb oldali részén vezették el

Hámort 1765-ben említették először okiratok (egyetlen községként, „Alsó Felső Hámor község” néven), a terület a diósgyőri koronauradalom része volt. A települést a Fazola Henrik által idetelepített morva és stájer vasművesek hozták létre, a falu nevét az itt működő pörölyök, azaz hámorok adták.

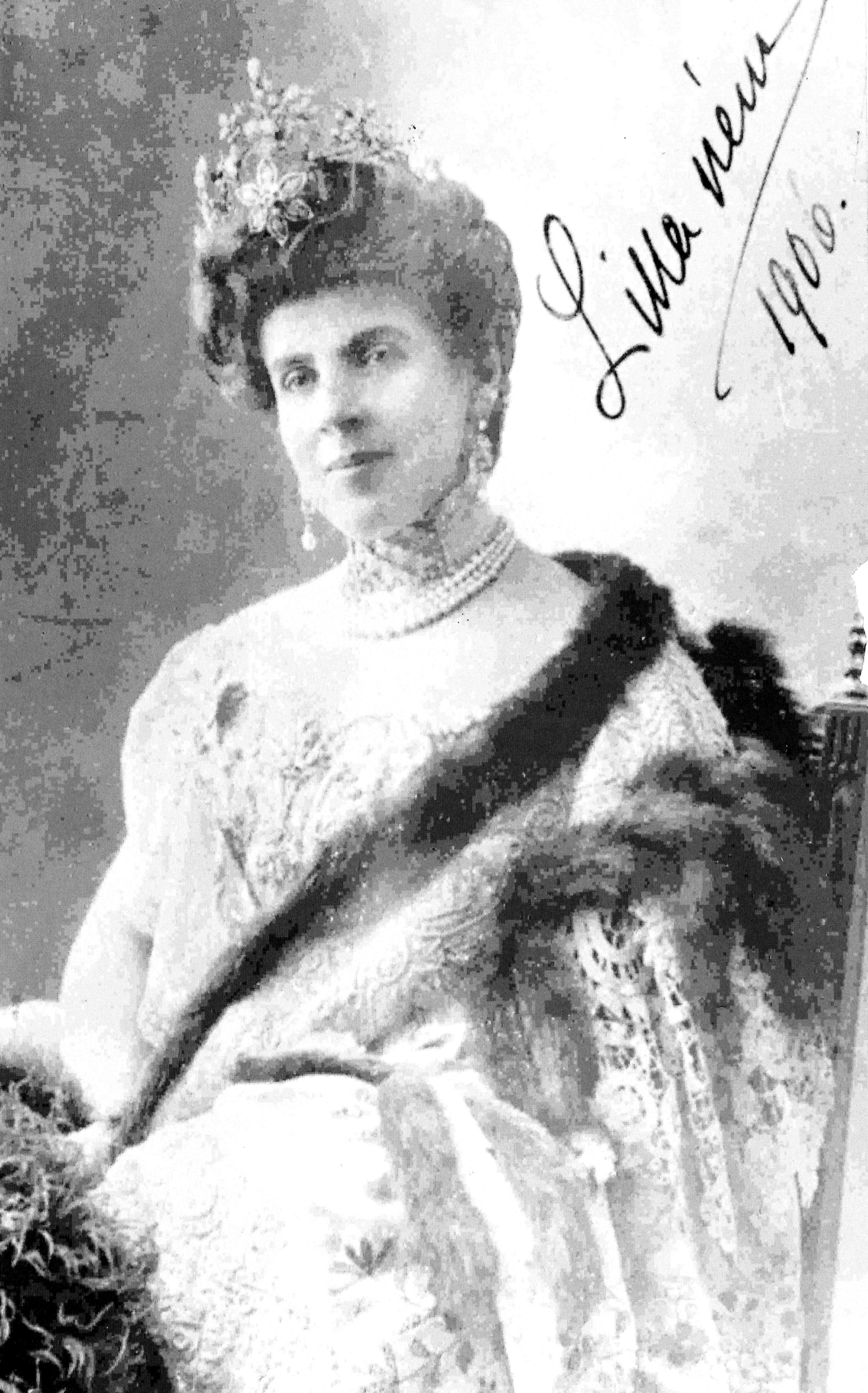
Vay Erzsébet – Lilla, 1906-ban

A mai Lillafüred környéke a 19. század elején-közepén kezdett népszerűvé válni az idelátogatók között. A környék első népszerűsítője Szűcs Sámuel jogász, Herman Ottó majdani sógora volt, aki számos vendéget invitált ide, és naplójában „kedves látvány”-nak nevezte a hegyeket, a „csepegő kő barlang”-ot, a házakat és a „nagy tavat”. 1846-ban meglátogatta a környéket Kazinczy Ferenc, aki „Magyar Tempé”-nek nevezte a völgyet. Szűcs Sámuel 1847. július 8-án ott volt Petőfi Sándor vendéglátói között is, akik a mai Városház tér 5. szám alóli (ma is álló) épületből kikocsiztatták a költőt a diósgyőri várba és Hámorba. A költőben maradandó emléket keltett a kirándulás, a látnivalók, és erről naplójában is megemlékezett: „Sokat vártam, de még többet találtam… Az ember azt gondolja, hogy legalábbis Helvéciában van, Helvécia [Svájc] valamelyik szebb vidékén”. Jártak itt a Miskolcon játszó színtársulat tagjai is. Ide kapcsolódik, hogy egy korábbi okiratban olvasható a tájjal kapcsolatban a „Borsodi Svaicz” kifejezés is, és lassan úgy emlegették a környéket, mint Miskolc majdani üdülőterületét. A szabadságharc után itt telepedett le Herman Ede Károly orvos, Herman Ottó apja, majd maga Herman Ottó is. A második miskolci színház alapkövének letételekor, 1847-ben idelátogatott István főherceg, és erre emlékezve öntöttvas emlékoszlopot állítottak a tóhoz vezető út bal oldalán, még a kanyar előtt. Az oszlopot – restaurálás után – 2001-ben a Palotaszálló függőkertjében helyezték el. 1857-ben meglátogatta a környéket Ferenc József is, ezt Hámorban, az iskola előtt elhelyezett emlékoszloppal örökítették meg. A Hámori-tó gátján állt egy kronosztikonnal ellátott fogadalmi kőkereszt, amit a helybeliek 1831-ben állítottak arra emlékezve, hogy elkerülte őket a kolerajárvány. A keresztet a Palotaszálló építésekor áthelyezték a szálló közelébe, a Weidlich-villa elé; 1929-ben, majd 2006-ban felújították.
A Hámor fölötti üdülőterület 1882-ben kapta a Lillafüred nevet. Elnevezésének a története a Vay családhoz kötődik. 1882 nyarán Soltész Nagy Albert (Miskolc polgármesterének, Soltész Nagy Kálmánnak a fivére) és Kubacska István kereskedő Bethlen András miniszternél tett látogatást, megköszönni a támogatását, egyúttal engedélyét kérték, hogy a területet „Bethlen-Füred”-re keresztelhessék. A miniszter elhárította a megtiszteltetést, és azt javasolta, hogy keresztlányáról, Vay Béla lányáról nevezzék el az üdülőtelepet. A lánynak ugyan Erzsébet volt a keresztneve, de – miként a Vay családban minden Erzsébetnek – Lilla volt a beceneve. A névadást támogatta Vay Elemér, Lilla fivére, a Borsodi Bükk Egylet akkori elnöke is. A tulajdonképpeni apropó az volt, hogy Lilla kezét ebben az időben kérte meg Pejacsevich Tivadar (1855–1928) horvát bán. Ismert az elnevezésről határozó rendelet száma: 1882. évi 52 275 /1-I. A távolra került Lilla állítólag részt vett a Palotaszálló átadási ünnepségén – inkognitóban. A névadással egy időben épült fel a Palotaszállóval szembeni Dolka-tetőn egy fából készült kilátó, amit Lilla édesanyjáról, Teleki Zsófiáról neveztek el Zsófia-kilátónak. A kilátót az 1950-es években lebontották a „Szikla” miatt, de 2021–2022-ben újra felépítették élethű másolatát.

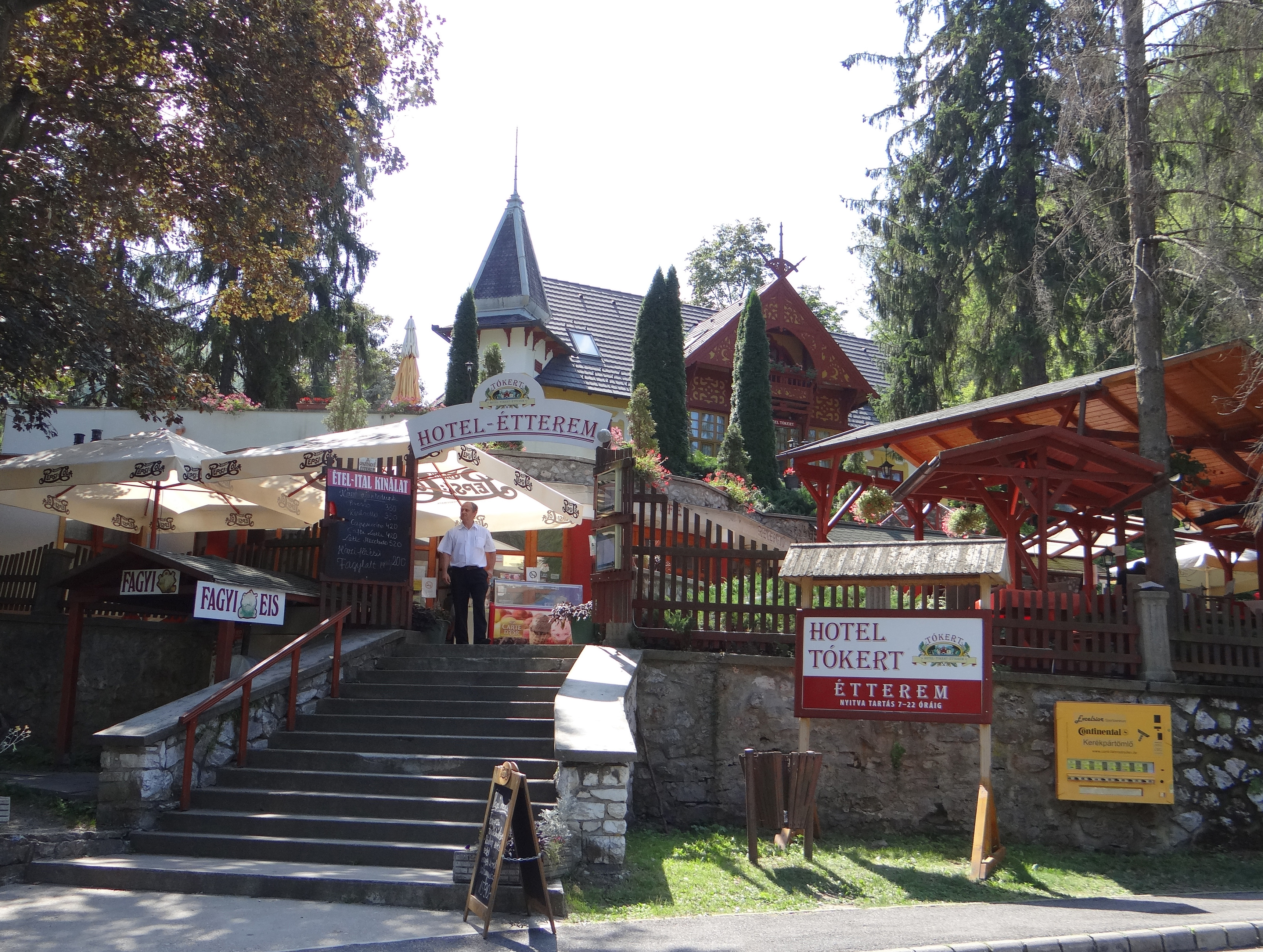
Az egykori Weidlich-villa, ma hotel és étterem

Keglevich Béla gróf miniszteri megbízással kereste fel a környéket 1890–1891-ben, és „a Hámort a nyaralókra szerfelett alkalmasnak” találta (a helybeliek ellenérzése közepette), egyben javasolta turistautak kiépítését és egy szálló létesítését. A területen az üdülőtelkek kialakítása 1891-ben kezdődött, de a vendéglátás még csak a kezdeti lépéseket tette meg: a kis üdülőtelepen egy szálloda, az 1890–1892-ben épült Nagy-szálló (a Palotaszálló felépülte után kapta a Lilla nevet) és egy étterem volt, de 1898-ig már tizenegy magánvilla is felépült. 1906-ban készült el Weidlich Pál miskolci kereskedő villája (ma a Tókert panzió épülete), Markó László, Borsod vármegye főorvosának villája (ma már nem azonosítható), Herman Ottó villája, a Pele-lak (ma Herman Ottó-emlékház), és sok más épület. Újabb szállodák és éttermek is nyíltak, és a telep magva a 20. század elején lényegében kialakult. Egy állami beruházással megvalósuló reprezentatív szállodaépület megépítésének gondolata már ekkoriban felmerült, de ehelyett Tátralomnic fejlesztésébe fogtak bele, és 1903–1905-ben ott építettek egy 120 szobás Palotaszállót. Az első világháború évei nem kedveztek a tervek újbóli felvetésének, de az 1920-as évek közepén újra felelevenedett a régi elképzelés, a Lillafüred, Magyarország „útszélen heverő gyémántja” idegenforgalmi fejlesztésére vonatkozó kívánság.

## A Palotaszálló építése

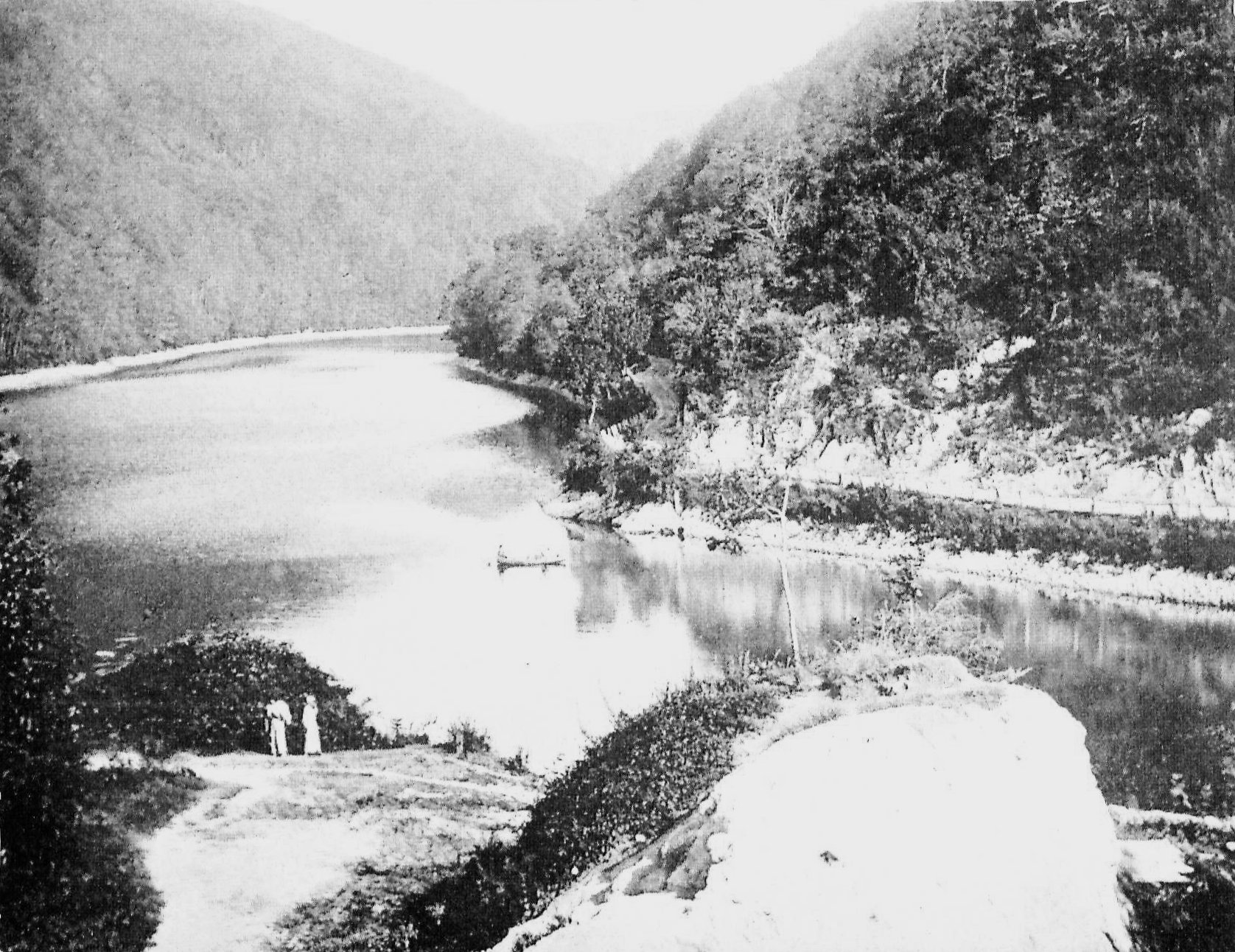
A Hámori-tó, a majdani Palotaszálló helyéről fényképezve, 1897-ben

A kezdetekkel, a Palotaszálló tervezésével kapcsolatban máig számos bizonytalanság tapasztalható. Révay Ferenc erdőmérnök feljegyzéseiből tudni, hogy 1923-ban helyezték Diósgyőrbe azzal a feladattal, hogy Hámorban lényegében el kellett végeznie bizonyos tereprendezési feladatokat, és „ezen munkák idején kezdett mindinkább szóba kerülni Lillafüred fejlesztése és a Palotaszálló eszméje is”.

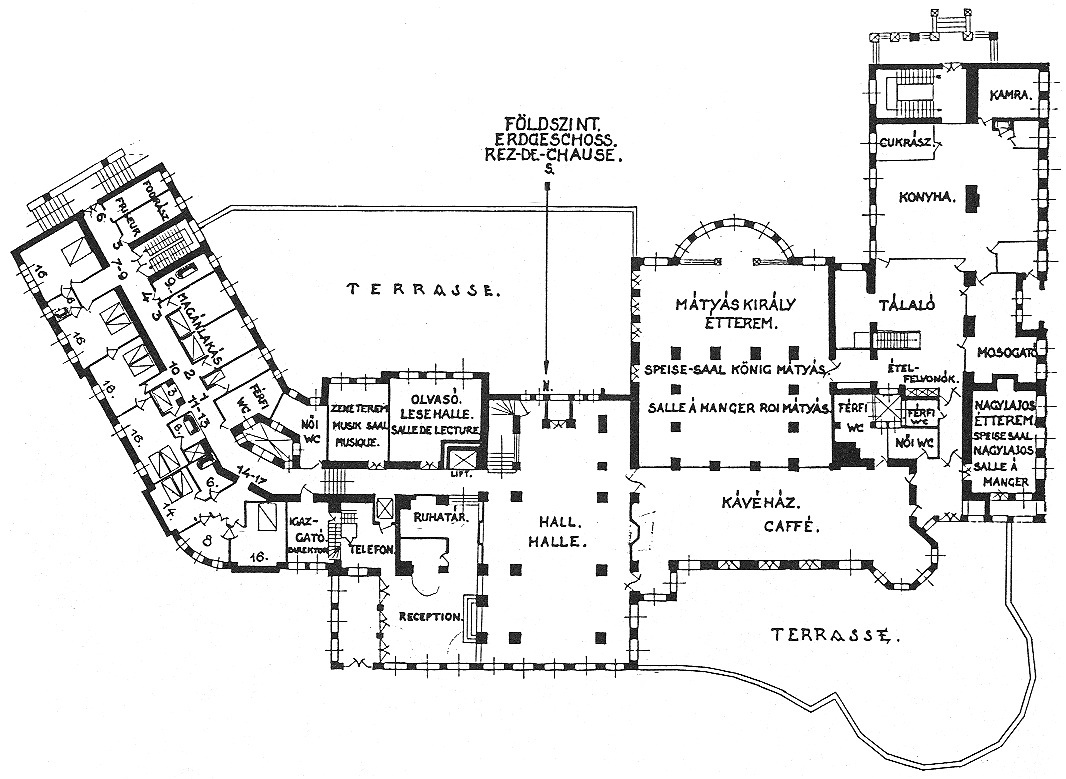
A Palotaszálló földszinti alaprajza

Az biztos, hogy a szálloda terveit 1925-re már elkészítette Lux Kálmán építész, műegyetemi professzor, így nyilvánvaló, hogy a tervezés még 1924-ben elkezdődött, pályázati kiírás nem volt. A terveket Lux 1926 áprilisában mutatta be Bethlen István miniszterelnöknek és kíséretének Lillafüreden, a Lilla szállóban (Miskolc közvéleménye ekkor szerzett tudomást az elképzelésről). 1926 szeptemberében a minisztérium és a sajtó is megismerhette a teljes dokumentációt. „A Mátyás-korabeli stílusú, U alakú szálloda Hámor legmagasabb pontján fog felépülni, mintegy 180 méteres fronttal. A szálloda déli részéből fog kiemelkedni egy 46 méteres torony … Az emeleteken erkélyeket is elhelyeznek … A szálloda alatt a hegyoldalt függőkertekké, illetőleg teraszokká képezik ki … A teraszok lépcsőkkel és szerpentin utakkal lesznek összekötve…” A tervezésre vonatkozó szerződést mindazonáltal csak 1927. február 1-jén írták alá – két évvel a tervek elkészülte után. A szerződés értelmében szállodát, gőz- és hideg vizes fürdőt, valamint strandfürdőt kellett építeni. A beruházás befejezését 1928. január 1-jére tűzték ki, jóllehet tudták, hogy ez a dátum irreális.
A helyi és az országos sajtó ettől kezdve bőségesen foglalkozott a munkálatok állásával. Révay Ferenc beszámolt arról is, hogy „1925 vége felé … e területen tűztem ki a dr. Lux műépítész által tervezett Palotaszálló külső alapvonalait építés alá. E térképen volt elvégezhető a függőkertek földmunkáinak kijelölése, valamint a függőkertek tám- és egyéb falméretei.” A Magyar Jövő 1927 februárjában arról számolt be, hogy „Szorgos munkáskezek hatalmas sziklatömböket robbantottak, alagutakat fúrtak, hegyoldalakat faragtak le, … minek nyomán már kezd kialakulni a naggyá fejlesztett Lillafüred és Hámor képe. … A Weidlich-villa előtti platóról eltűntek a fuvarosok apró házai. A kincstár a lebontott házak helyére Alsóhámorban tíz, Diósgyőrben tizenkét házat épített, ahol a fuvaros családokat elhelyezték.”
1927 október elején már álltak a falak, a keleti oldalon már a tetőt is építették. A bokrétaünnepet miniszterek, államtitkárok és más rangos személyek jelenlétében tartották meg. A vendégek a kisvasúttal érkeztek Lillafüredre, akik kifejezték reményüket, hogy sikeres lesz a Pávai-Vajna Ferenc által vezetett hévízkutatás, és gyógyintézetet építhetnek (a kutatás nem volt sikeres, gyógyintézet sem létesült). Komolyan felmerült a megbeszélésen egy vasút- vagy villamosvonal építése is Miskolc és Lillafüred között (ez sem valósult meg), miként a Palotaszálló könnyebb megközelíthetősége érdekében tervezett jávorkúti repülőtér sem.

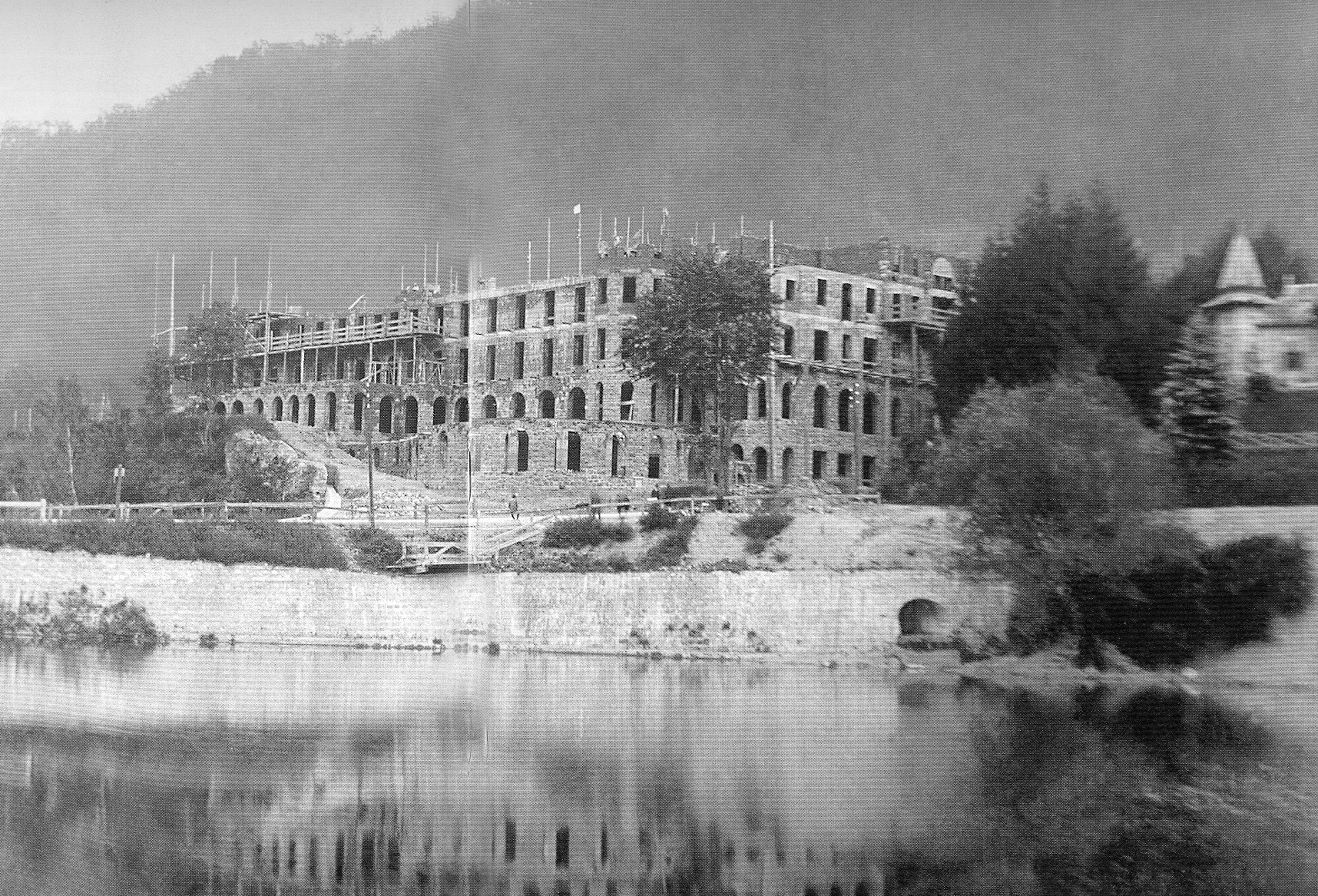
A szálló építése (1928)

Az építkezés a környezet jelentős átalakításával járt együtt, amiről a következőképpen számolt be a sajtó: „Felépült a Bükk legszebb pontján a Palota-szálló, a magyar építőművészet egyik legremekebb alkotása. Teraszokkal, bástyákkal, falakkal várrá képeztek ki egy egész hegyoldalt, míg egy másikat teljes egészében elhordtak a föld színéről, hogy megfelelő helyet teremtsenek a parkok, sétányok számára. Ezeknek virágokkal, növényekkel való ellátására külön kertészetet, pálmaházat állítottak fel Majláthon. A Szinva patakot újonnan vájt mederbe terelték, hogy festőibb, meredekebb vízesést nyerjenek. Alagutakat fúrtak, hogy az erdei vasutat száz méterrel odébb vigyék a Palota-szállótól. Garadnán halastavat ástak a fürdővendégek ellátására. Hullámfürdőt építenek a hámori völgyben, golfpályát létesítettek a vadregényes, hegyes-völgyes Hollóstetőn. Kiépítették a Bükk sziklás bércein a szerpentines, alagutas, viaduktos autóutat, Magyarország legszebb útját Egerig. Kisgyőrben új palabányát tártak fel, hogy az építkezéshez stílszerű fedőanyagot találjanak. Az Ortástetőn homokbányát nyitottak, hogy az építkezéshez előteremtsék a szükséges anyagot. Cseppkőbarlangokat tártak fel, hogy a vendégeknek, turistáknak bemutathassák a magyar föld mélyében rejlő természeti csodákat.”

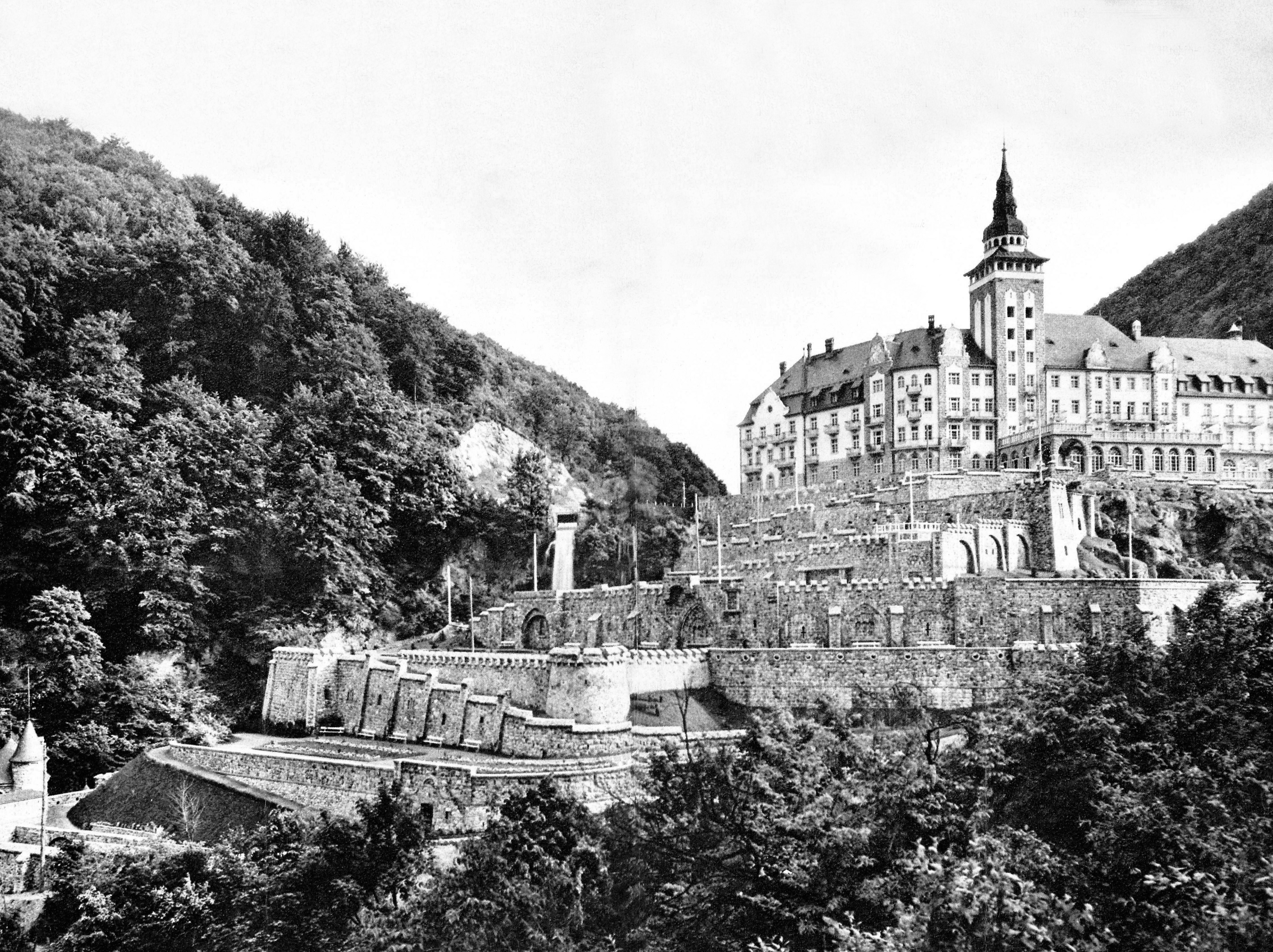
Az elkészült Palotaszálló 1930-ban

A korabeli Magyarország legnagyobb beruházásán mintegy kétezer ember dolgozott, a vállalkozók nagy része budapesti volt, miskolciak részmunkákat kaptak, közülük a legjelentősebb Árva Pál közreműködése volt. Az építkezés kissé lassan, de tulajdonképpen gond nélkül valósult meg, mindamellett a munkálatokat negatív felhangok is kísérték. A miskolci Reggeli Hírlap erről is beszámolt: „A szokatlan arányú munkálatokat hivatott és laikus közéleti tényezők bírálni, dicsérni és támadni kezdték, sajtókampány indult meg mellette és ellene, politikai tőkét kovácsoltak a kérdésből, megmozgatták az ország közvéleményét, miközben a nagy debattírozásban egyre jobban szem elől tévesztették a lényeget. … a Lillafüred név átment a köztudatba anélkül, hogy a nagyközönség tudná, mi is történik Lillafüreden.”
Az épület világítása Diósgyőrből, a nagyfeszültségű vezeték Perecesről érkezett. A vízszükségletet három kút biztosította. 1928 végére az épület elnyerte végső külső kialakítását, de az eredeti tervek szerinti négy torony helyett csak kettőt építettek meg. A szálloda építkezései 1929-re teljesen befejeződtek, az átadást 1930. május 1-jére tervezték, Horthy Miklós és Bethlen István részvételével. Az esemény elmaradt, júniusra halasztották, ráadásul – mivel a kormányt komoly politikai támadások érték a hatalmas költségek és az amerikai Speyer-kölcsön felhasználása miatt – nem jelent meg sem a kormányzó, sem a miniszterelnök. A minden látványosságot nélkülöző avatóra ennek ellenére óriási tömegben érkeztek a vendégek, és a szálloda valamennyi szobáját elfoglalták. Horthy Miklós egy évvel később, 1931 májusában – minden protokolláris ceremóniát nélkülözve, magánemberként, feleségével – mégis megszállt a Palotaszállóban, és a teraszról üdvözölte a fia, Horthy István vezette nemzetközi országjáró lovastúrán résztvevők díszmenetét.

## Építészeti kialakítás
A lillafüredi építkezésnek, a nemzetközi hírűnek szánt klimatikus gyógyhely kialakításának csak az egyik, bár kétségkívül legfontosabb eleme volt a Palotaszálló, amihez több más beruházás, terepalakítás is kapcsolódott.

### A Palotaszálló
A lillafüredi Palotaszálló három völgy találkozásában épült, Lux Kálmán tervei alapján. Nem tudni, milyen körülmények között és miért ő kapta a megbízást, arról sem tudni, miért ezt ez építészeti stílust választotta. Az azonban, hogy fő művének az esztergomi királyi palota maradványainak rekonstrukcióját tartják, valamint 1922-ben jelentette meg A budai várpalota Mátyás király korában című tanulmányát, talán magyarázat lehet a stílusválasztásra. A szálló főhomlokzata a Hámori-tóra, illetve a Szinva patakra néz, a déli homlokzat a lillafüredi völgy felé. Az épület harmonikusan illeszkedik természetes és átalakított környezetébe, művészi fotók és képeslapok sokasága tanúskodik erről átadásától napjainkig, és minden oldalról kiváló témát ad az amatőr és profi fotósok számára.
A négyemeletes épület alaprajza enyhén U alakot mutat. A főbejárat az épület leghangsúlyosabb építészeti eleme, ami a legmagasabb torony alatt, illetve a völgy felé nyíló, az északnyugati sarokteraszhoz csatlakozó kocsiáthajtó alatt helyezkedik el. A napozóterasz alatt a lejtős terep miatt újabb szintet alakítottak ki (itt helyezkedik el például a külső bejárattal is rendelkező Mátyás étterem). A sarok közelében egy újabb, alacsonyabb torony helyezkedik el. Az eredeti tervekben négy, különböző kiképzésű torony szerepelt, de – feltehetően takarékossági okokból – csak ez a kettő épült meg. A szállodának három lépcsőháza van, amelyek valamennyi szintet érintik. A földszinti hall háromkaréjú lépcsője csak az első emeletre vezet fel. Az első emeleten helyezték el a luxuslakosztályokat, és külön ebédlő–konferenciatermet és társalgó–játéktermet is kialakítottak. Az emeletes ágyakkal berendezett „turistalakosztályokat” a harmadik és a negyedik emeleten hozták létre, körülbelül 120 fő számára. A berendezést, a bútorzatot magyar gyártású termékek adták, kivéve az elektromos berendezéseket (telefon, rádió, hangosítás, központi hűtőszekrény – utóbbi a szálloda igazi látványossága volt), amit a Philips szállított. A szobák különlegessége volt a falba épített széf. A hallban két pannó található: 1830-ban készült Helbing Ferenc műve, amely Nagy Lajos királyt ábrázolja, amint egy velencei békeküldöttséget fogad Diósgyőrben; a másiknak a témája a nándorfehérvári diadal – Sándor Béla alkotása. A Mátyás étterem látványosságai azok a színes ablakok, amelyek egykori magyar városoknak állítanak emléket (Pozsony, Brassó, Kassa, Lőcse, Bártfa, Késmárk, Kolozsvár, Árva, Vajdahunyad). Főleg Helbig Ferenc és Kopp Ferenc művei, egyet Majoros Károly készített, kettőnek nem ismert az alkotója.
Főbb részei
- Reneszánsz terem
- Anjou terem
- Beatrix terem
- Nagy Lajos terem
- Hunyadi terem
- Hunyadi étterem
- Mátyás étterem

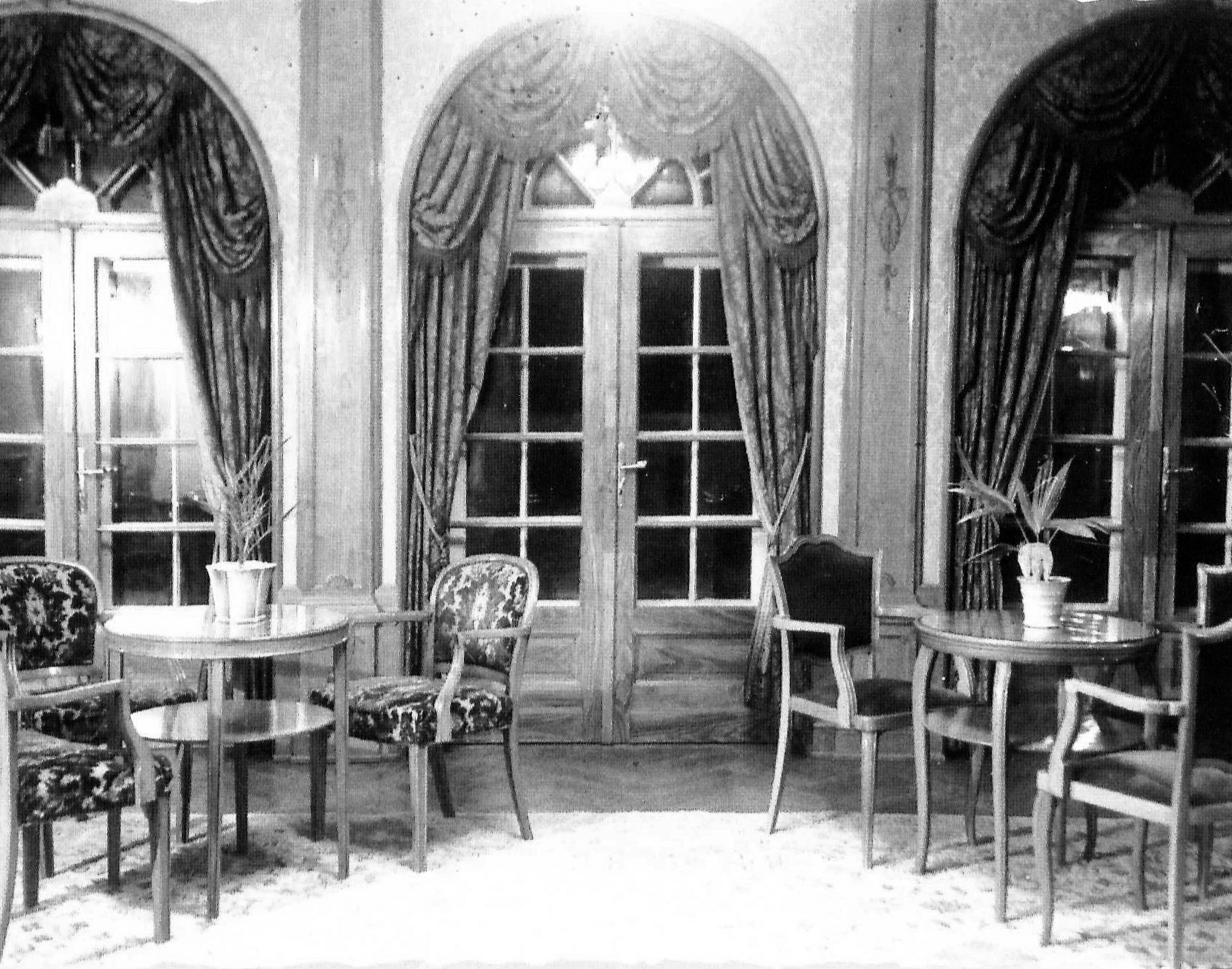
Az emeleti társalgó, 1936-ban
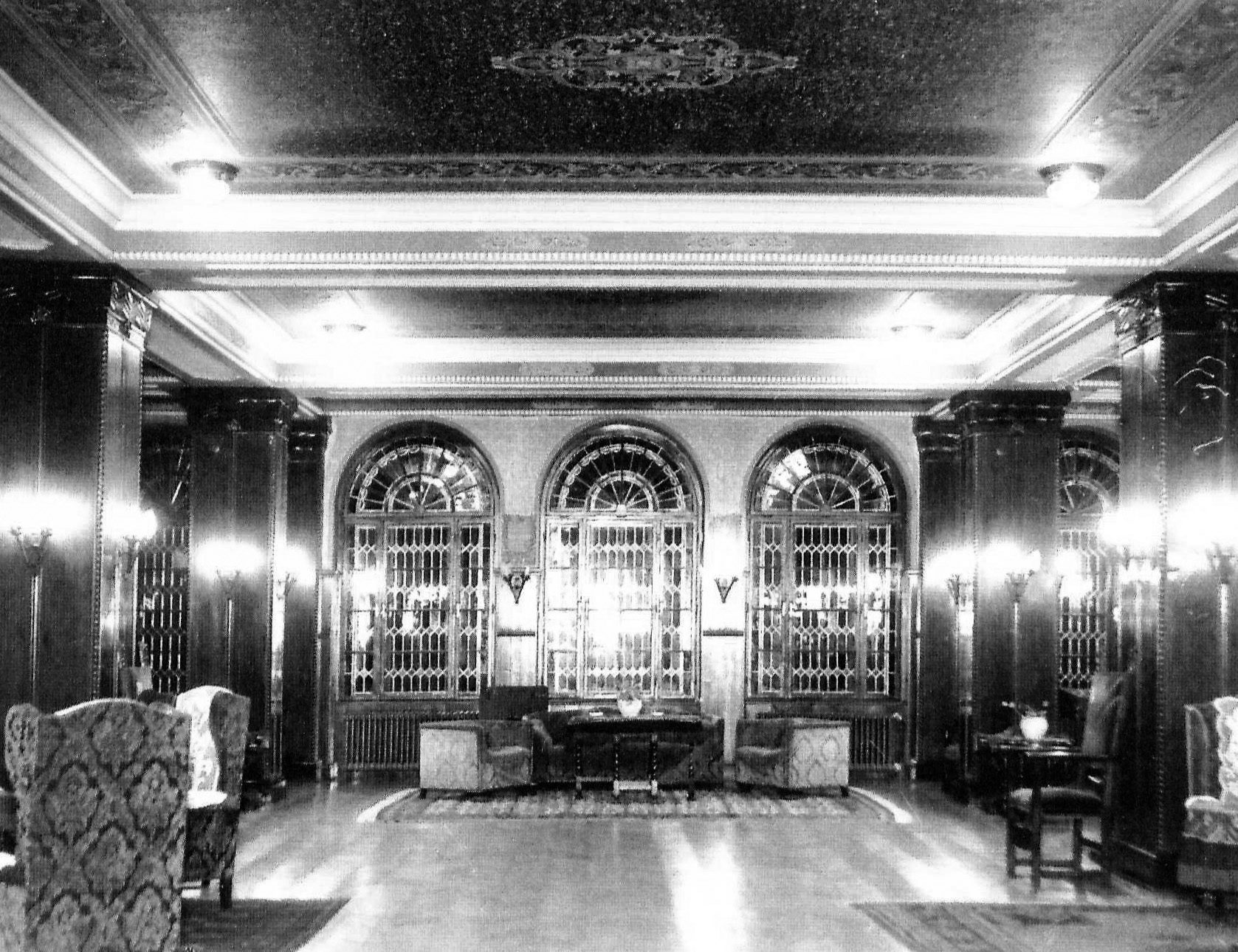
A szálló hallja 1936-ban
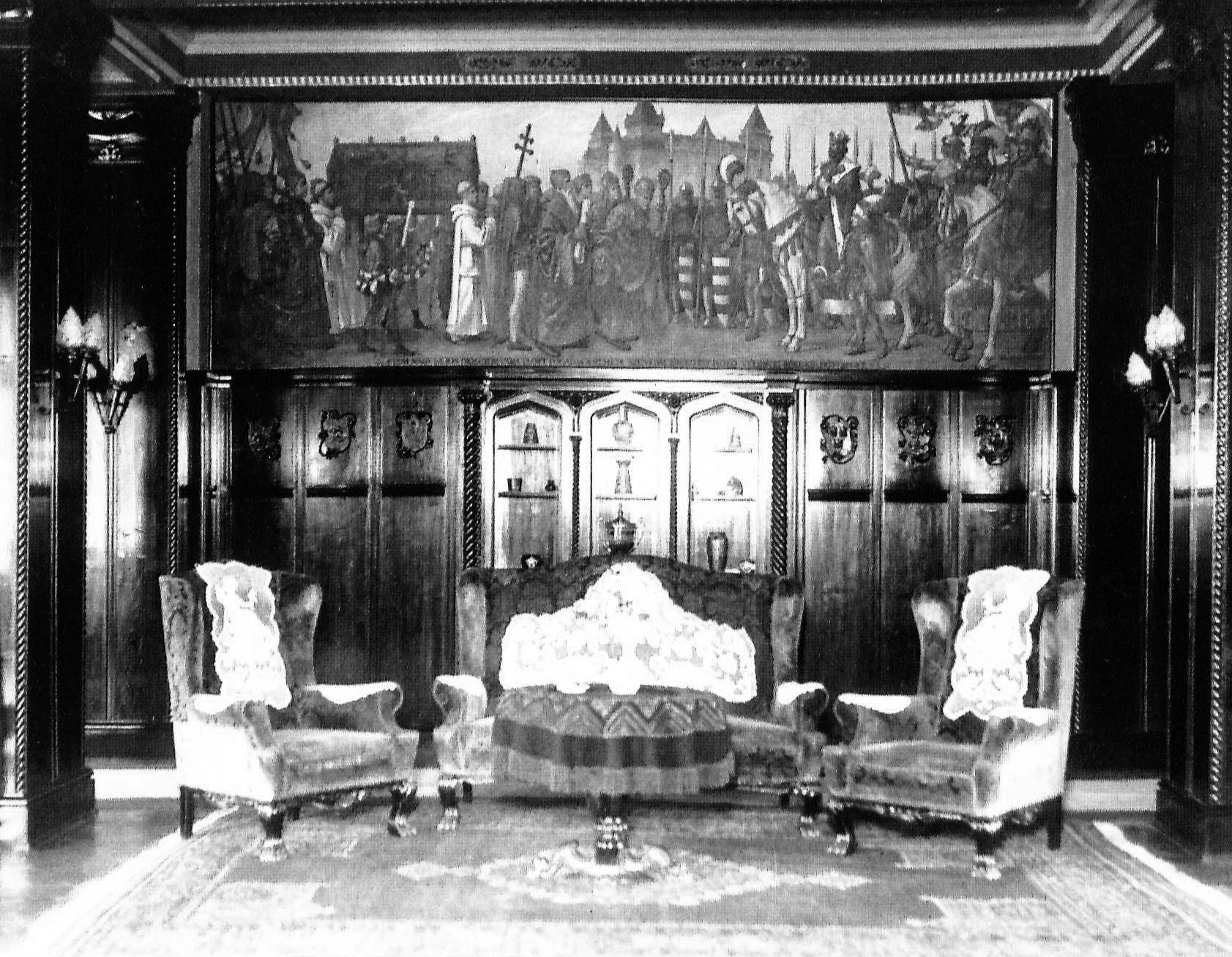
Pannó a hallban (Helbing Ferenc, 1936)
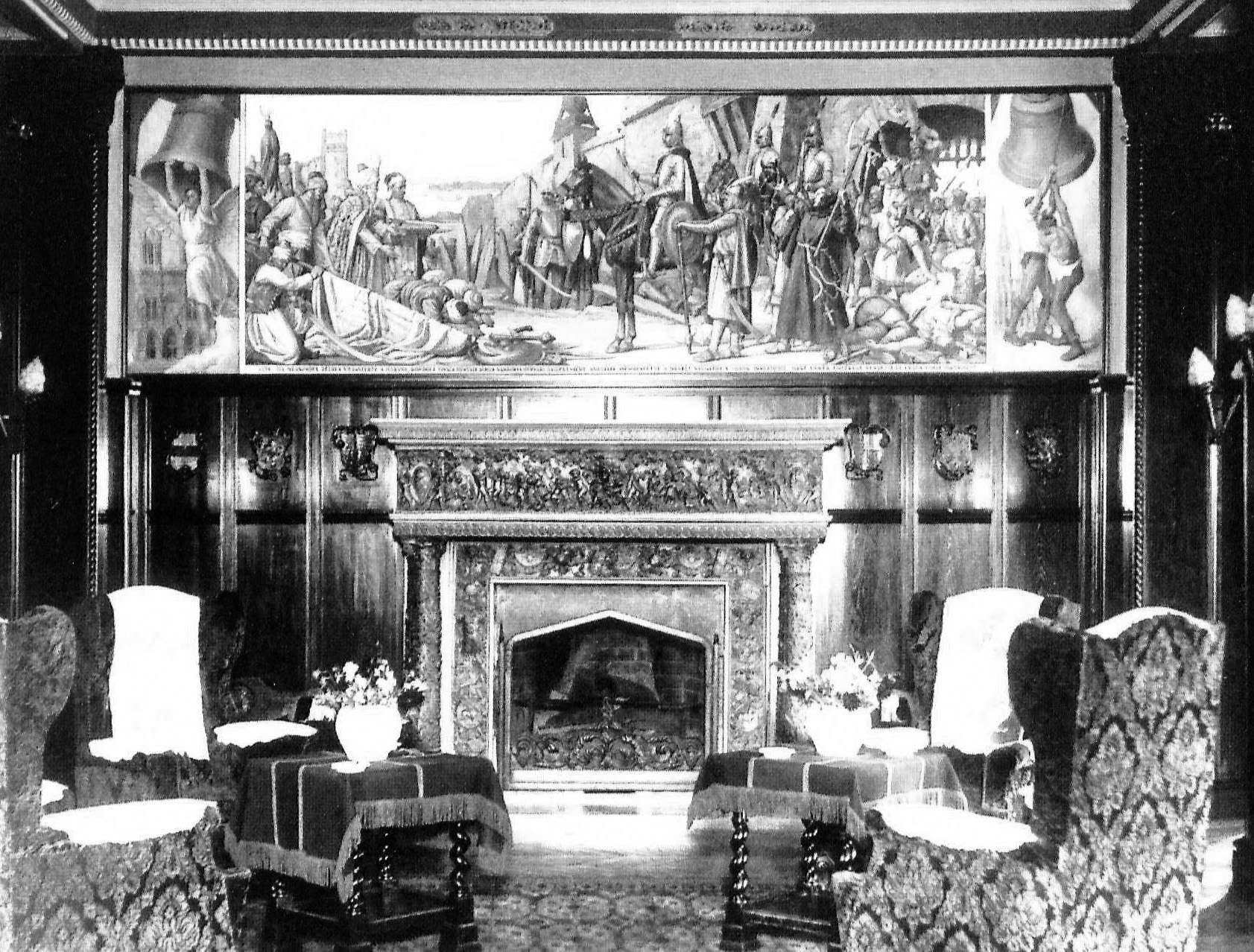
Pannó a hallban (Sándor Béla, 1936)
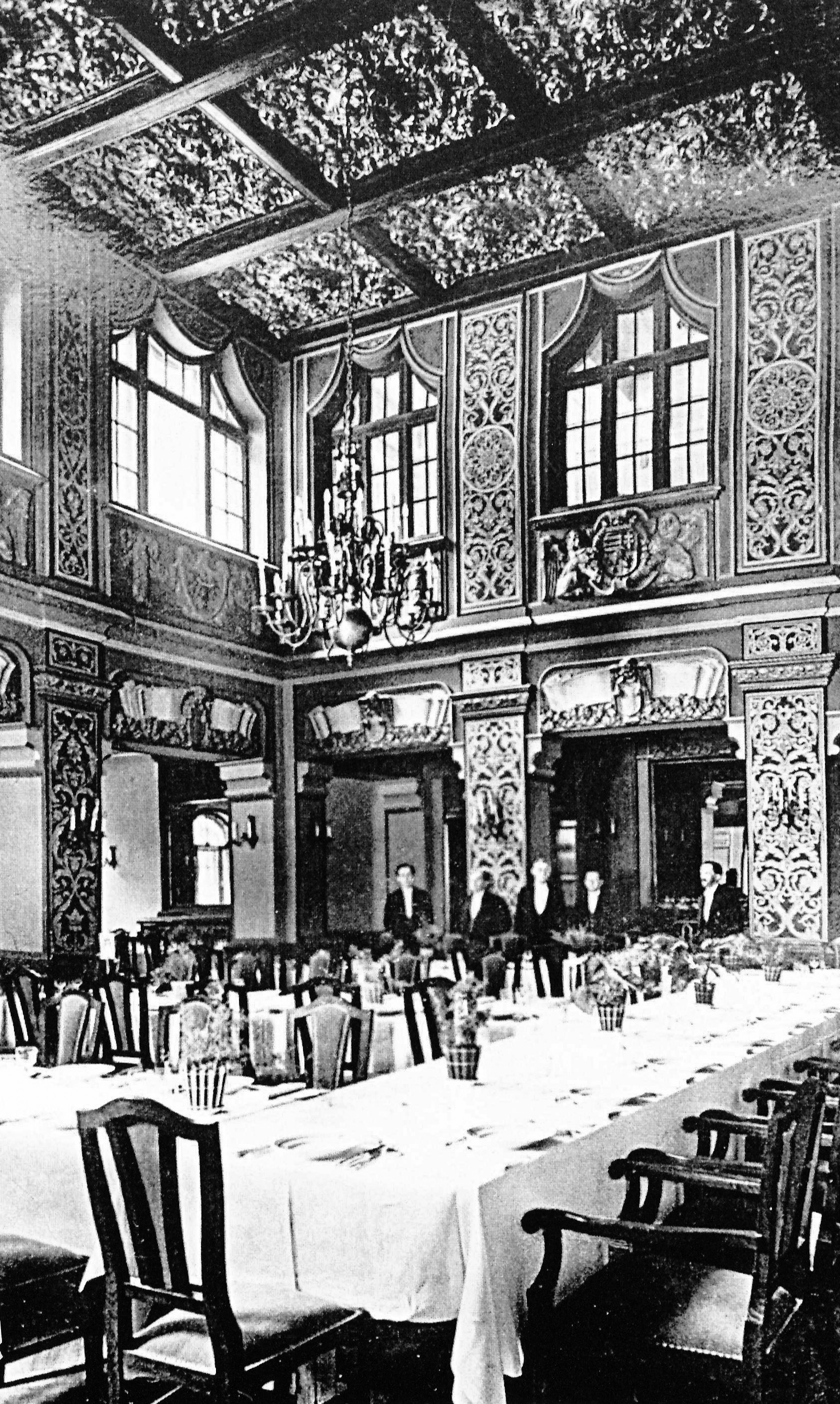
A nagy étterem (akkor Mátyás király étterem, ma Hunyadi étterem) 1936-ban
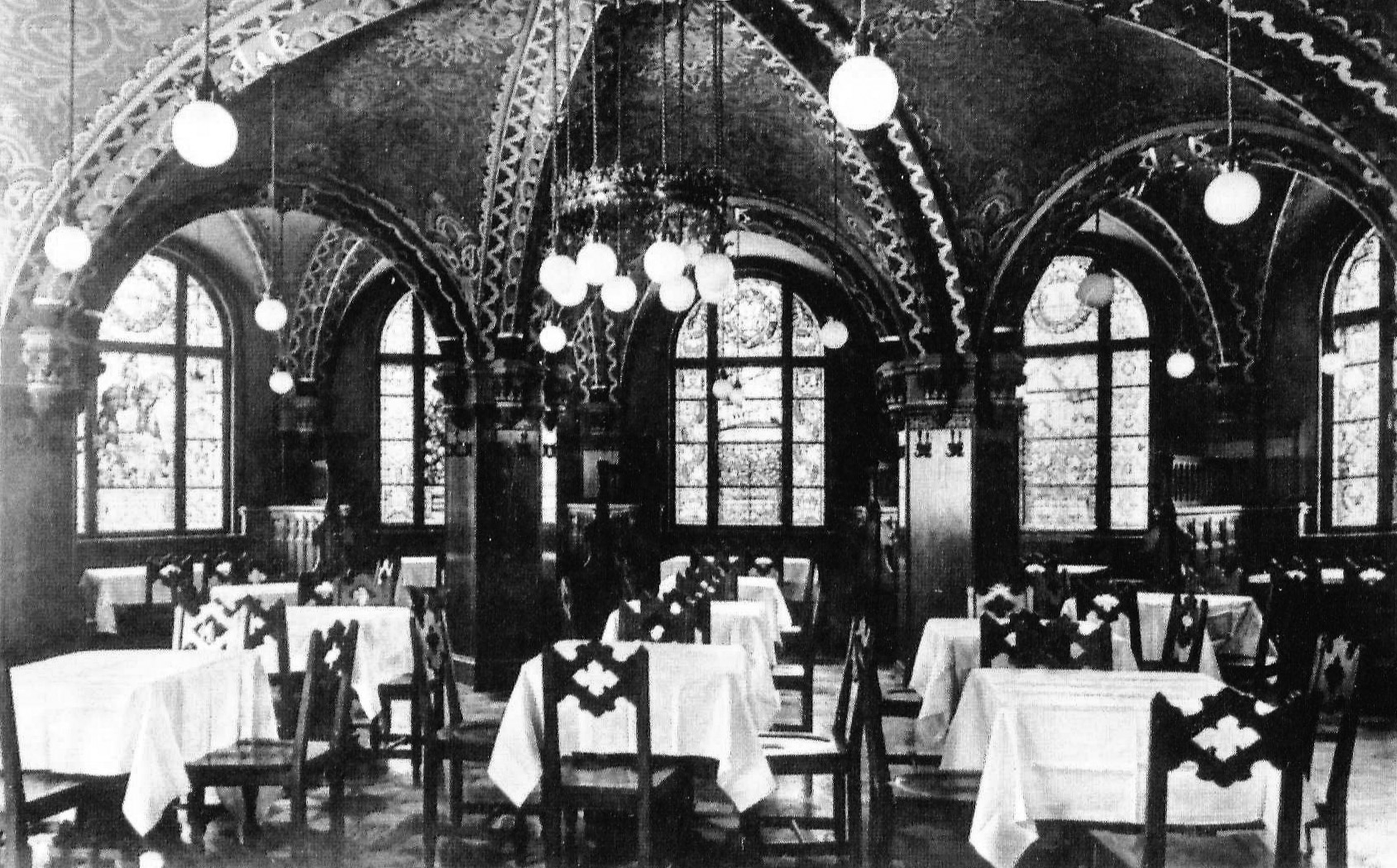
A Hunyadi söröző 1936-ban (ma Mátyás étterem)
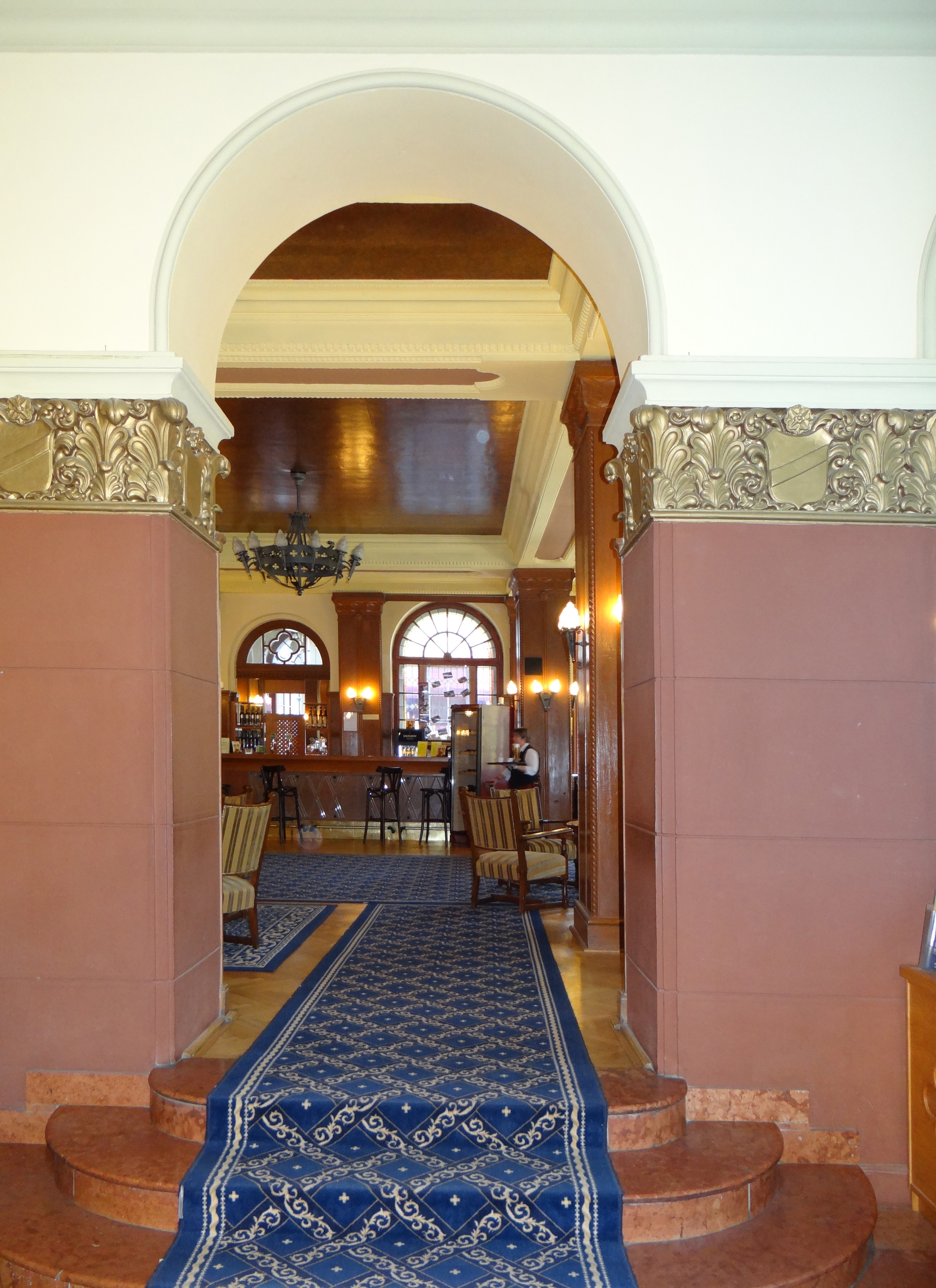
Bejárat a hallba
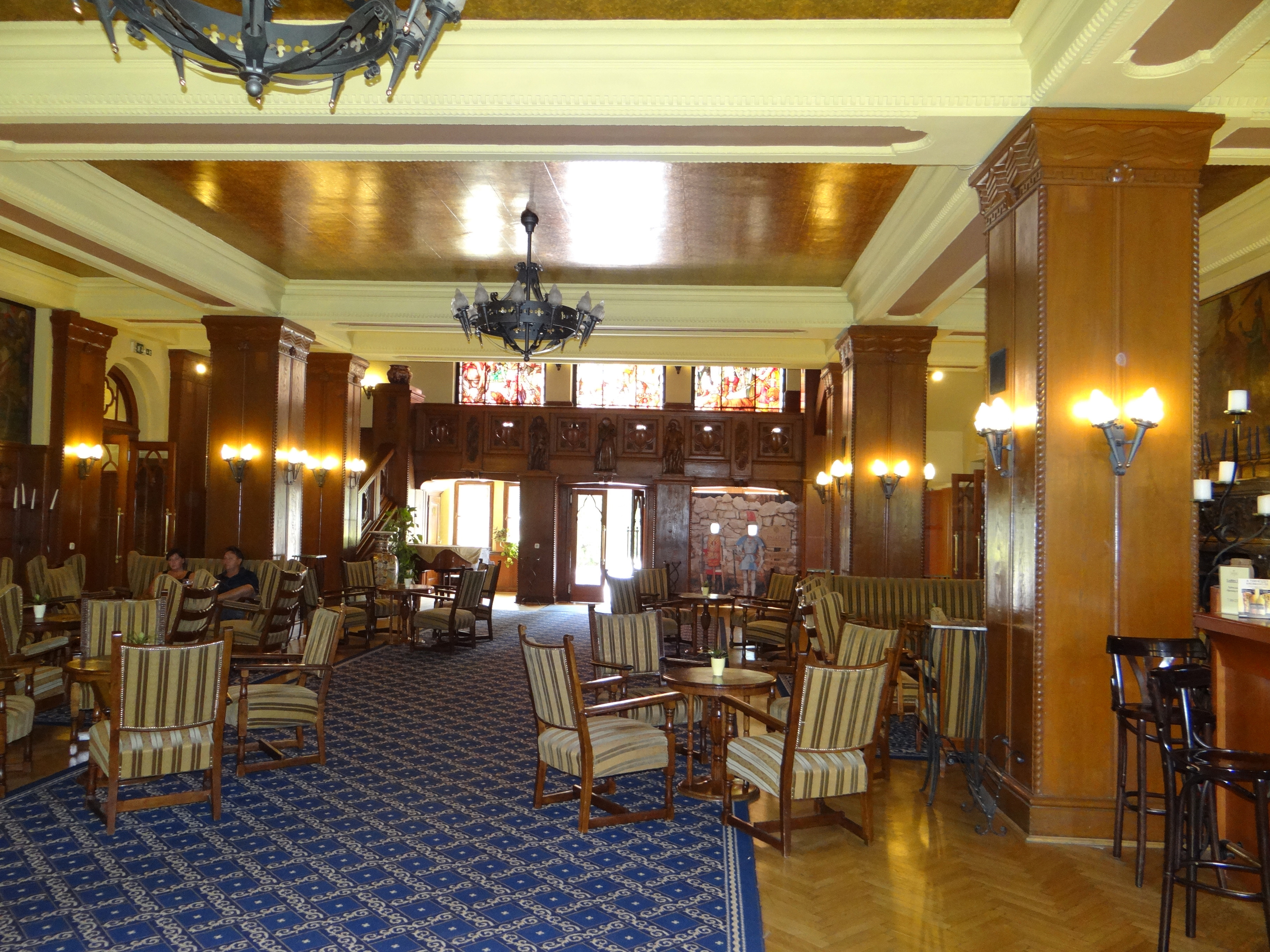
A szálló hallja napjainkban
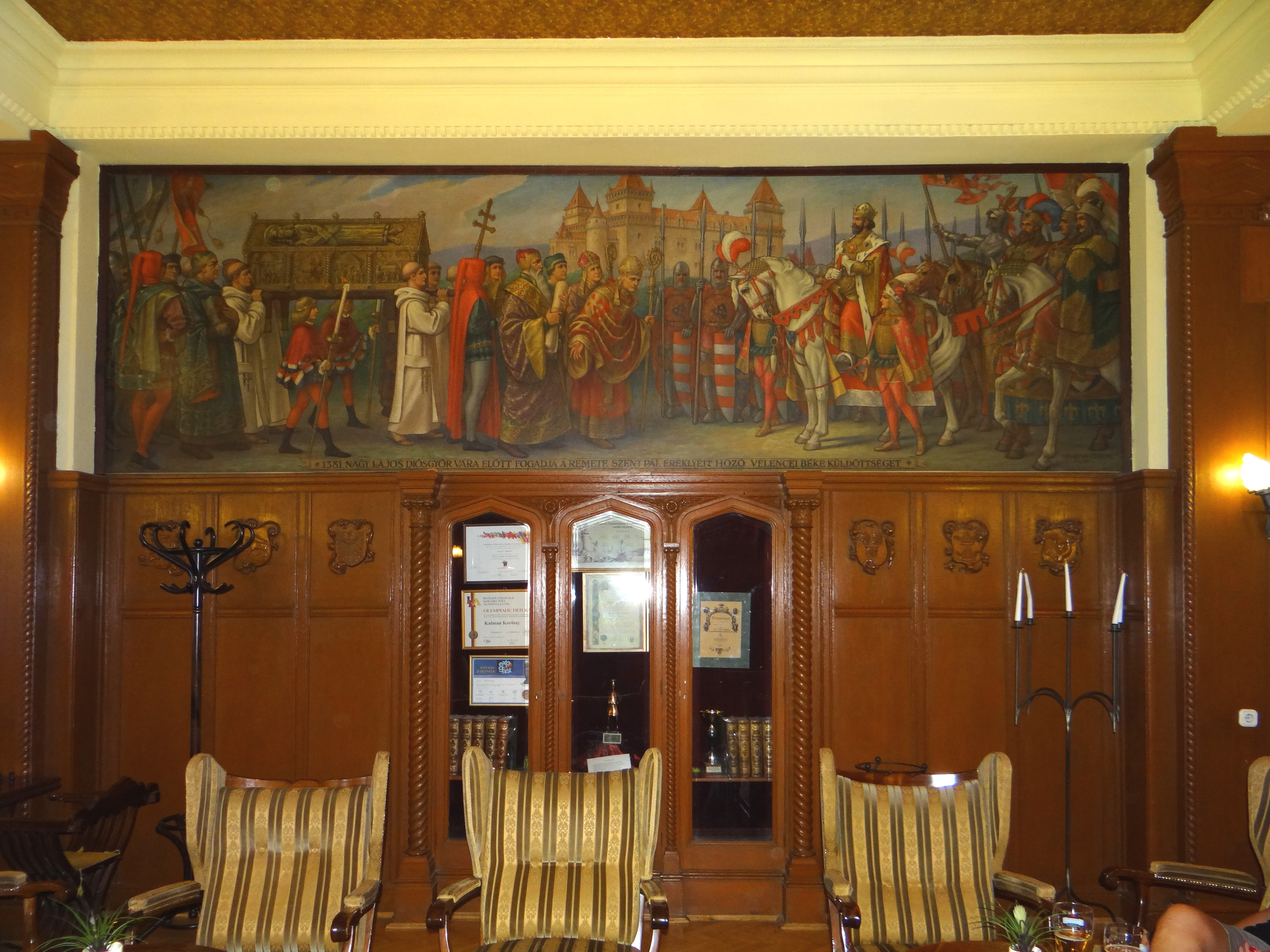
A Helbing-festmény ma
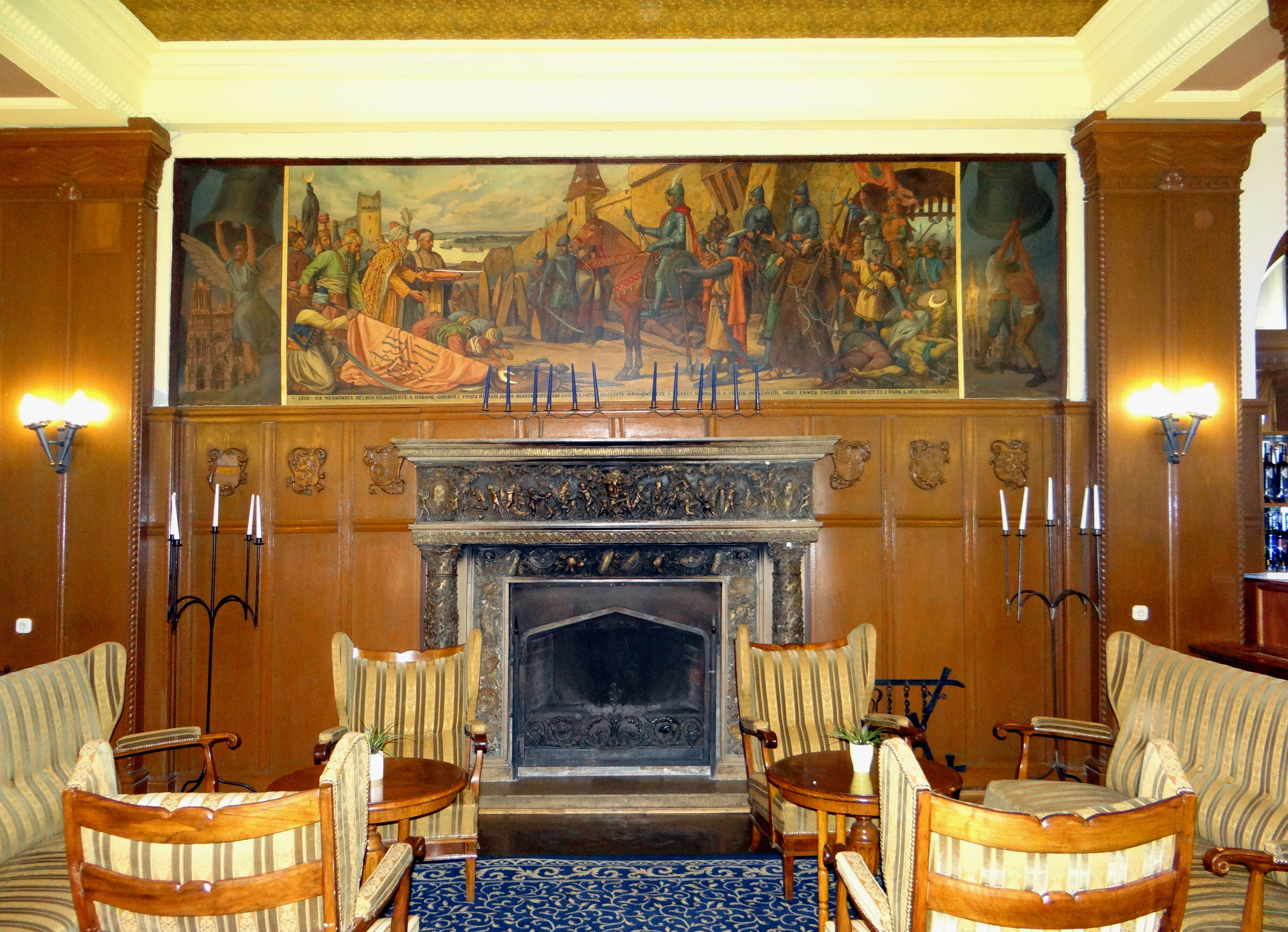
A Sándor-festmény ma
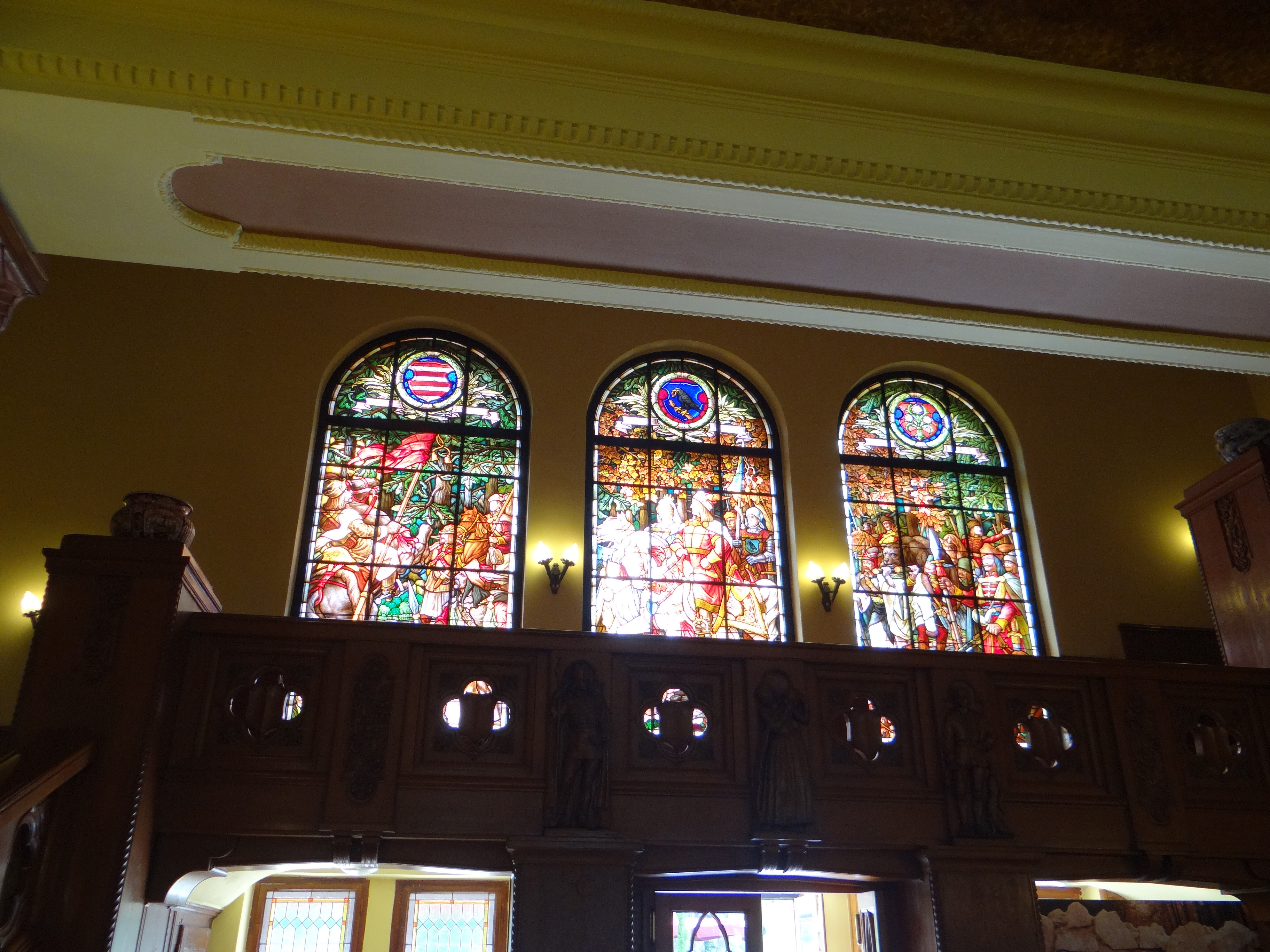
Színes ablakok a hallban
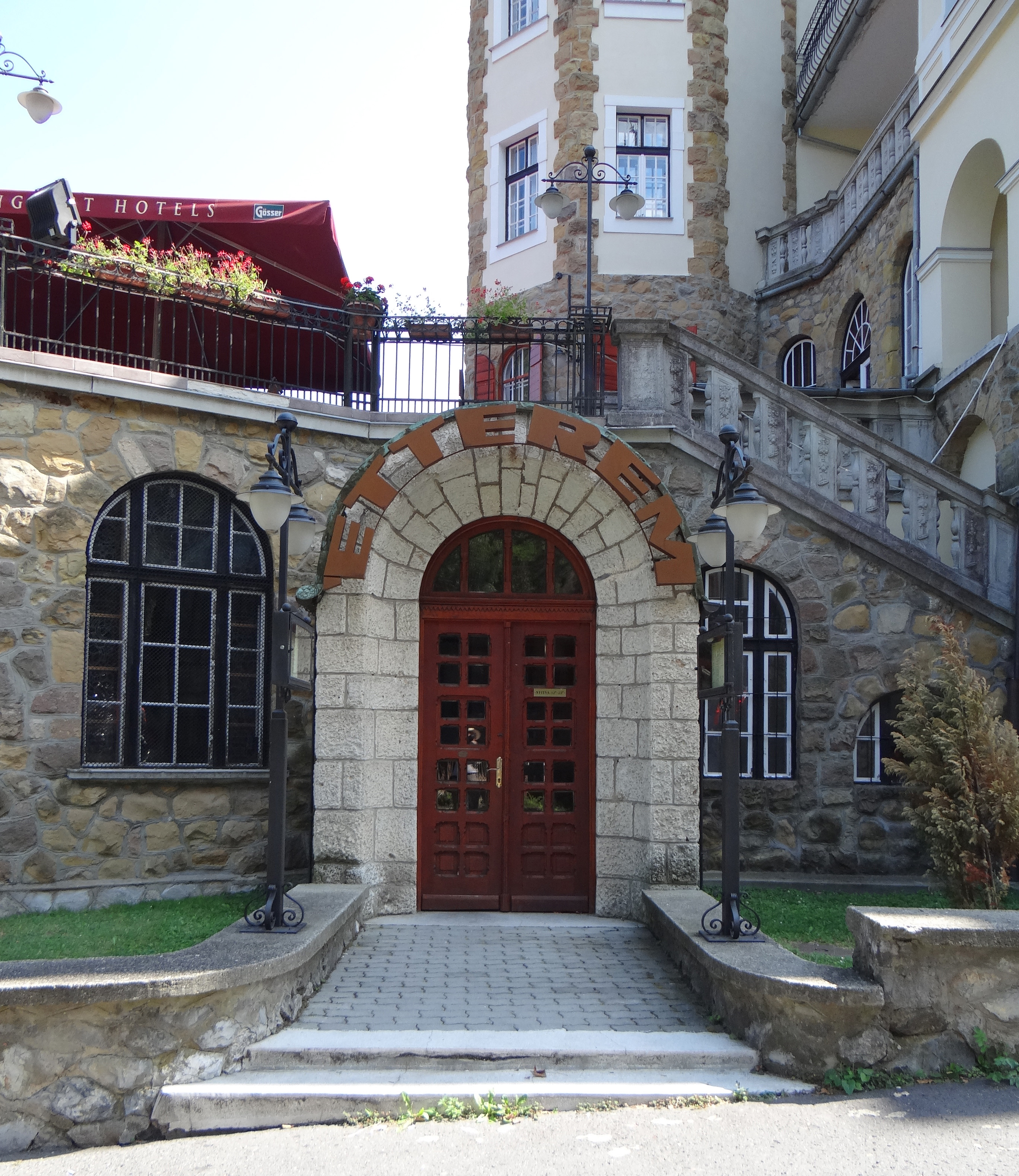
A Mátyás étterem bejárata

### A függőkertek
Szorosan a Palotaszálló kialakításához, külső megjelenéséhez kapcsolódnak a szálloda függőkertjei. Azt nem tudni, hogy a függőkertek kialakítása Lux Kálmán elképzelése volt, vagy Révay Ferencé. Minden esetre logikusnak látszott, hogy a kitermelt kőzetek és föld elhelyezését a hegyoldalban teraszok kialakításával oldják meg, a végeredmény pedig a Palotaszálló fontos látványeleme lett. A kitermelt kőzet maradék részét porrá őrölve a Hortobágy szikes talajának a javítására használták fel. Hámor felé az öt terasz 1929-re alakult ki. A teraszokat várfalszerű, lőréses kialakítású támfalakkal erősítették meg, lépcsők kötik össze, és sétára, kikapcsolódásra, pihenésre alkalmasak. A függőkerteket az államosításig kertész gondozta, és addig olyan növényzettel ültették be, amely – elsősorban magasságával – nem zavarta az épületegyüttes összhatását. A park növényzettel ellátására Majláthon díszkertészetet, a papírgyár fölött pedig csemetekertet alakítottak ki. A későbbi években – a gondozás hiánya miatt – a növényzet elvadult, ami kedvezőtlenül befolyásolta a függőkertek látványát.
A szálloda főbejáratával szemközti lépcsősoron, egy kis teraszon, az 1933-as írótalálkozóra emlékezve emléktáblát helyeztek el 1969-ben, amit 1980-ban márványtáblára cseréltek. A vízesés közelében 2005-ben állították fel Varga Éva szobrászművész remek József Attila-szobrát, aminek az apropóját az adta, hogy a lillafüredi írótalálkozón részt vett József Attila is, és itt írta Óda című szerelmes költeményét. Felavatása óta minden évben a költészet napján koszorúzást rendeznek a szobornál. A sétányra – restaurálás után – 2001-ben helyezték át azt az emlékoszlopot, ami eredetileg a hámori országút mellett állt, és István főherceg látogatása emlékére készült.
A függőkertekben 2013 őszén tematikus teraszokat alakítottak ki (például zene, költészet, találkozások, virágok, szobrok, vízesés). A „szobrok teraszára” 2013 őszén új szobor került, Varga Éva alkotása, Herman Ottó bronzszobra. Az „ifjúság teraszán” különböző figurális elemeket helyeztek el, Bencze Gábor szobrászművész műveit. A „zene teraszán” kamara- és kóruskoncertek számára alakítottak ki helyet. A teraszokat 2013 októberében adták át.

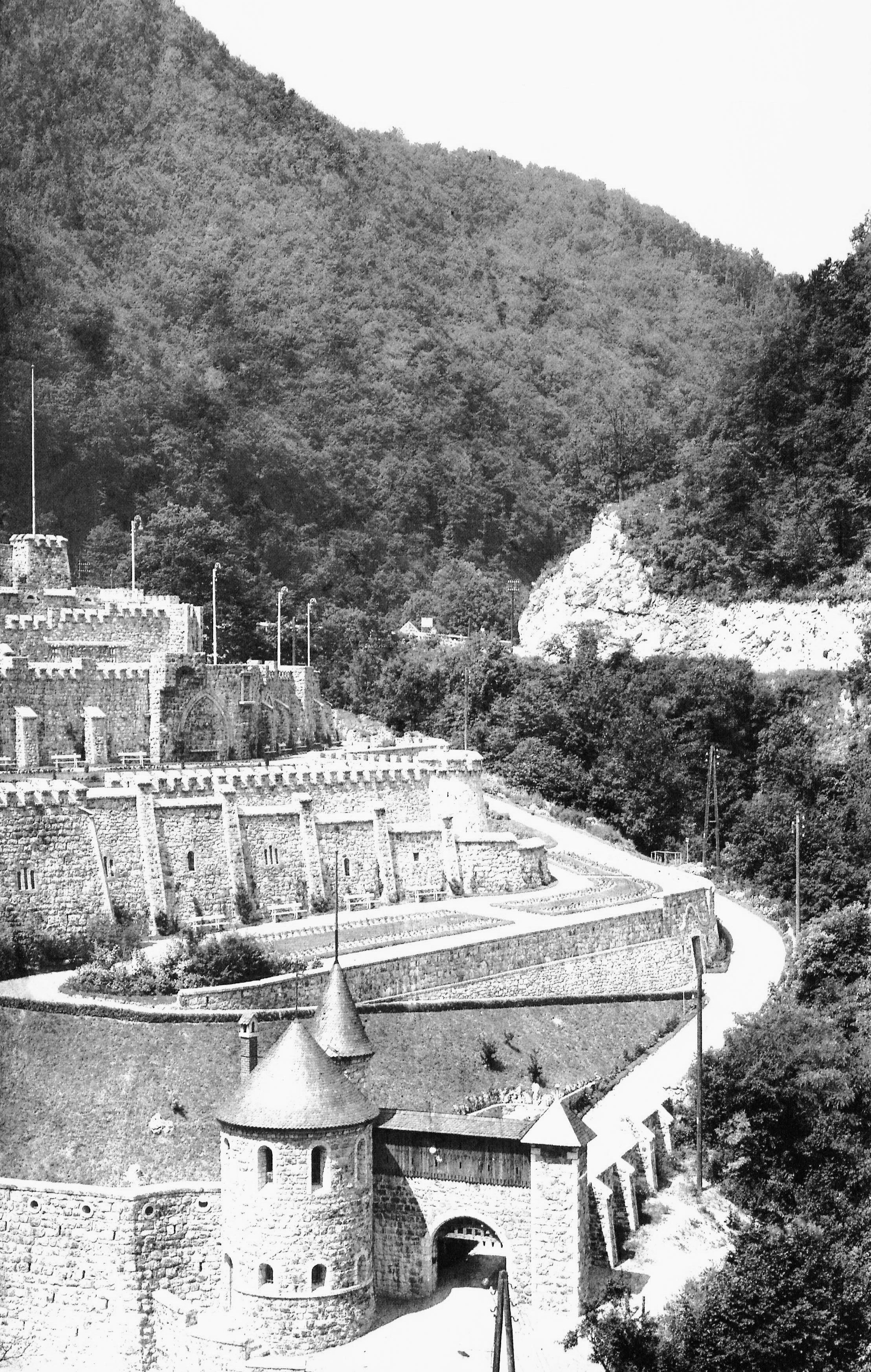
A függőkertek 1930-ban
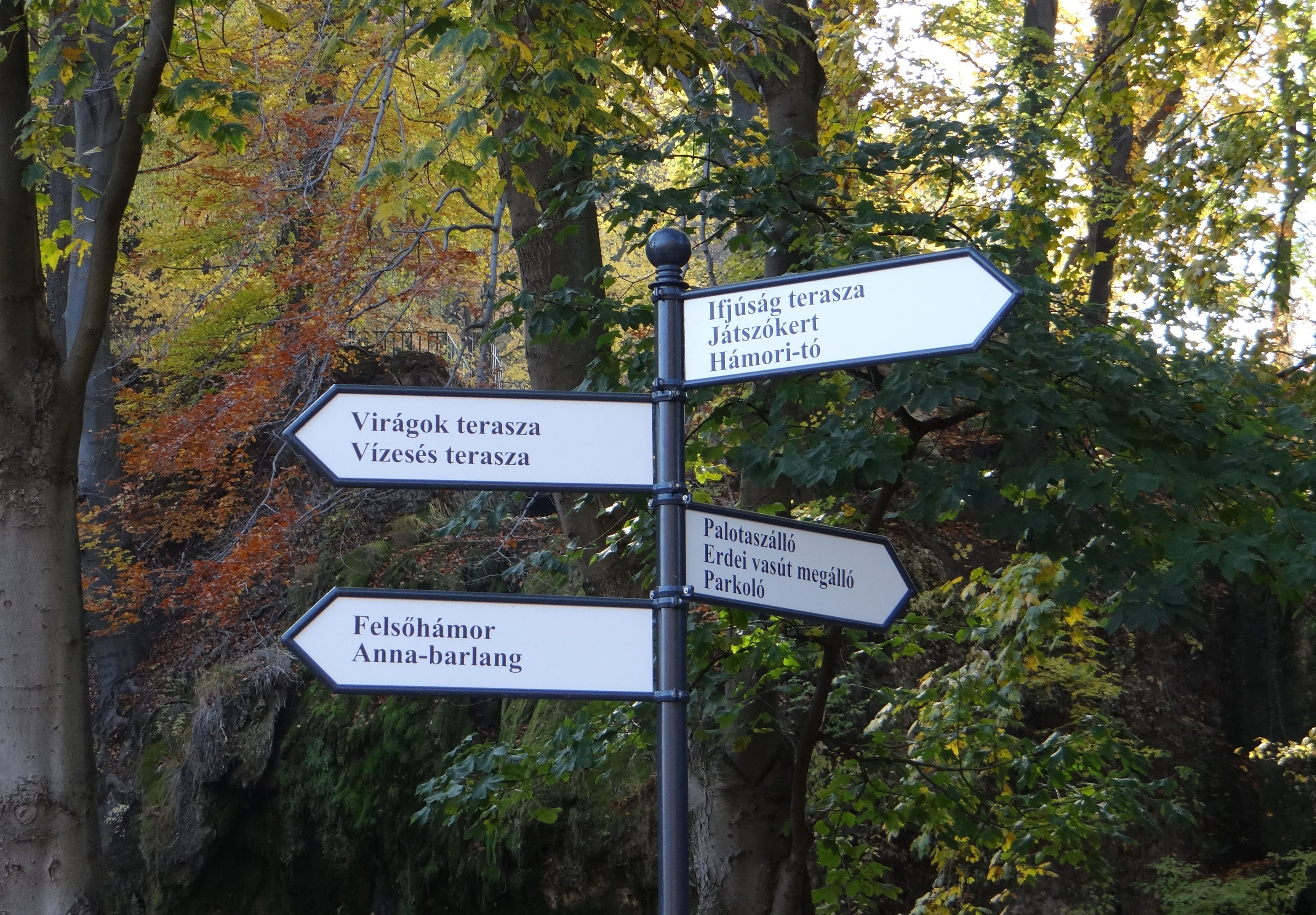
Tájékoztató táblák
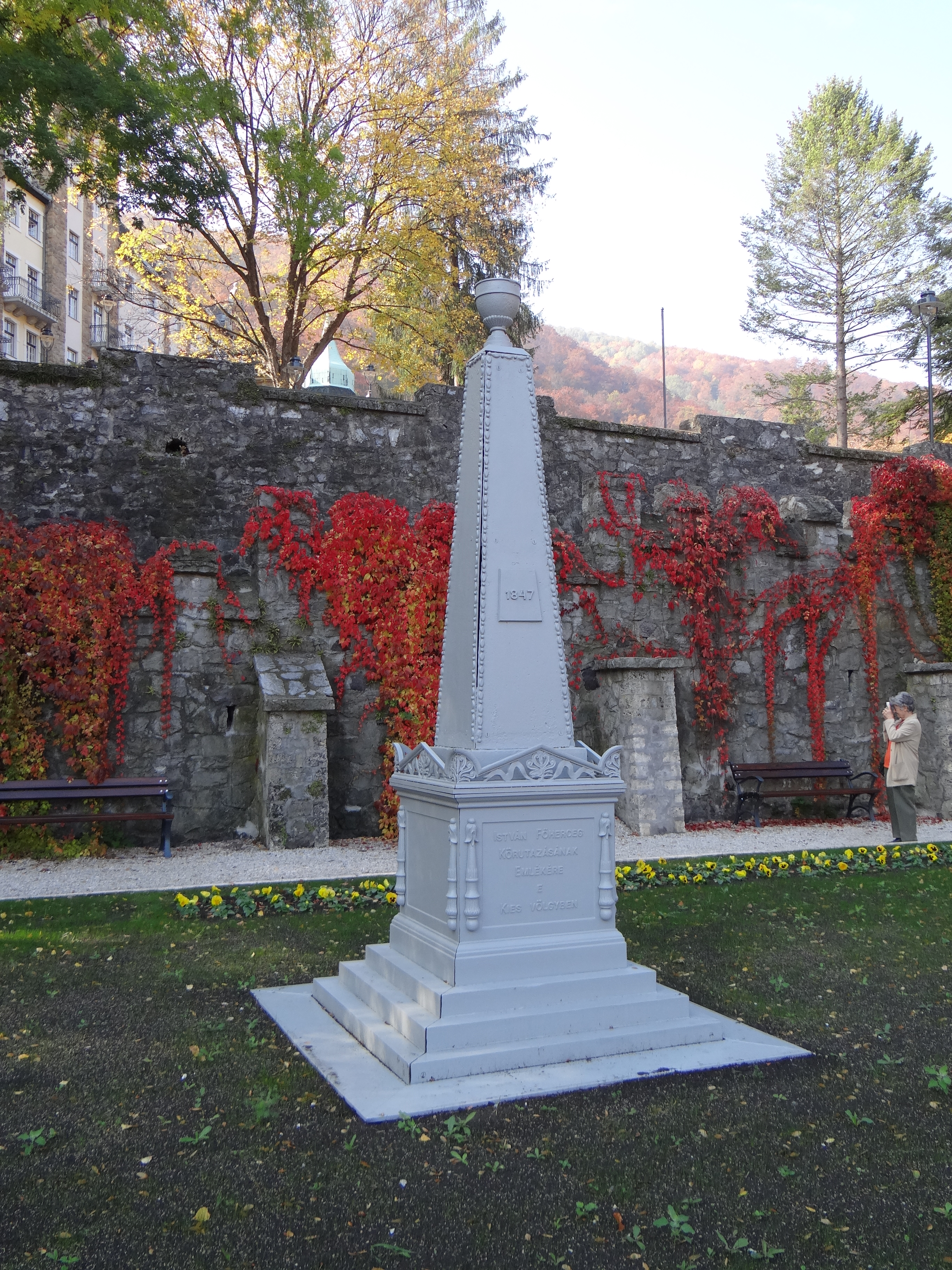
István főherceg emlékoszlopa
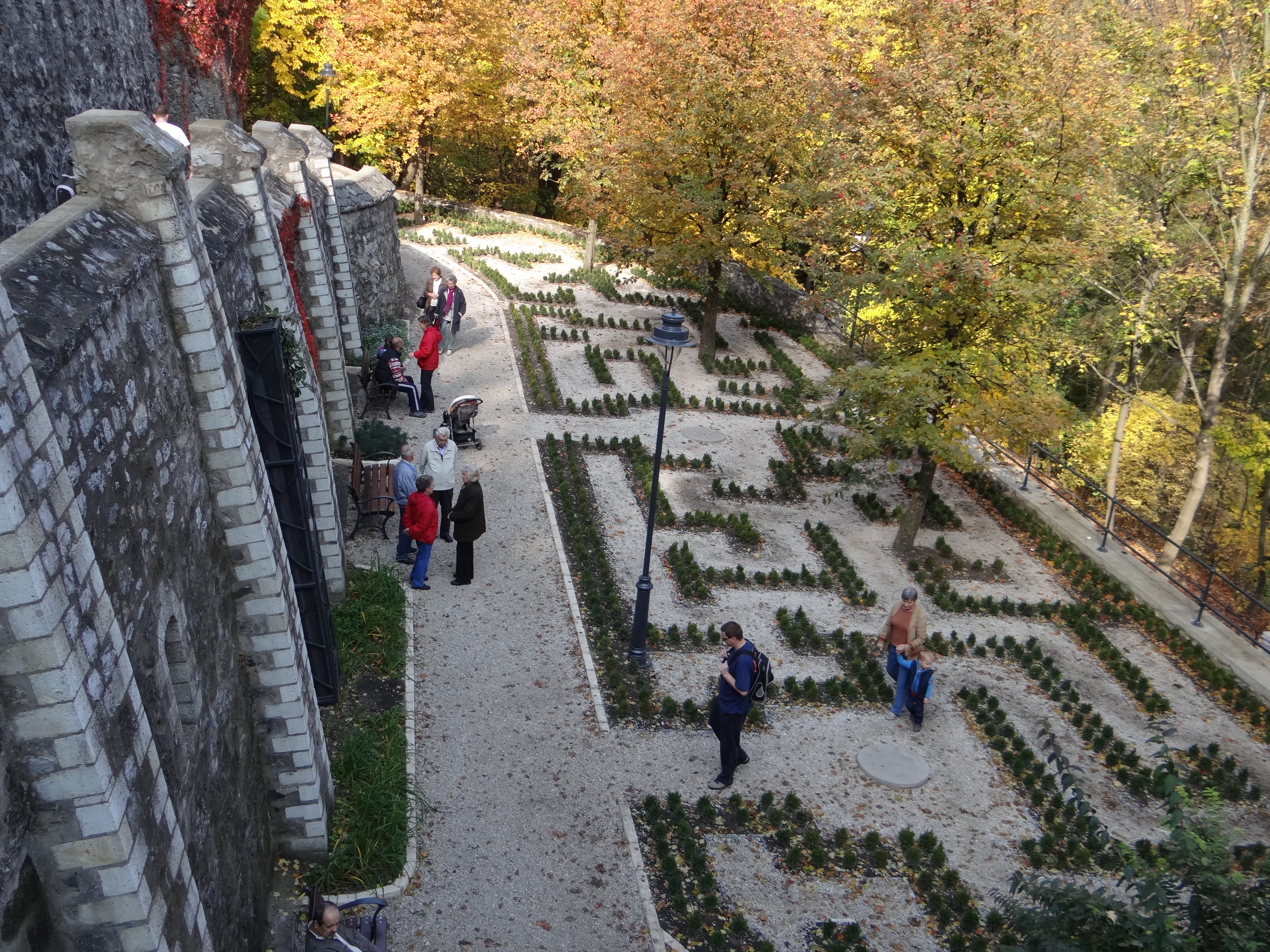
Labirintus
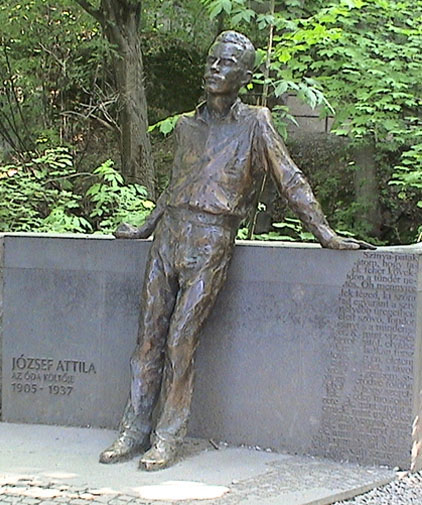
József Attila szobra
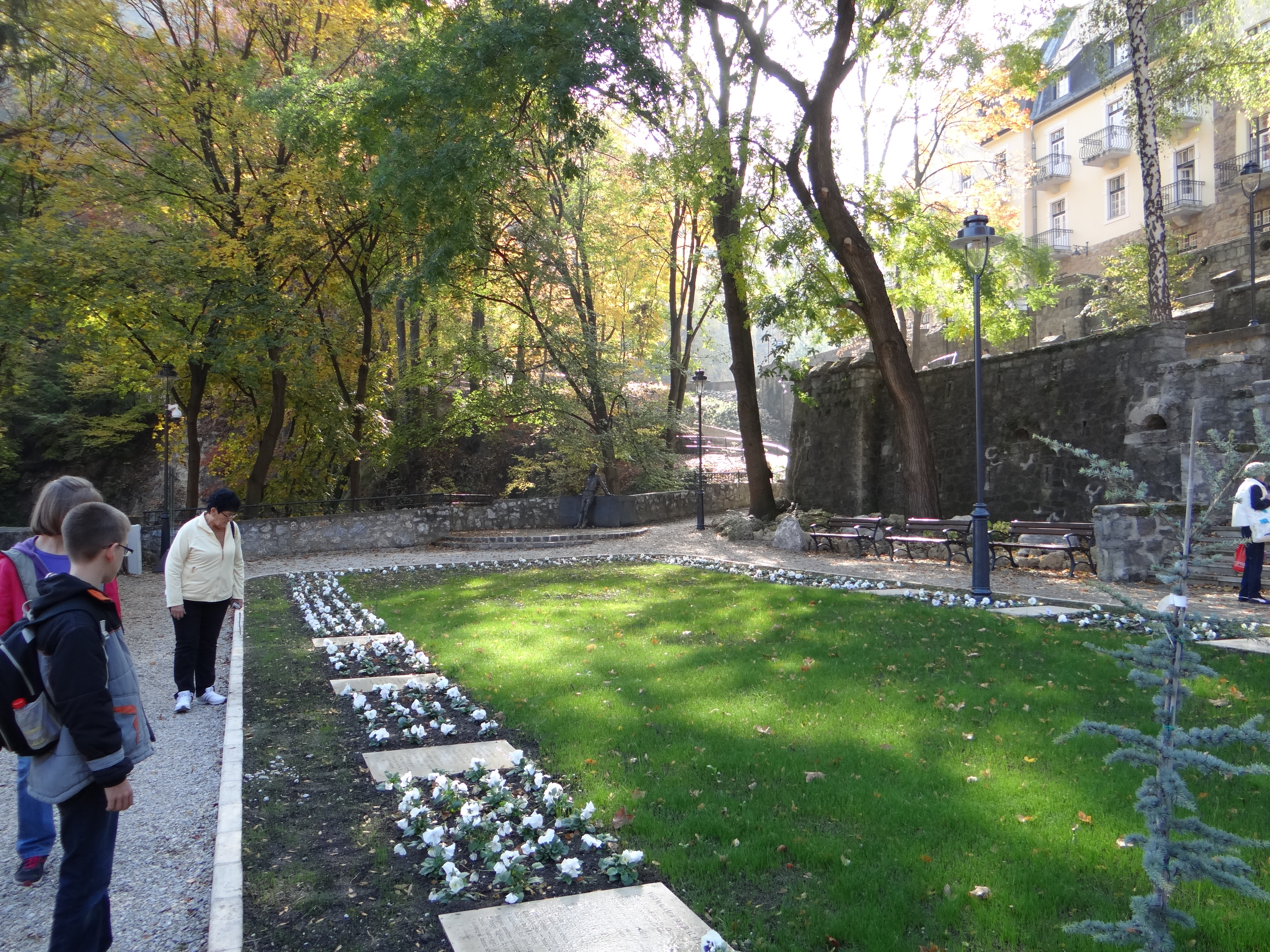
A költészet terasza
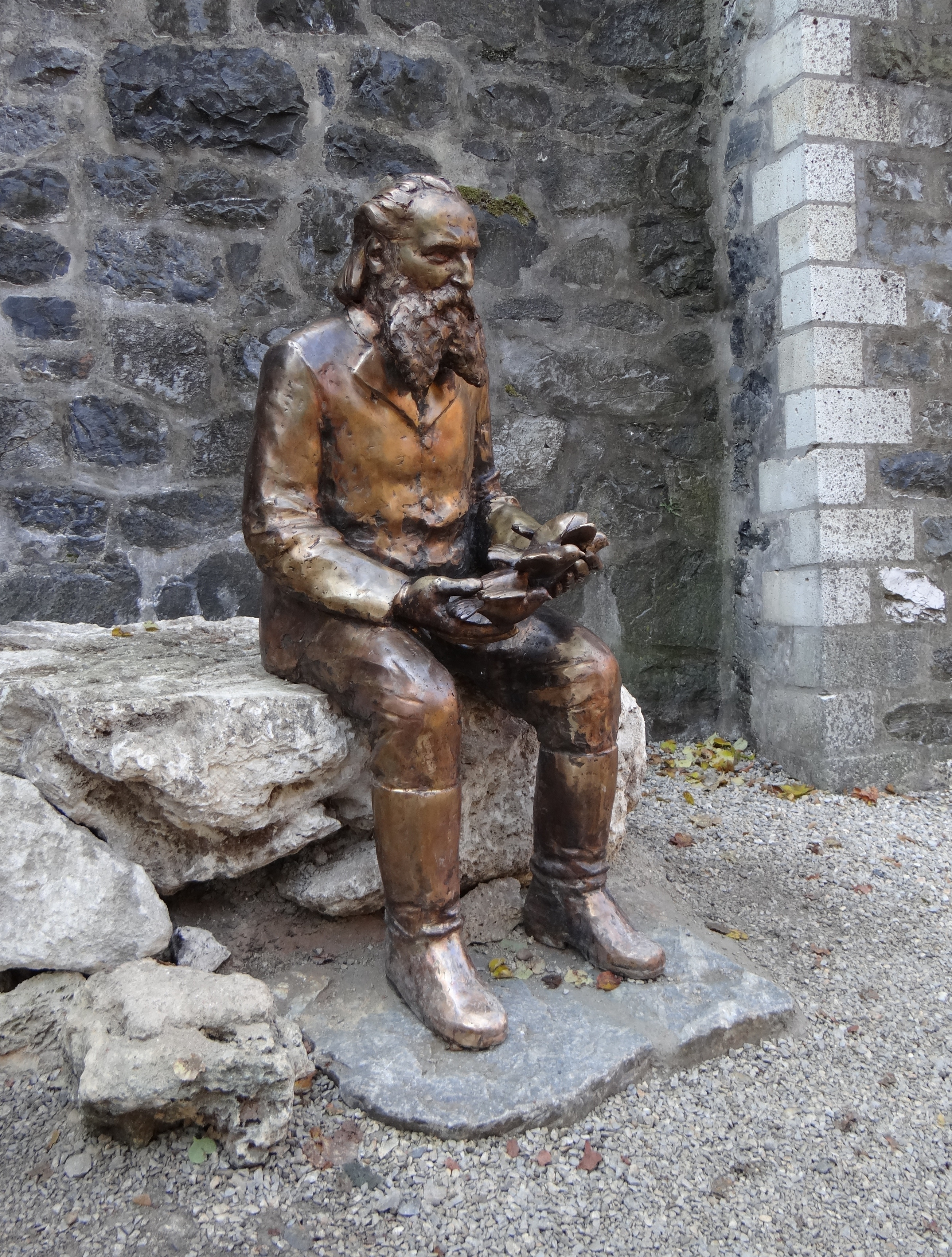
Herman Ottó szobra
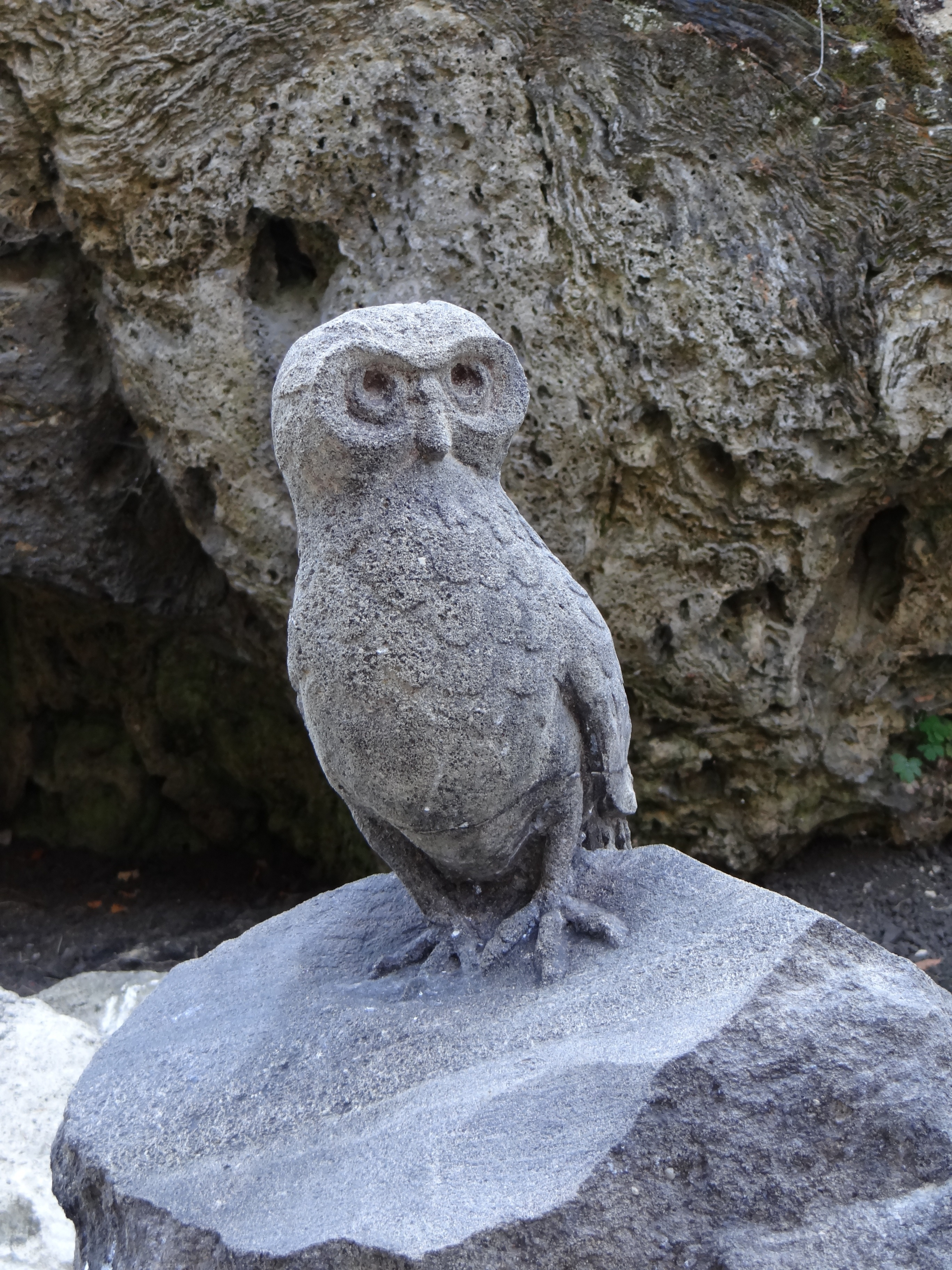
Bagoly szobor

### A vízesések
Az építkezések előtti beszámolók már említést tesznek a Szinva patak eredeti vízeséséről, ami a Palotaszálló építése, illetve a tereprendezési munkálatok elvégzése előtt a Garadna patakkal együtt ömlött a Hámori-tóba: „Ez a kincstári hámorosok által a duzzasztó-zárógát folytán keletkezett és ma is igen beválik…” A tóba valójában sok csermely is ömlött, de ezek jó része föld alatti vízfolyás volt. A tó északkeleti oldalán lévő zsilip a vizet az ún. kis vízesésbe vezette, s a Szinva keresztülfolyt a településen. 1928-ban a Szinvát mesterségesen kiképzett mederbe terelték, ez a meder adta a Palotaszálló parkjának határát, a víz pedig a sziklafalról lebukva alakította ki a körülbelül 20 méteres „nagy vízesést”. Manapság már ez „a” Lillafüredi-vízesés, ami a táj fontos és népszerű idegenforgalmi látványosságának számít. Ha a túlzottan száraz időjárás úgy kívánja, a tóból emelnek át ide annyi vizet, hogy a vízesés látványa megmaradjon. A szállót, illetve a függőkertet – az átalakításoknak megfelelően – két oldalról a Szinva és a Garadna határolja.

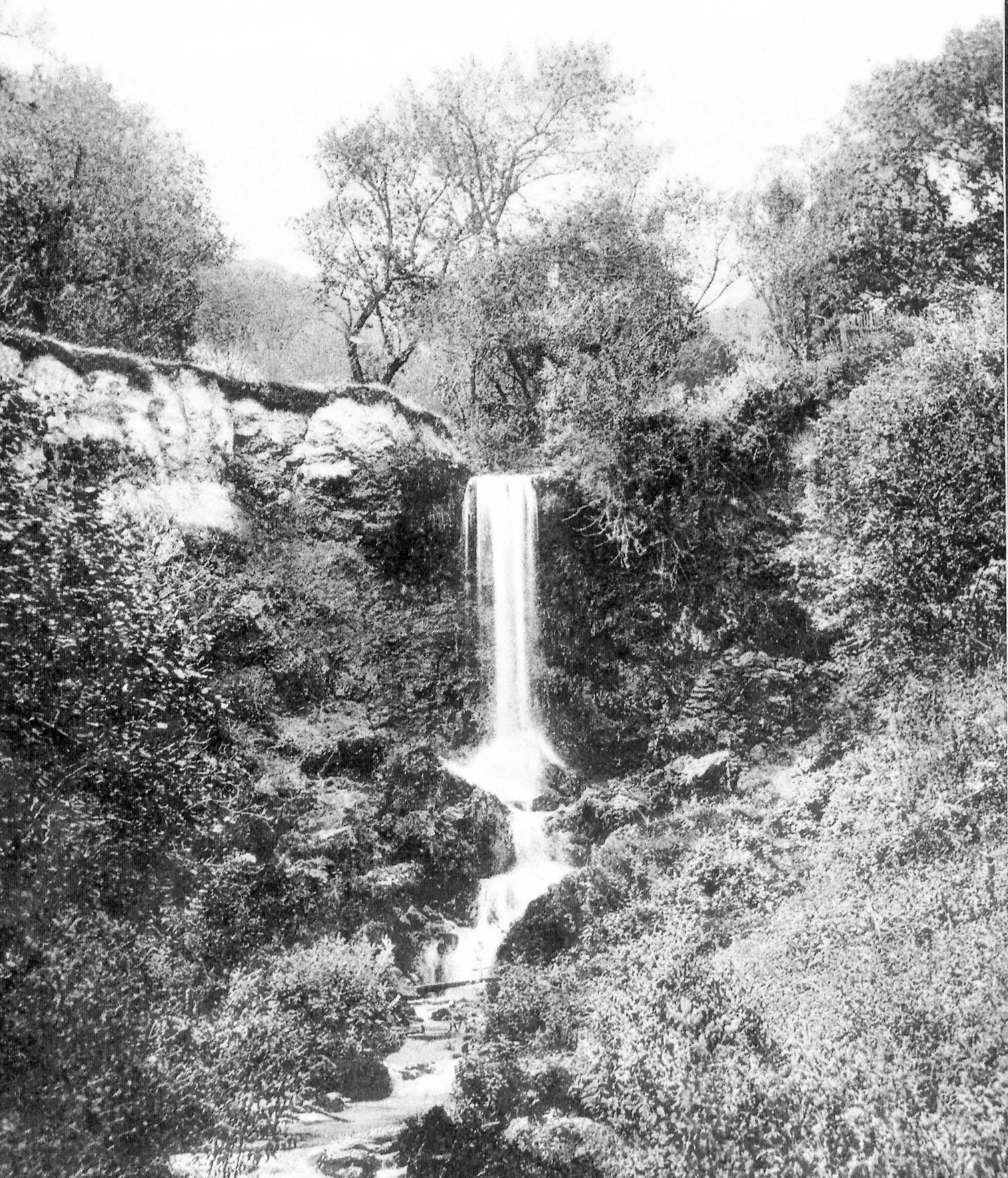
A vízesés az áthelyezése előtt
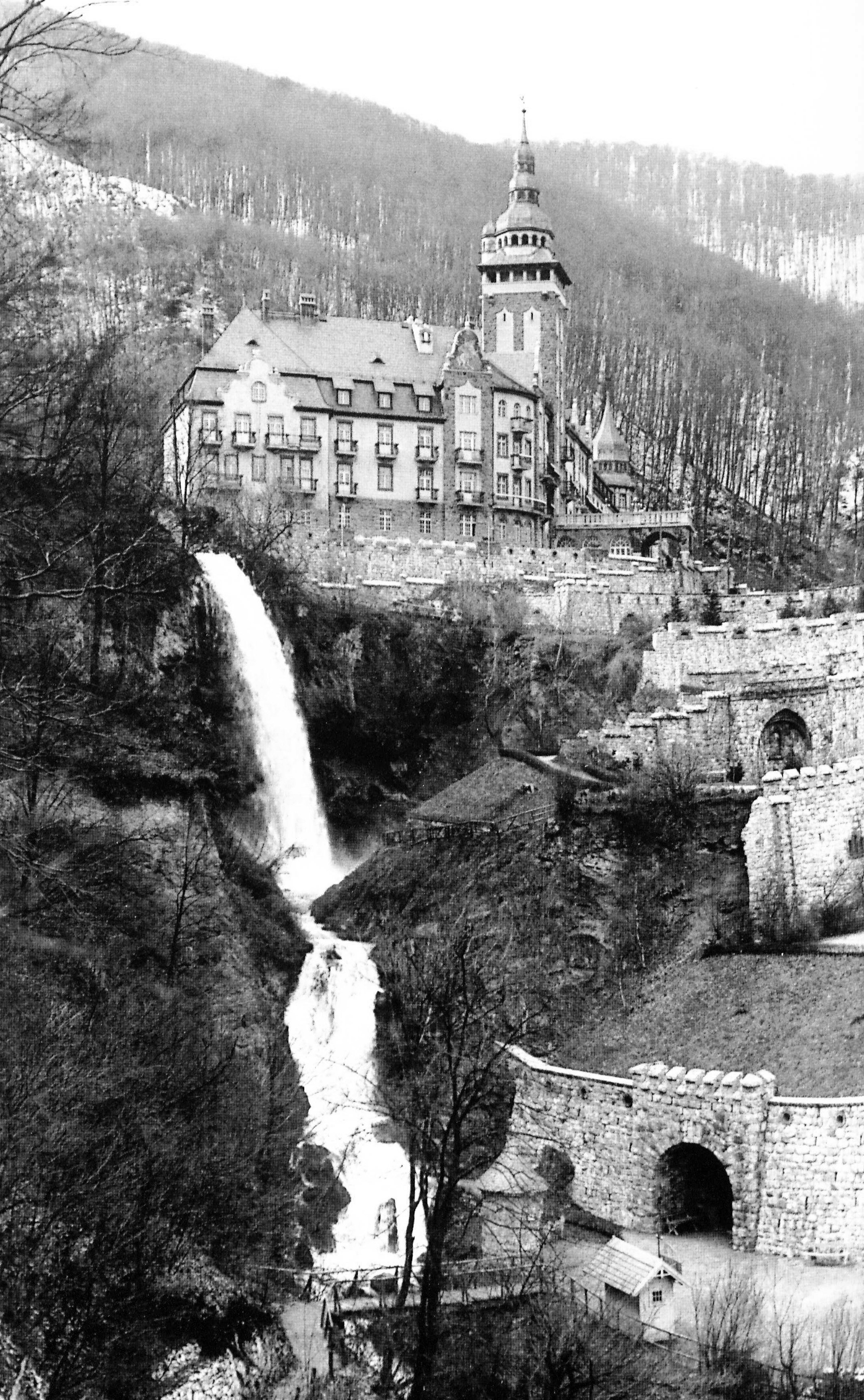
Az áthelyezett „nagy” vízesés 1930-ban
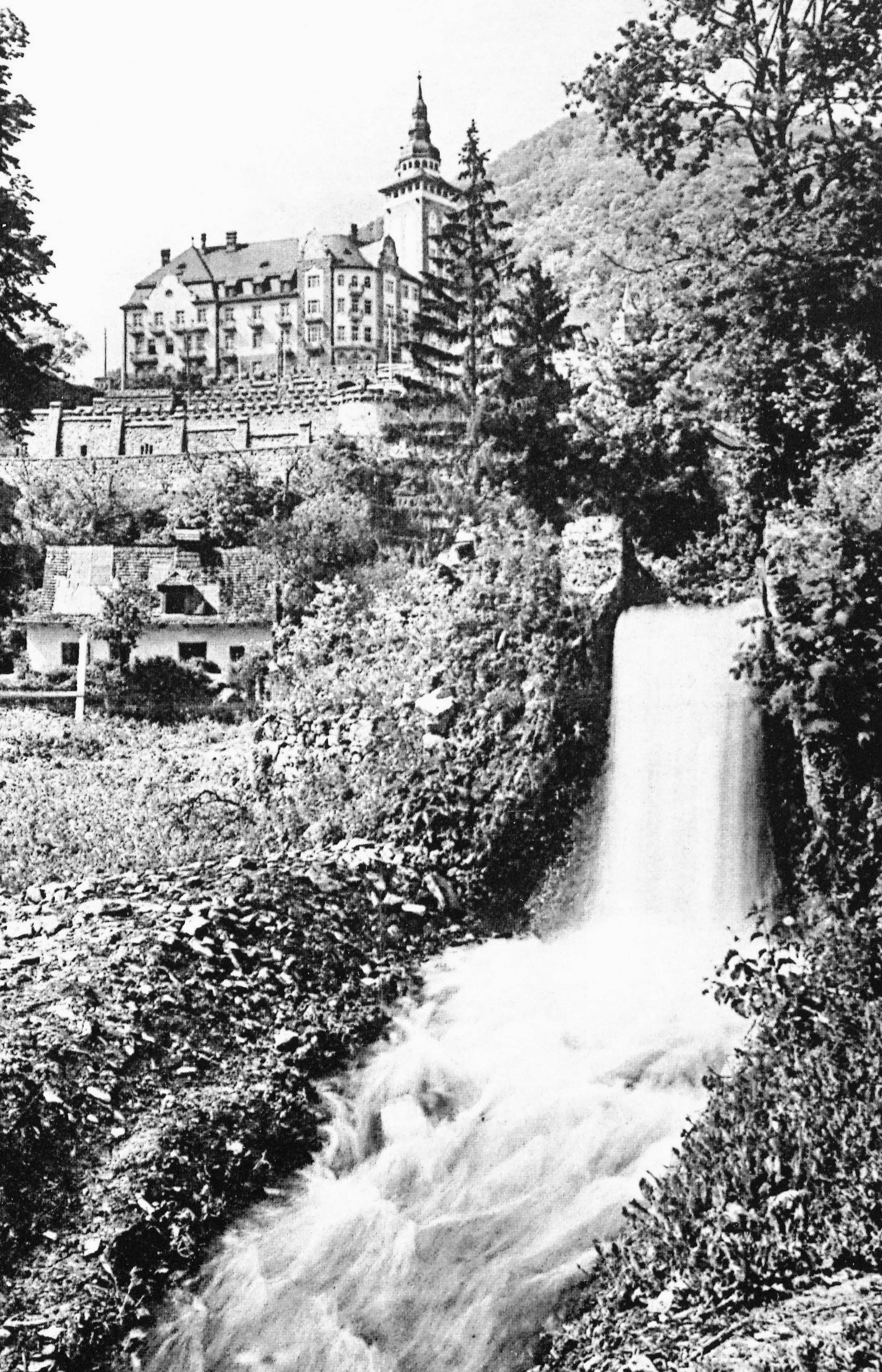
A „kis” vízesés 1928-ban
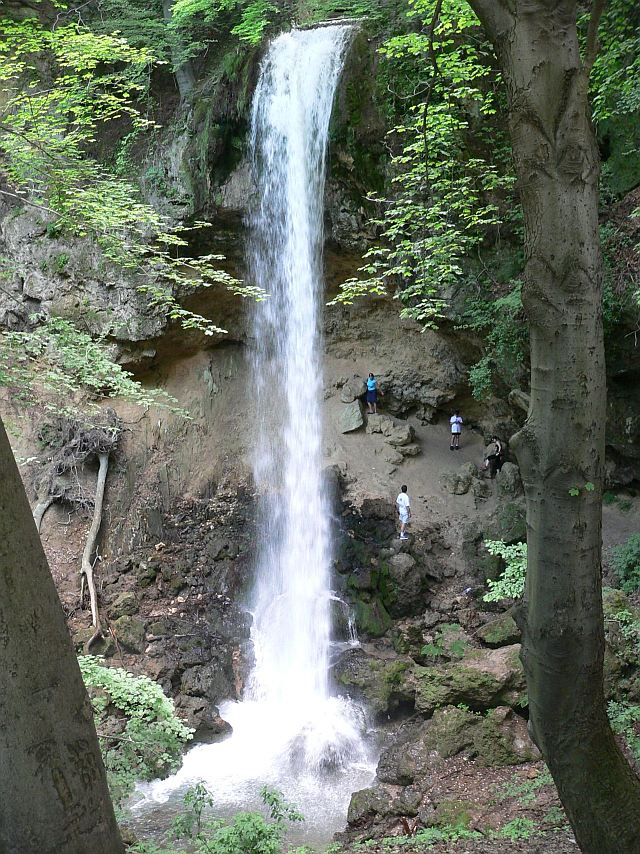
A „nagy” vízesés 2005-ben
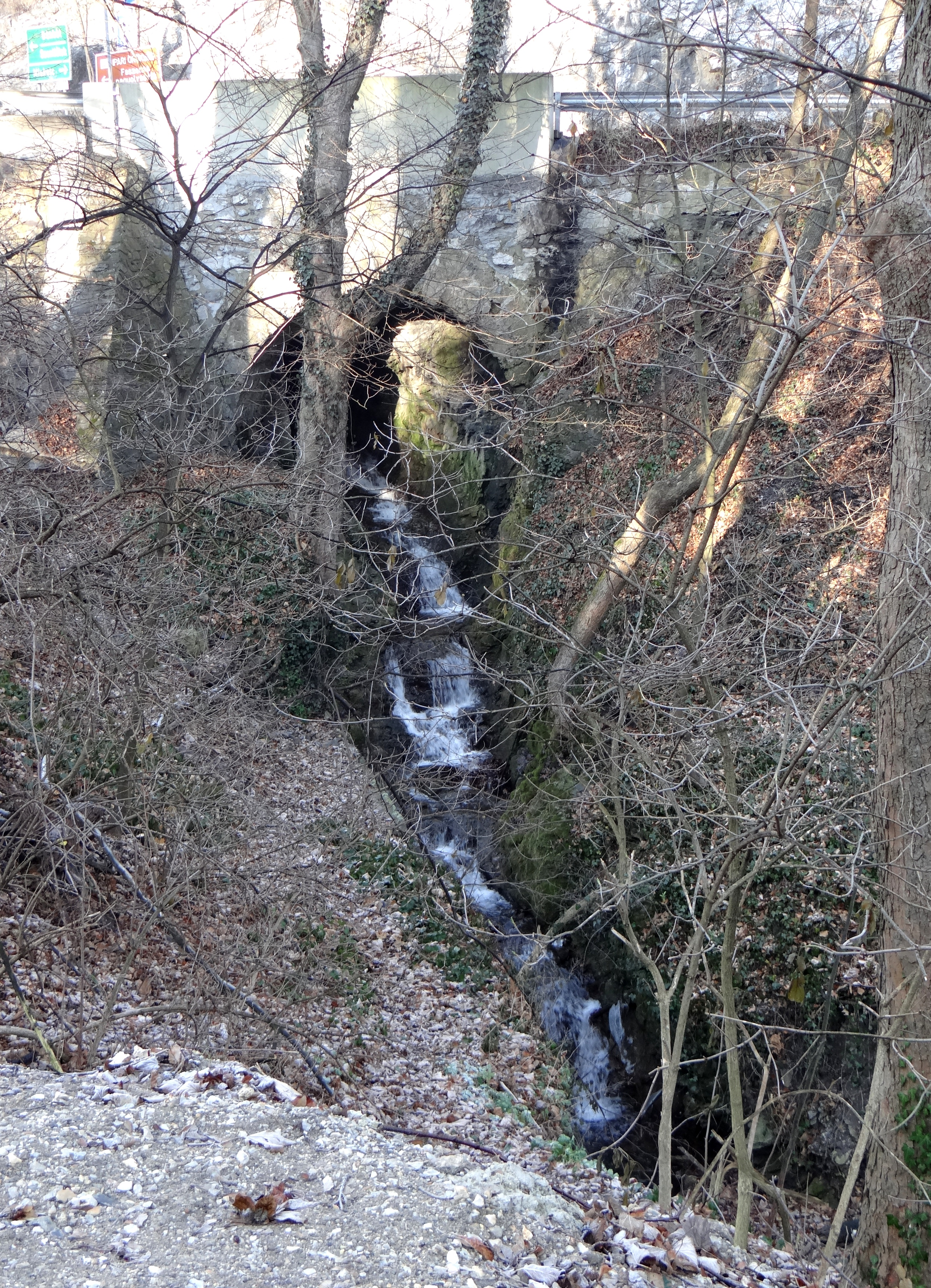
A „kis” vízesés 2013-ban
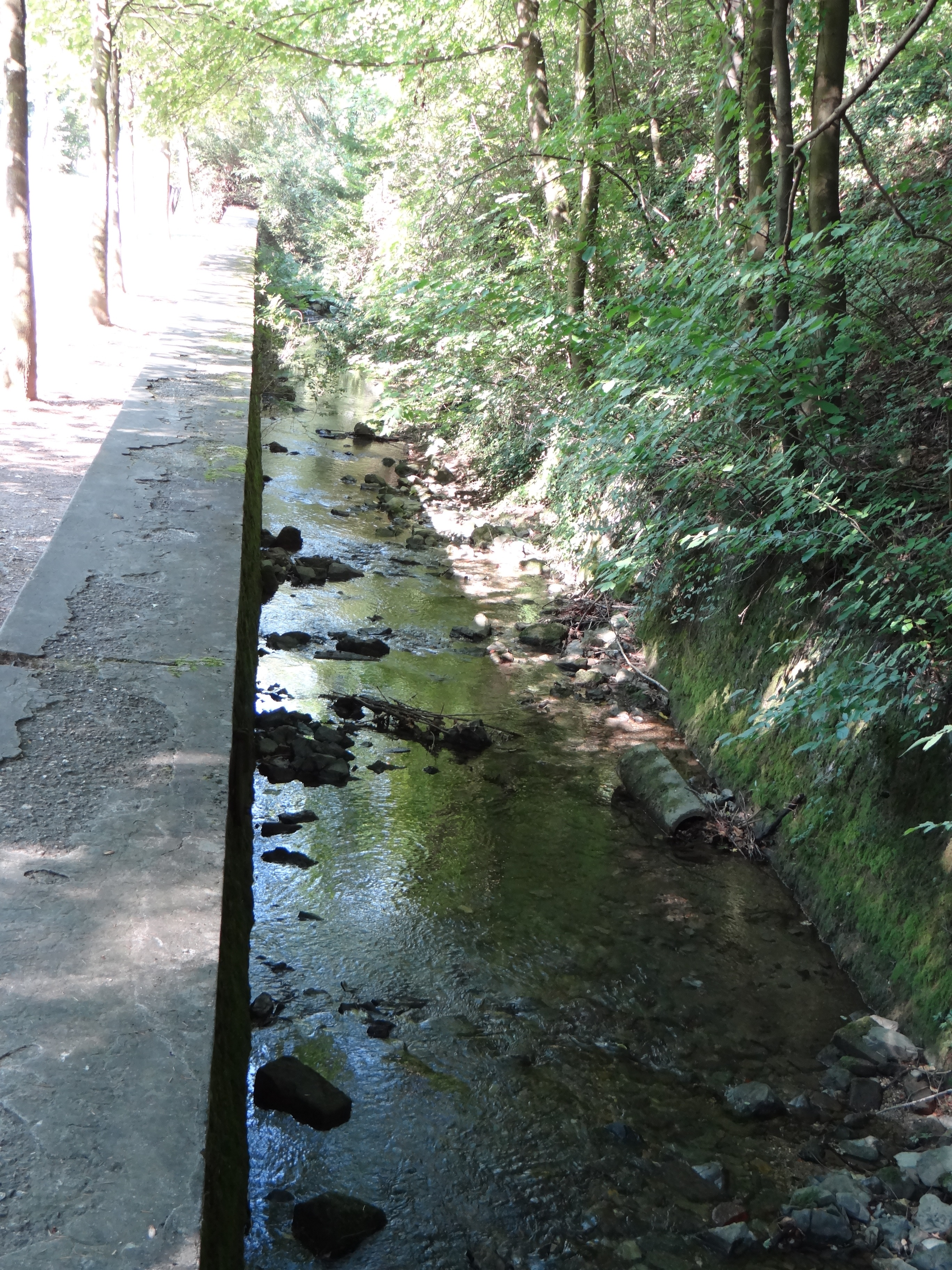
A Szinva áthelyezett medre a szálló parkja mellett

### A barlangok
A fontosabb lillafüredi barlangok (Szeleta-barlang, Szent István-barlang, Anna-barlang) az építkezés idején már ismertek voltak, és kezdettől az idegenforgalom fontos vonzerőiként számoltak velük. Az Anna-barlangot 1847-ben meglátogatta Petőfi Sándor is, ezért Petőfi-barlang néven is ismert. A Palotaszállóval kapcsolatos építési munkálatok a barlangok közül az Anna-barlangot érintették jelentősebben. A bejárat, illetve látogathatósággal kapcsolatos feltárás Révay Ferenc főerdőmérnök segítségével készült el. Eredeti bejáratát a függőkertek kialakítása miatt áthelyezték, azóta a nagy vízesés (annak helyét is megváltoztatták) alsó részénél, jobb oldalon nyílik. A barlangot 1927-ben nyitották meg a közönség előtt, labirintusszerű folyosórendszere mintegy 600 méter hosszú. A Szent István-barlang a szálló átadásakor, 1930-ban még nem volt látogatható, csak egy évvel később nyitották meg a közönség számára. Hossza 710 méter, benne változatos formájú cseppkövekkel. A Szeleta-barlang volt a turisták között a legnépszerűbb, mert ekkorra már – sikerrel – lezajlott az ősember jelenlétét célzó kutatások első üteme. Egy 1930-as útikalauz szerint „a barlang kerítéssel van elzárva, kulcsa pedig az erdőgondnokság áll”. Egy későbbi, 1998-as megvalósíthatósági tanulmány foglalkozott a barlang könnyebb megközelíthetőségével és a kulturált bemutatás terveivel.

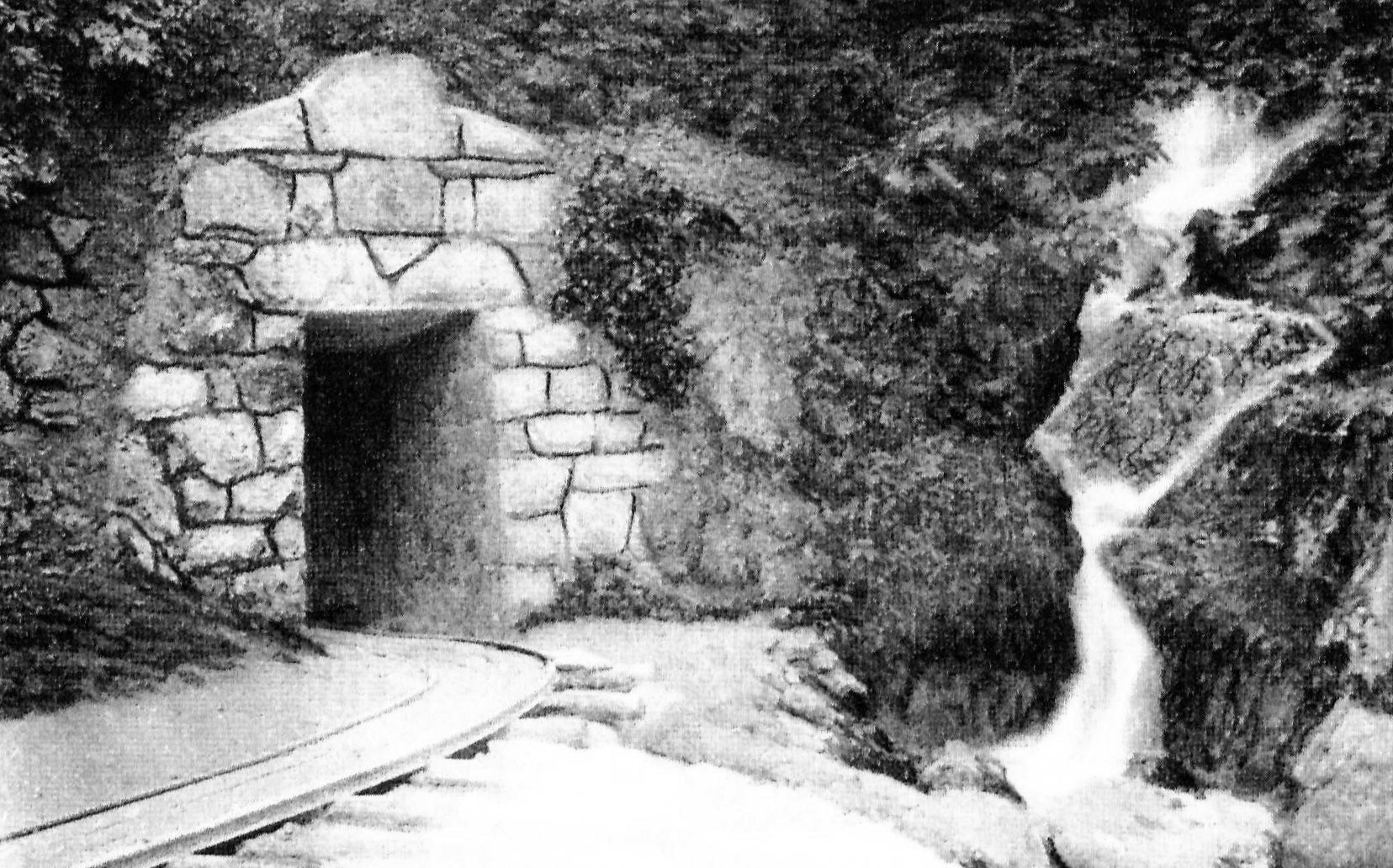
Az Anna-barlang eredeti bejárata, az eredeti vízesés mellett
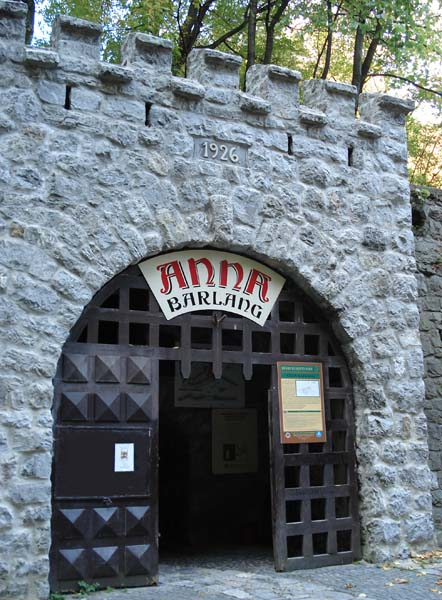
Az áthelyezett és a teraszrendszerbe illesztett bejárat
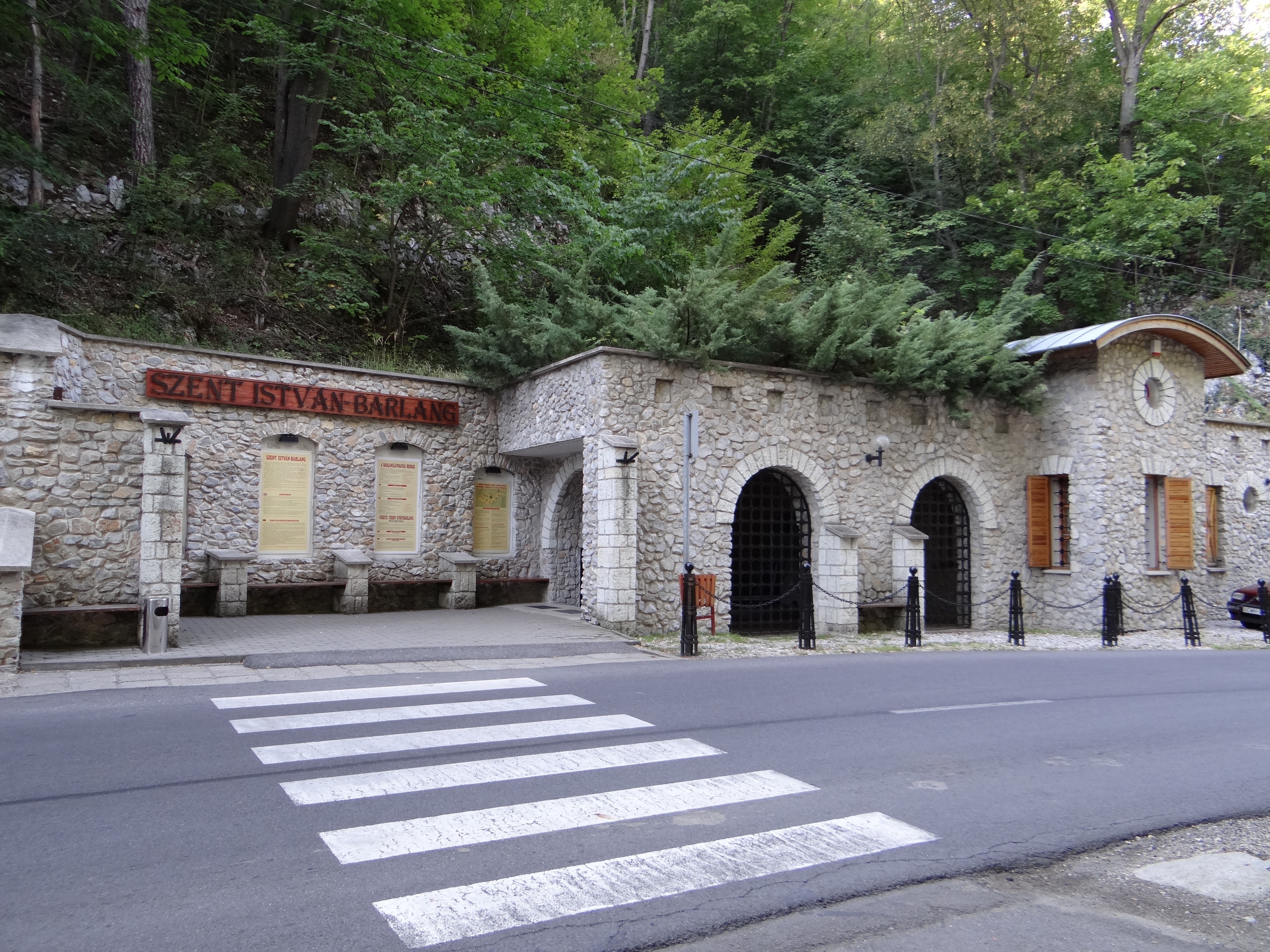
A Szent István-barlang bejárati épülete
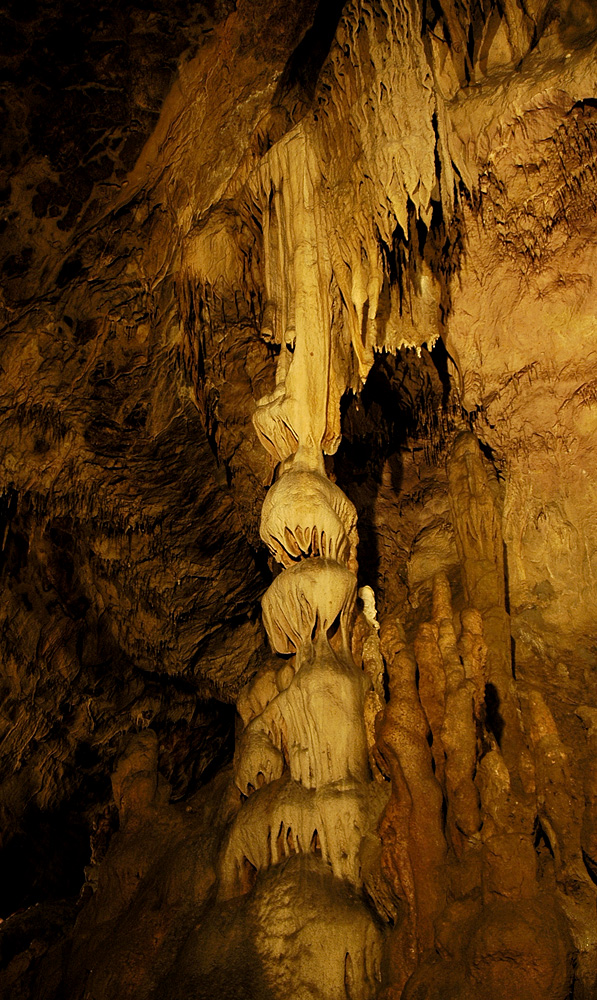
Cseppkő a barlangban
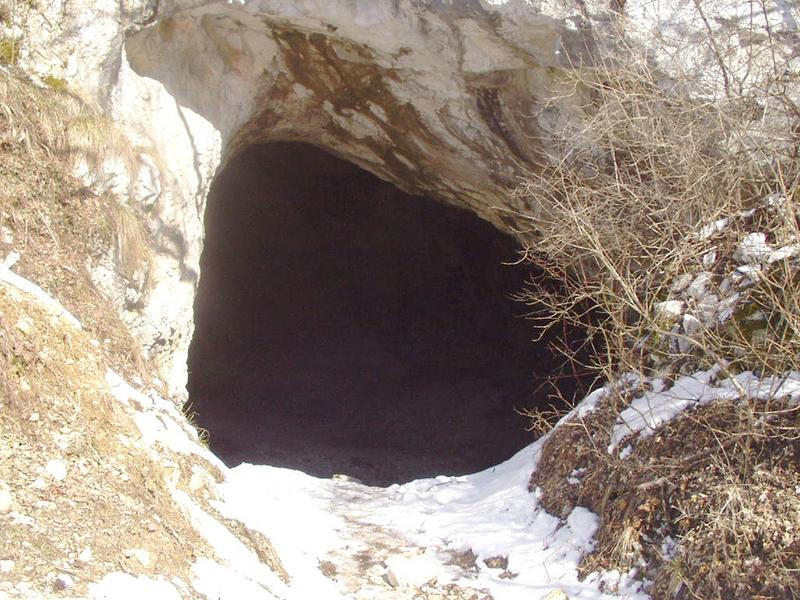
A Szeleta-barlang
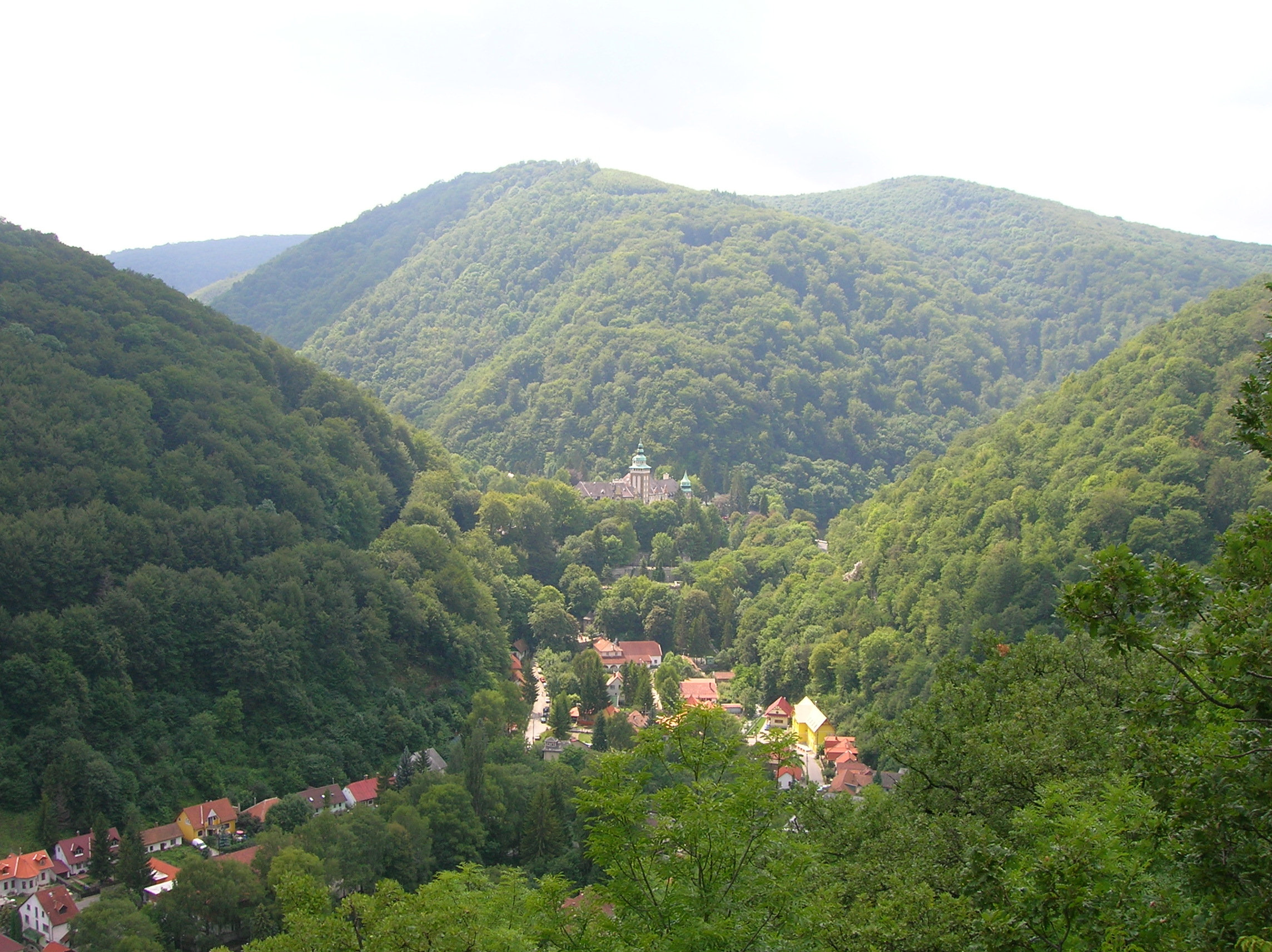
Lillafüred a Szeleta-tetőről

### A Hámori-tó
A Hámori-tó helyén kis tó már korábban is létezett, aminek a vizét a környékbeliek gyógyhatásúnak tartották. A tó felduzzasztása 1810–1811-ben történt (a tényleges befejezést 1815-re teszik) Fazola Frigyes kezdeményezésére, a hámorok vízenergia-ellátásának biztosítására. Az első felméréseket már 1799-ben elvégezték, majd 1809-ben került újra napirendre a téma. A tógát tervezési munkálatait Anton Seidl kamarai mérnök végezte. A tónak eleinte nem is volt neve, csak Taj néven illették (a német Teich – tó szó után). A Vasárnapi Ujság 1861-ben megjelent cikkében Diósgyőri tónak nevezte, „mely Diósgyőr vidékének kétségtelenül egyik legregényesebb pontját képezi”. A tó a vasgyártás segítésén túlmenően hamar idegenforgalmi jelentőségre is szert tett, lehetőséget adott a „vízi szórakozások”-ra. Egy 1898-as leírás szerint: „Legnagyobb szélessége közel 100 méter, egész terjedelme 12 hektár. … A Borsodi Bükk Egylet elnöksége által két ponton eszközölt [mélység]mérés 6, illetve 9 m eredményt adott. Hosszúsági átmérője (bele nem számítva a part kanyargásait) 1,2 km. Körüljárására legalább háromnegyedóra szükséges.” Az 1799-es első felméréskor űrtartalmát „18 és negyed millió vederben” határozták meg, egy 1898-as „környezet ismertetés” szerint „a tó 12 millió akó vizet magába foglal”. Az elterjedt vélekedésekkel ellentétben a tógát biztonságos építmény, gátszakadás sohasem fordult elő, legfeljebb egy-egy veszélyes helyzet alakult ki. 1931-ben például a gát országút melletti része megcsúszott, minden komolyabb következmény nélkül. A Palotaszálló építkezésének befejezése után a fogadalmi keresztet a tógátról a Wedlich-villa elé helyezték át.

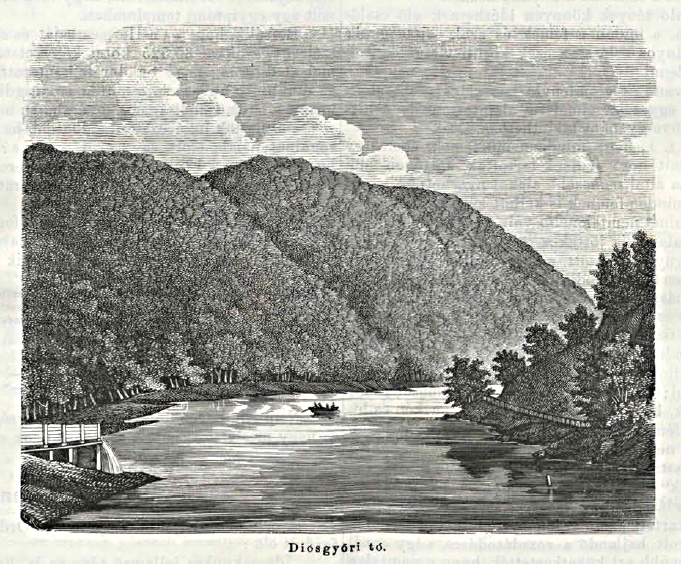
A Hámori-tó 1861-ben (Diósgyőri tó néven, a Vasárnapi Újság illusztrációja)
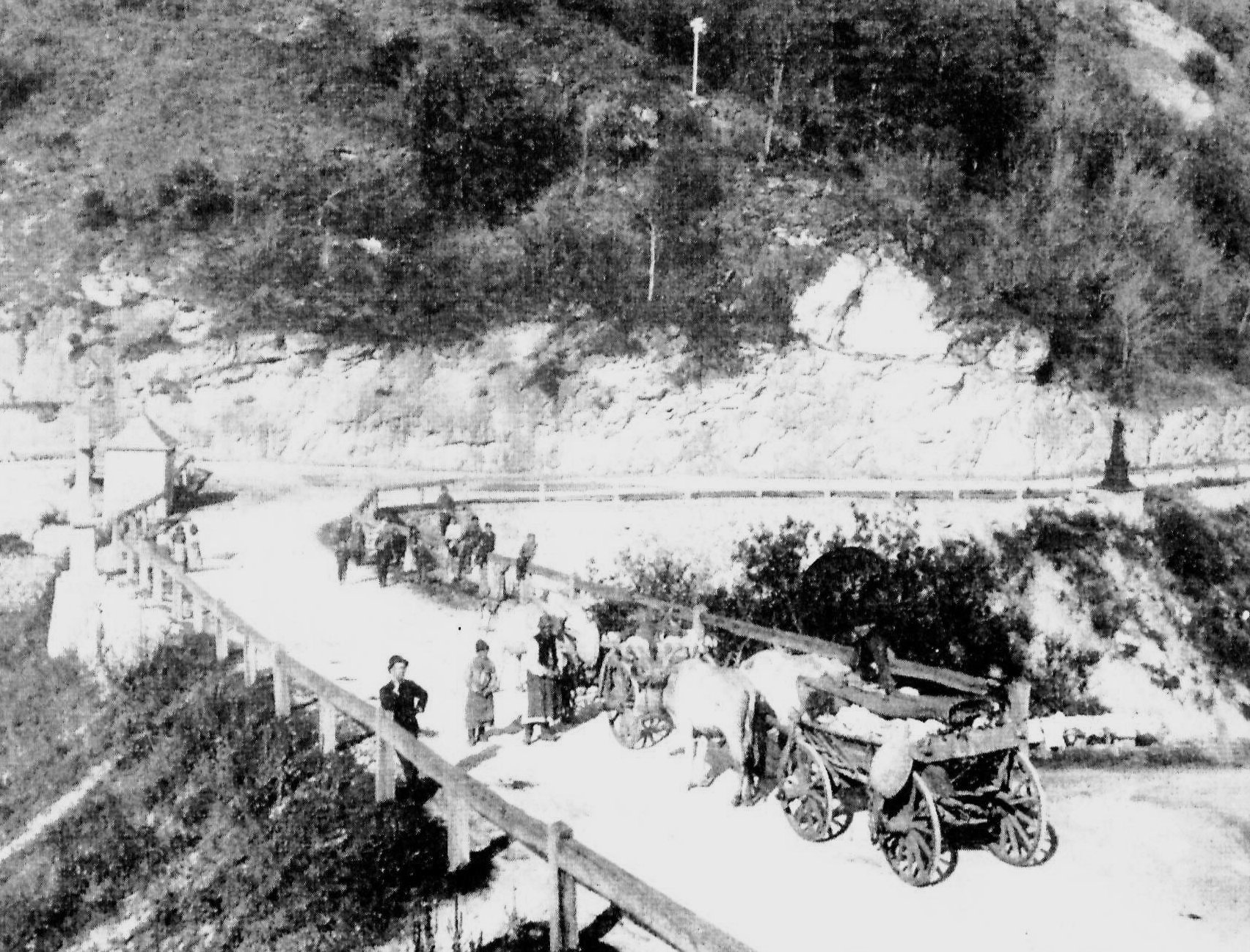
A Hámori-tó gátja 1890-ben; jobb oldalon látható az István főherceg látogatása emlékére állított emlékoszlop, bal oldalon, a gátőr épülete mellett a fogadalmi kereszt
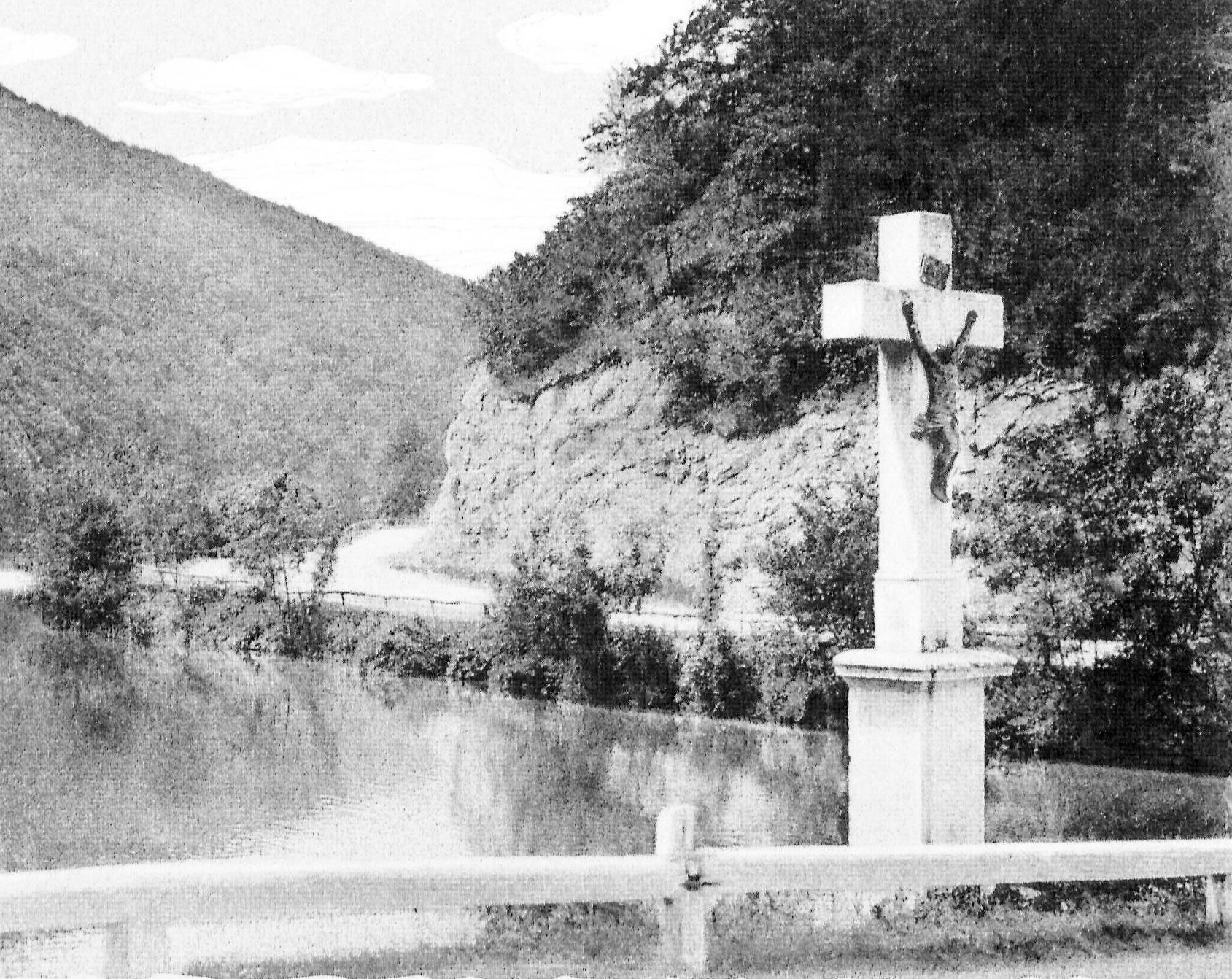
A fogadalmi kereszt a tógáton
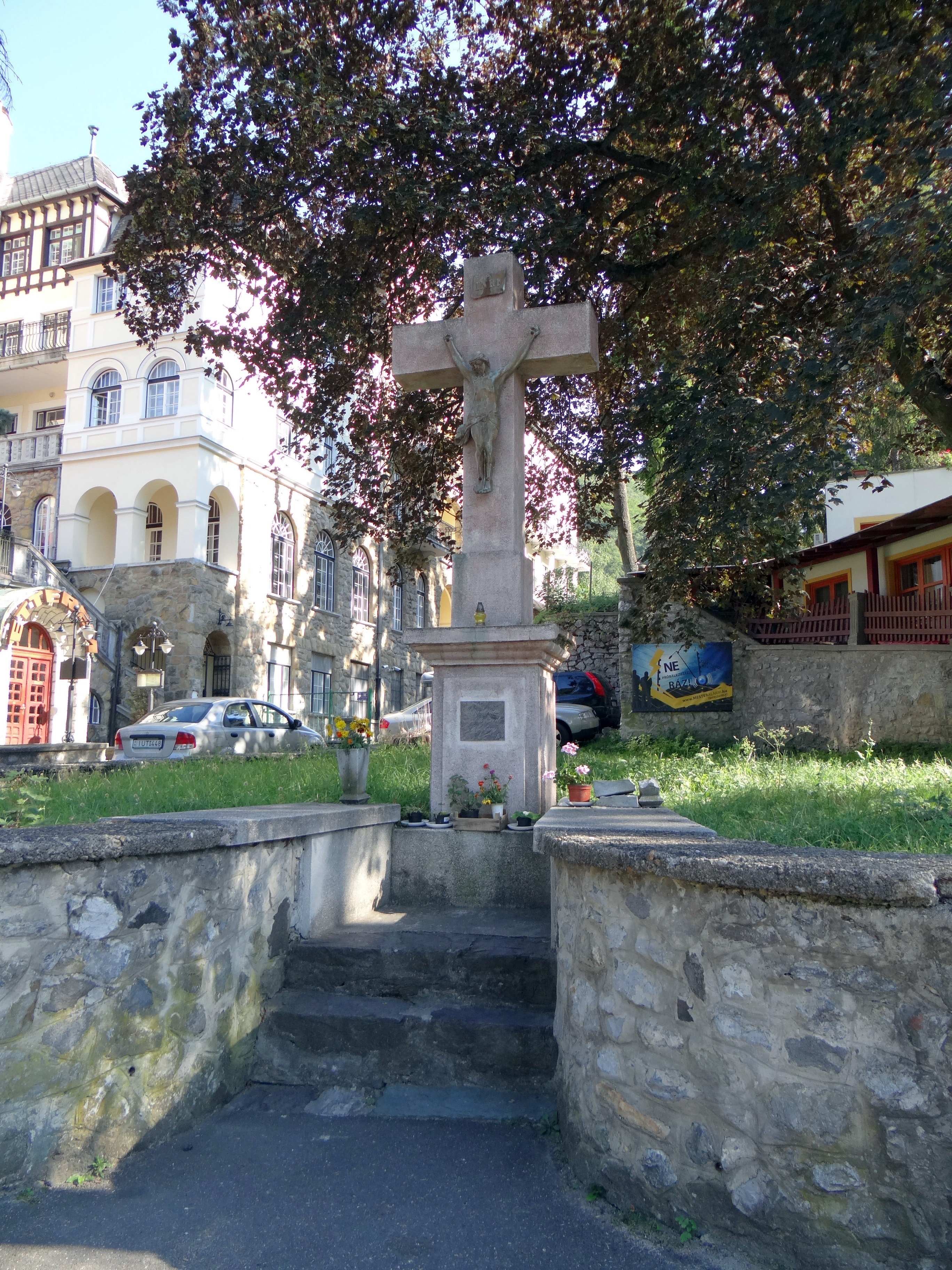
A kereszt mai helyén
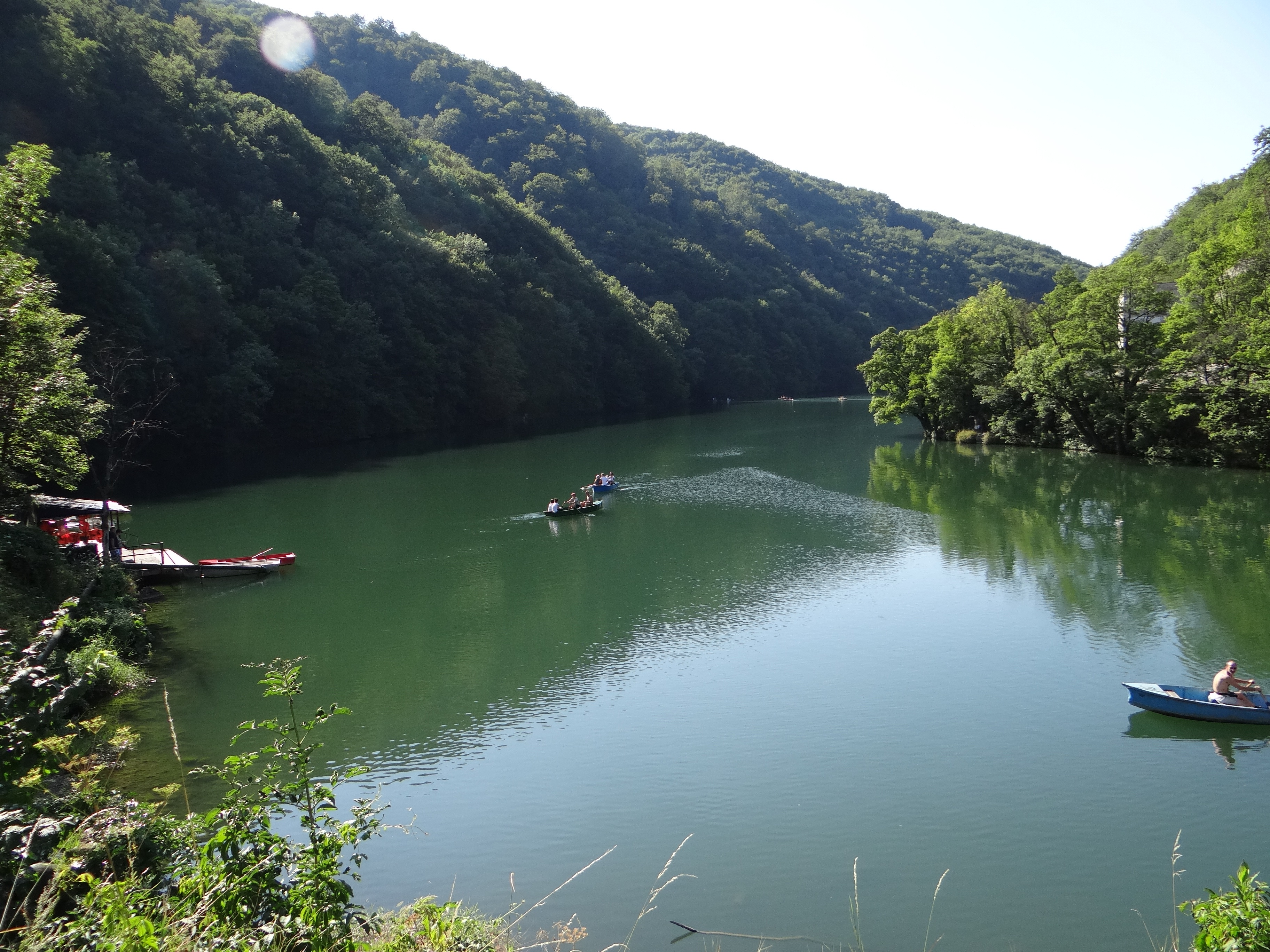
A tó napjainkban

### A kisvasút
A Palotaszálló építésekor a keskeny nyomtávú lillafüredi kisvasút – ekkor még Szinvavölgyi Erdei Vasút (SZEV) volt a neve – már üzemelt, és a Bükkben kitermelt fa szállítása céljából építették. A Miskolcról, a Szent Anna-templom melletti Fáskerttől induló fővonal 1919–1920-ban készült, és Lillafüred érintésével Garadnáig vezetett. Ezt követően több szárnyvonalat is kiépítettek, amik közül a ládi szárnyvonalat tekintették fontosnak, ugyanis ezen keresztül tervezték a miskolci Tiszai pályaudvarról, sőt a Budapestről érkező vendégek Lillafüredre szállítását. A szálló építése miatt a „Hámor-Lillafüred” megállót feljebb tolták, távolabb a Palotaszállótól, előtte és utána alagutakat fúrtak, a Palotaszállótól való megközelítésére pedig kis aluljárót építettek. A személyszállítás 1924-ben kezdődött, majd a kisvasút neve is megváltozott a ma is használatos Lillafüredi Állami Erdei Vasútra (LÁEV). A ládi vonallal kapcsolatos összeköttetés végső formájában nem valósult meg, a kisvasút 1978-ig a Szent-Anna térről, azóta – napjainkban is – a Dorottya utcai (Kilián-észak) végállomásról szállítja az utasokat.

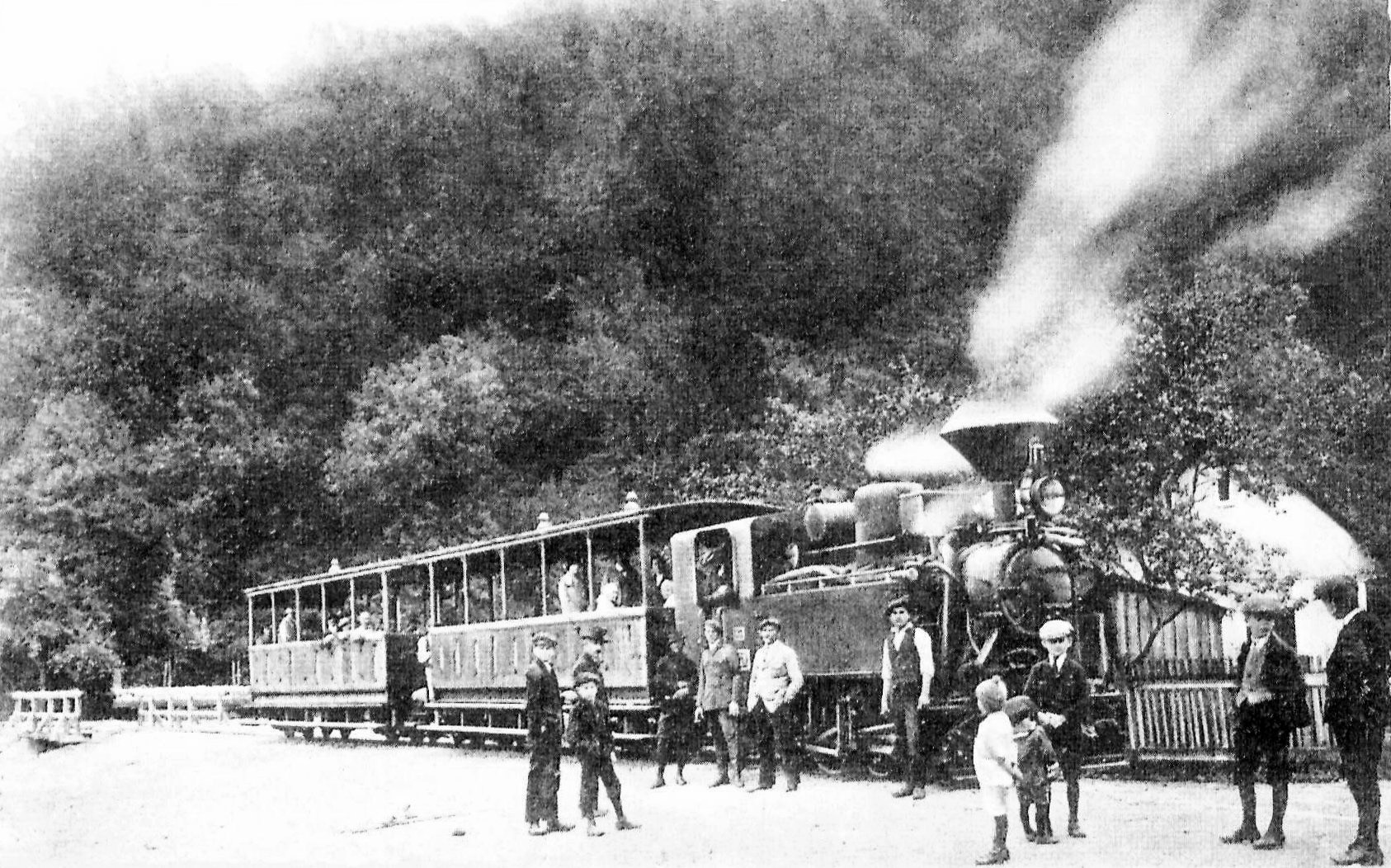
A kisvasút nyitott KisMÁV kocsijai (1928)
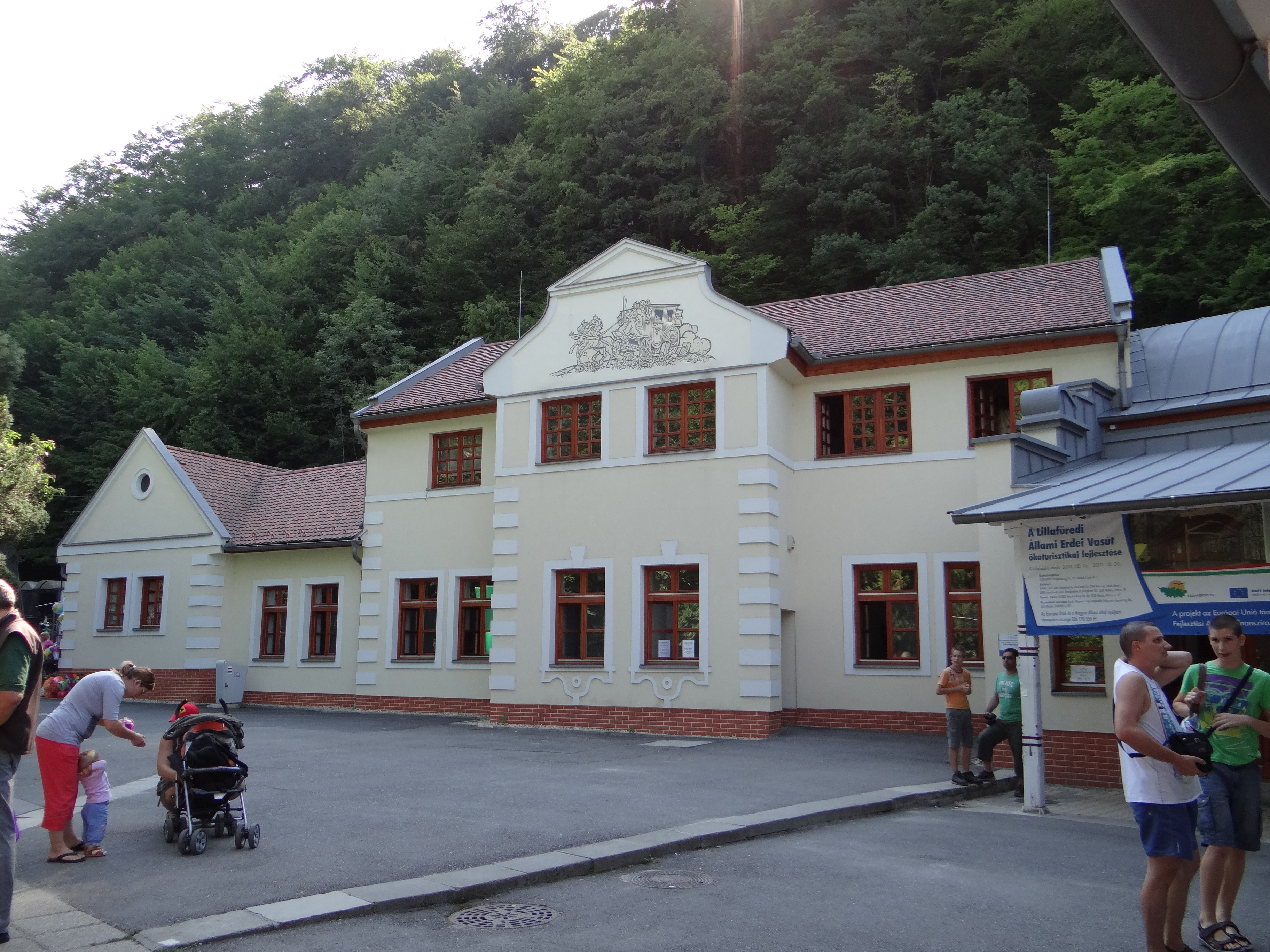
A lillafüredi állomásépület
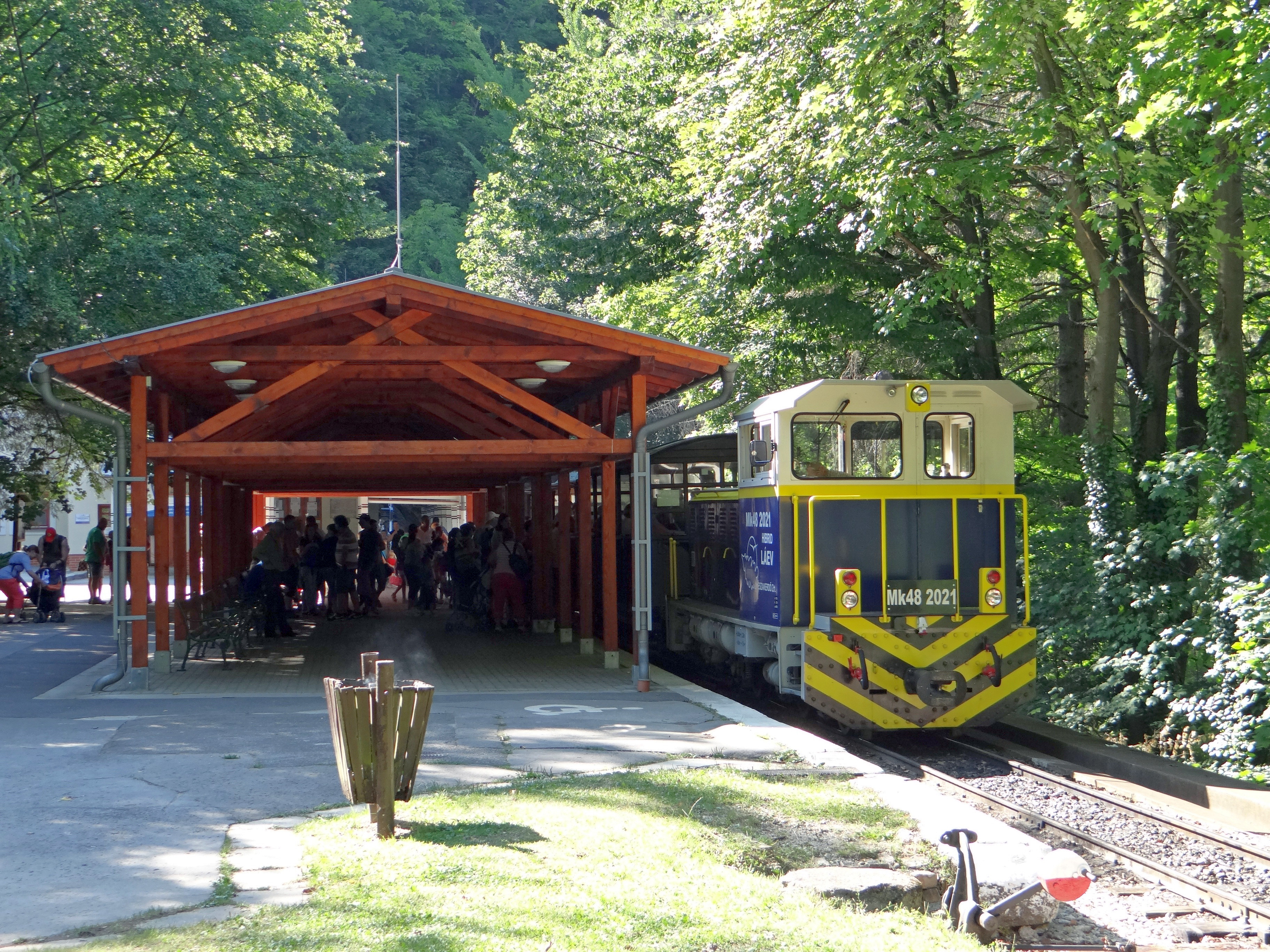
Vonat a lillafüredi állomáson
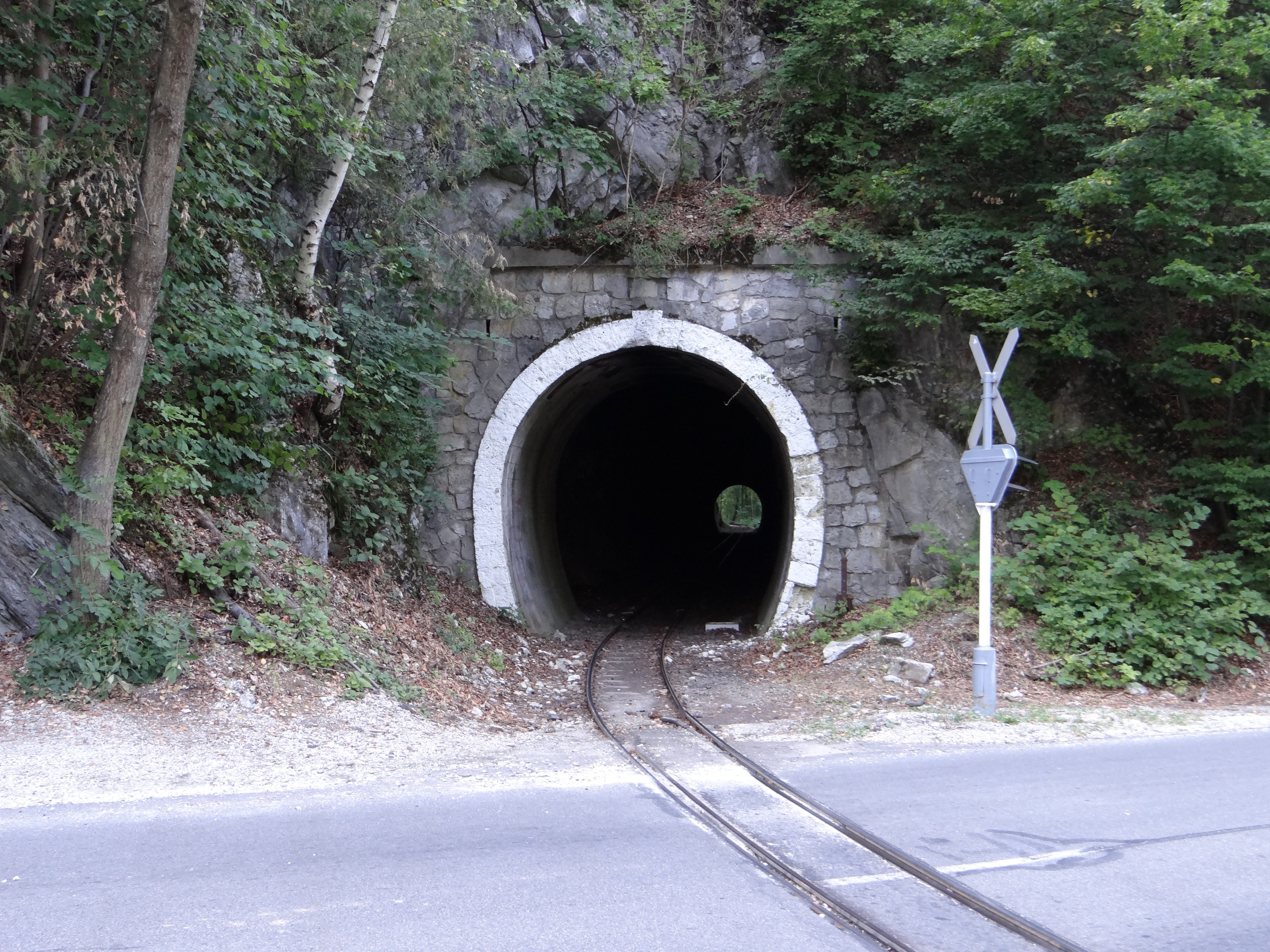
A kisvasút alagútja Garadna irányában
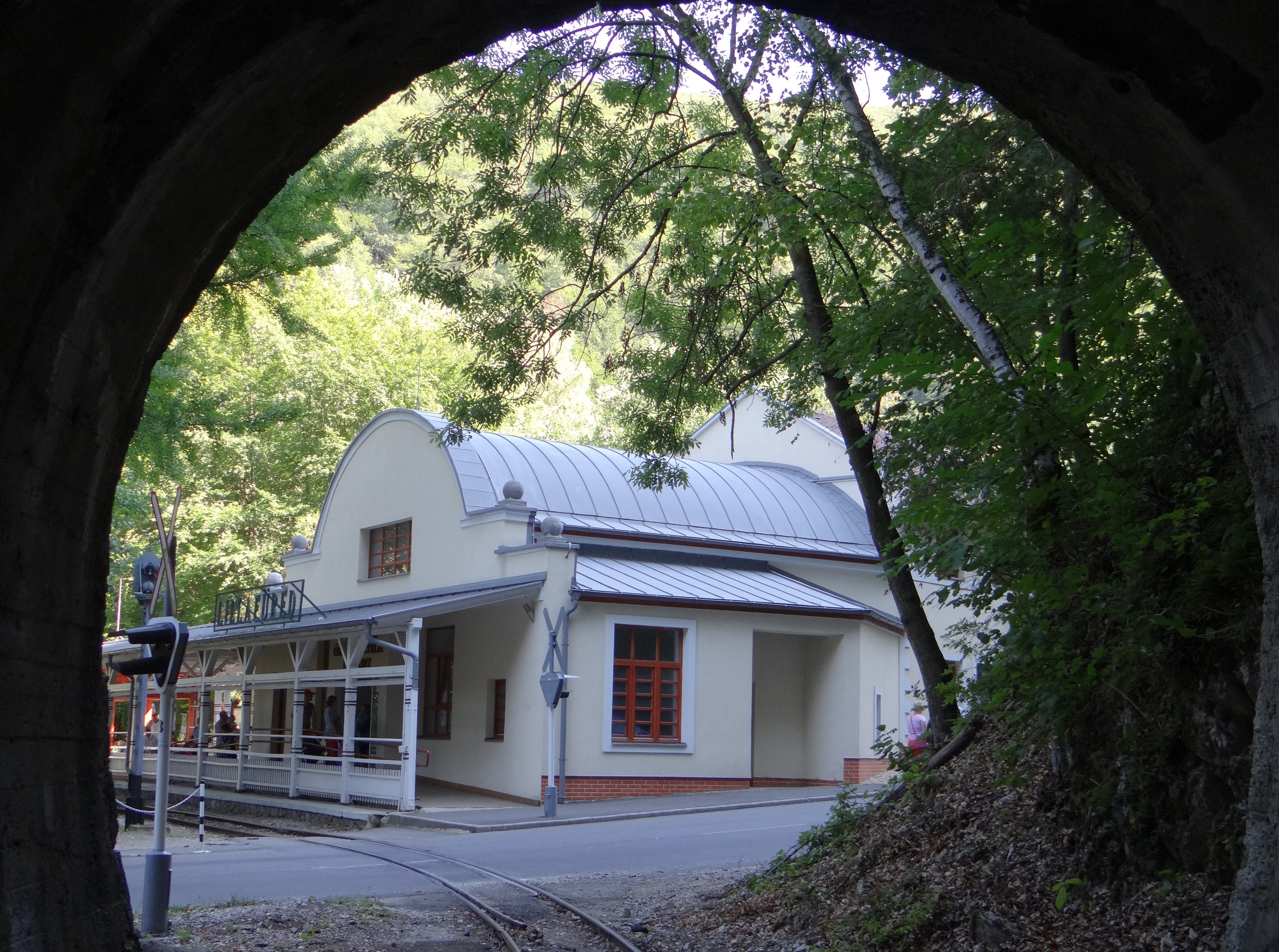
Az állomás az alagútból
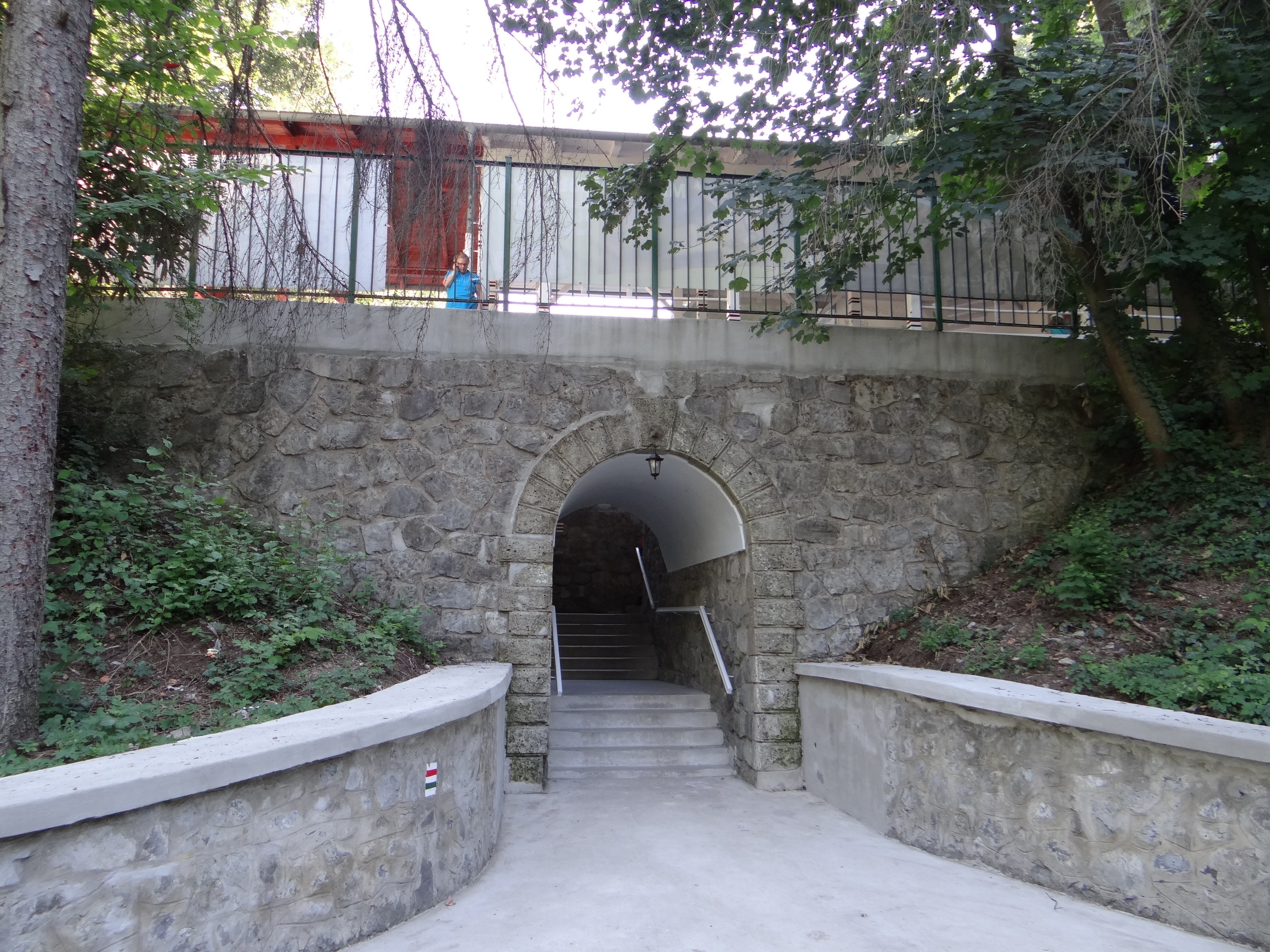
Aluljáró az állomáshoz

### Közúti közlekedés
Az országúti közlekedést a Miskolc–Lillafüred–Eger közötti út megépítésével kívánták megoldani, bár a szálloda építési költségei között ez a beruházás nem szerepelt. Ennek ellenére 1930-ra az útból, Miskolc határától a Szinva forrásáig már 13 kilométer elkészült. Az 1926-os miniszterelnöki látogatás során a helyi sajtó szerint „…nagy figyelemmel szemlélték az elkészült útszakaszt, amely tudvalevőleg kiindulópontja lesz a Lillafüred–Eger között tervezett nemzetközi autóverseny-pályának”. Az út építési vonalán egy újabb alagút nyitására is szükség volt. A Diósgyőr–Lillafüred utat az amerikai Warren Brothers Road Building Comp. építette (ezért nevezték az utat warenit-útnak, de a helyiek gyakran „gumiút” néven emlegették) titkos összetételű anyagból, akkoriban rendkívül korszerűnek számító technológiával. Az út egy négyzetmétere 12,20 pengőbe került. A cég 12 éves jótállást vállalt az útra. A beruházás forrása nagy valószínűséggel a Speyer-kölcsön volt. Az amerikai út évtizedekig jó állapotban maradt, több mint valószínű, hogy a mai út alapját is ez adja.
Napjainkban Lillafüred, illetve a Palotaszálló – a kisvasúton kívül – tömegközlekedéssel a Felső-Majláthról induló 5-ös busszal, illetve az Ómassára közlekedő 15-ös busszal közelíthető meg. A gépkocsival, motorkerékpárral érkezők számára a Szent István-barlang közelében parkolóhely áll rendelkezésre.

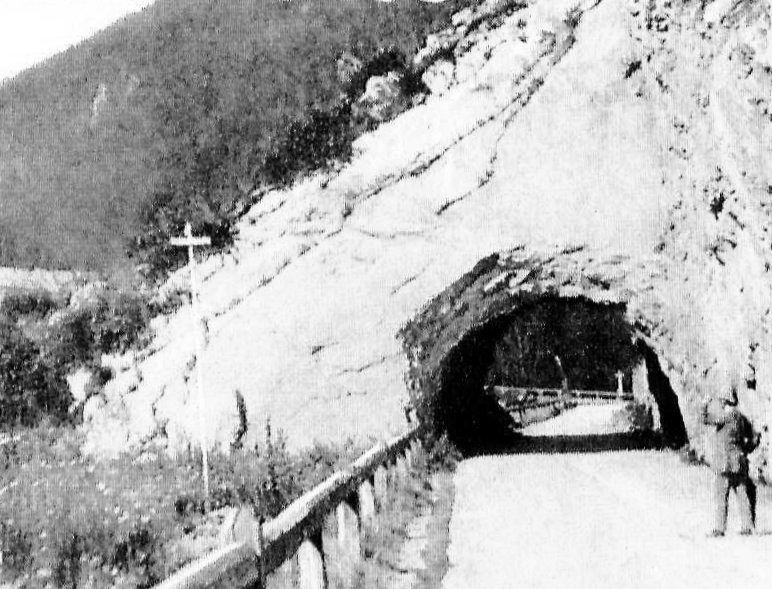
Az első, 1884-ben készült alagút Lillafüred előtt
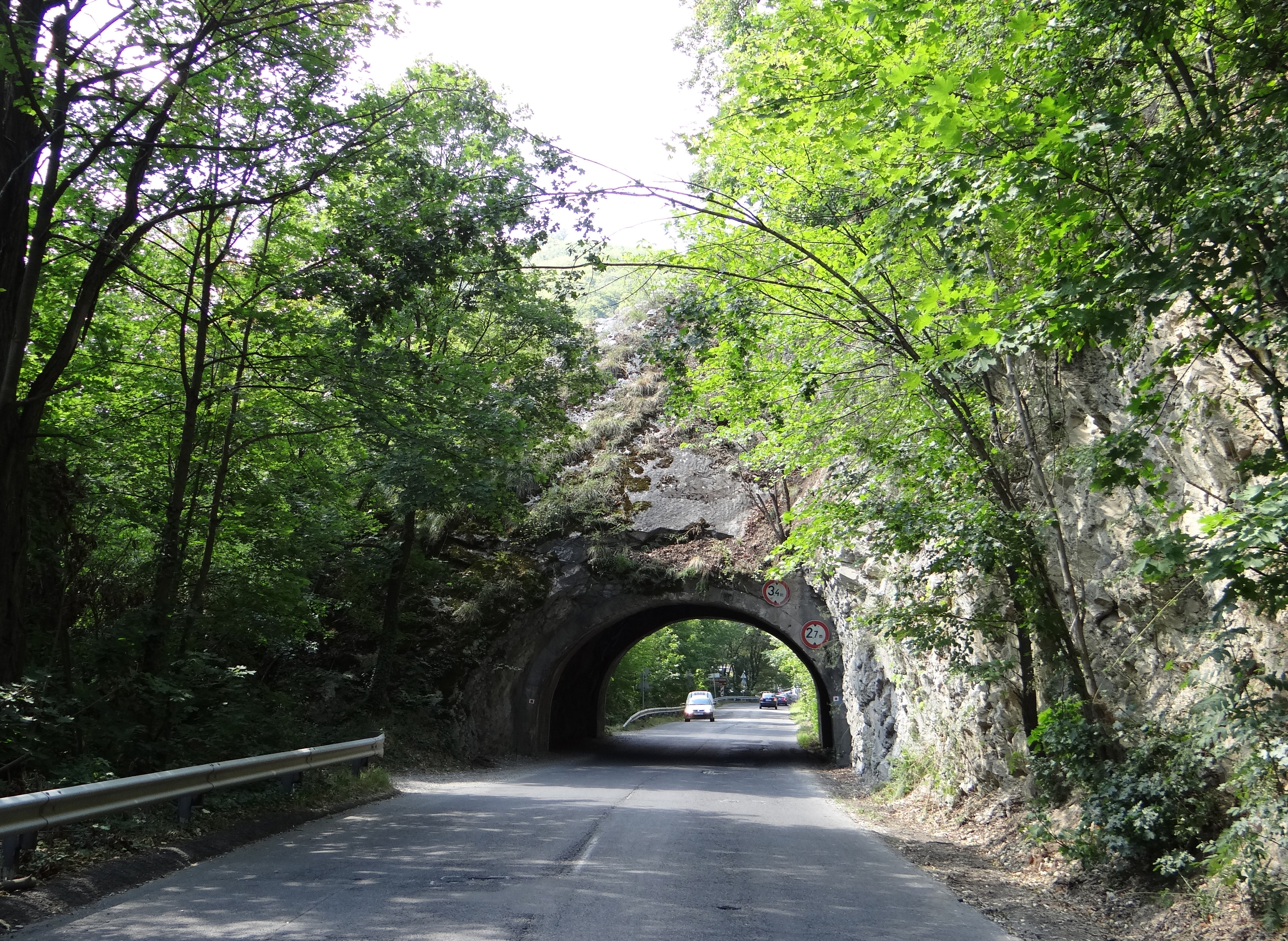
Az „alsó” alagút napjainkban
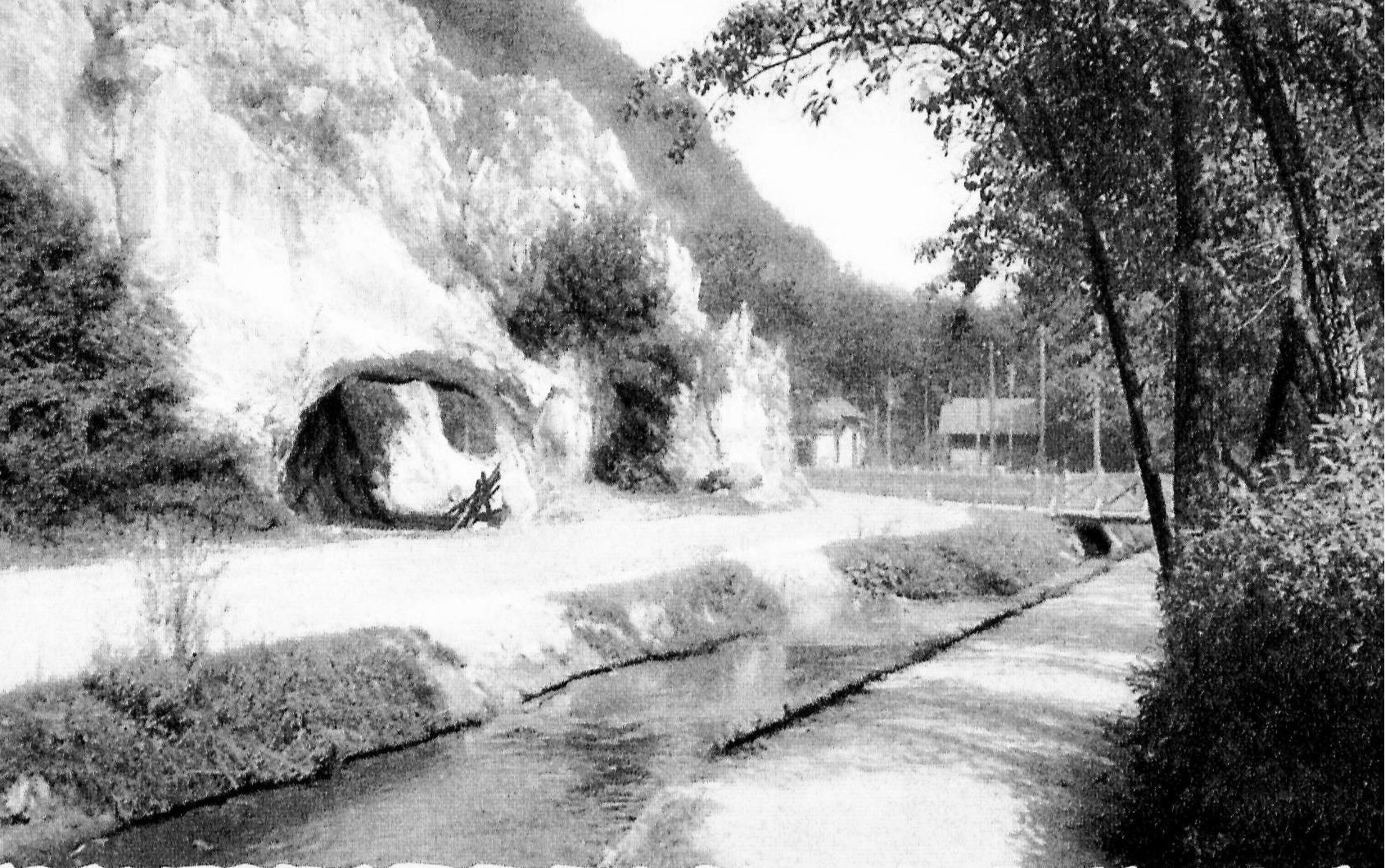
A „felső” alagút 1930-ban
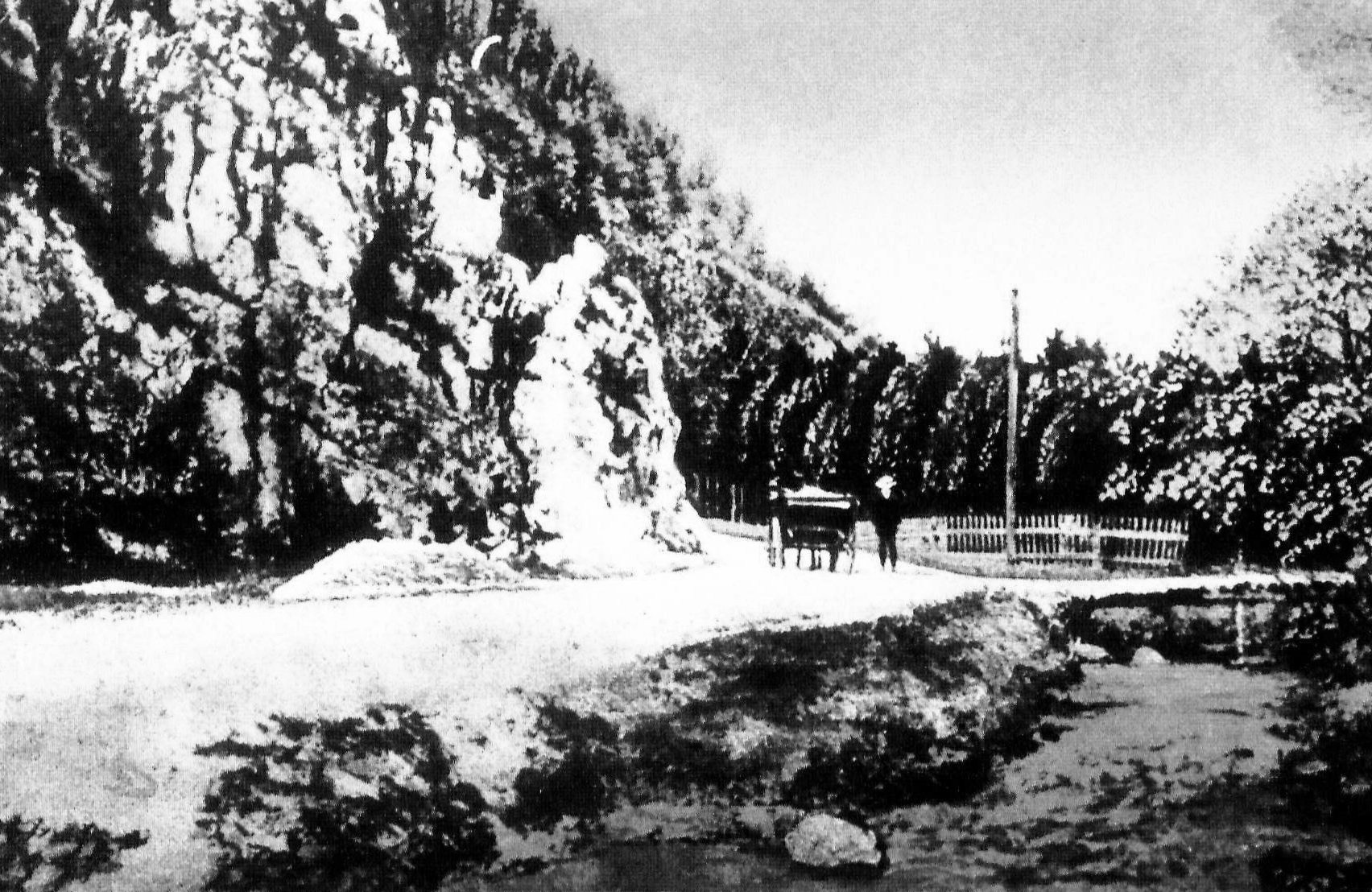
Ugyanaz az útszakasz 1920-ban
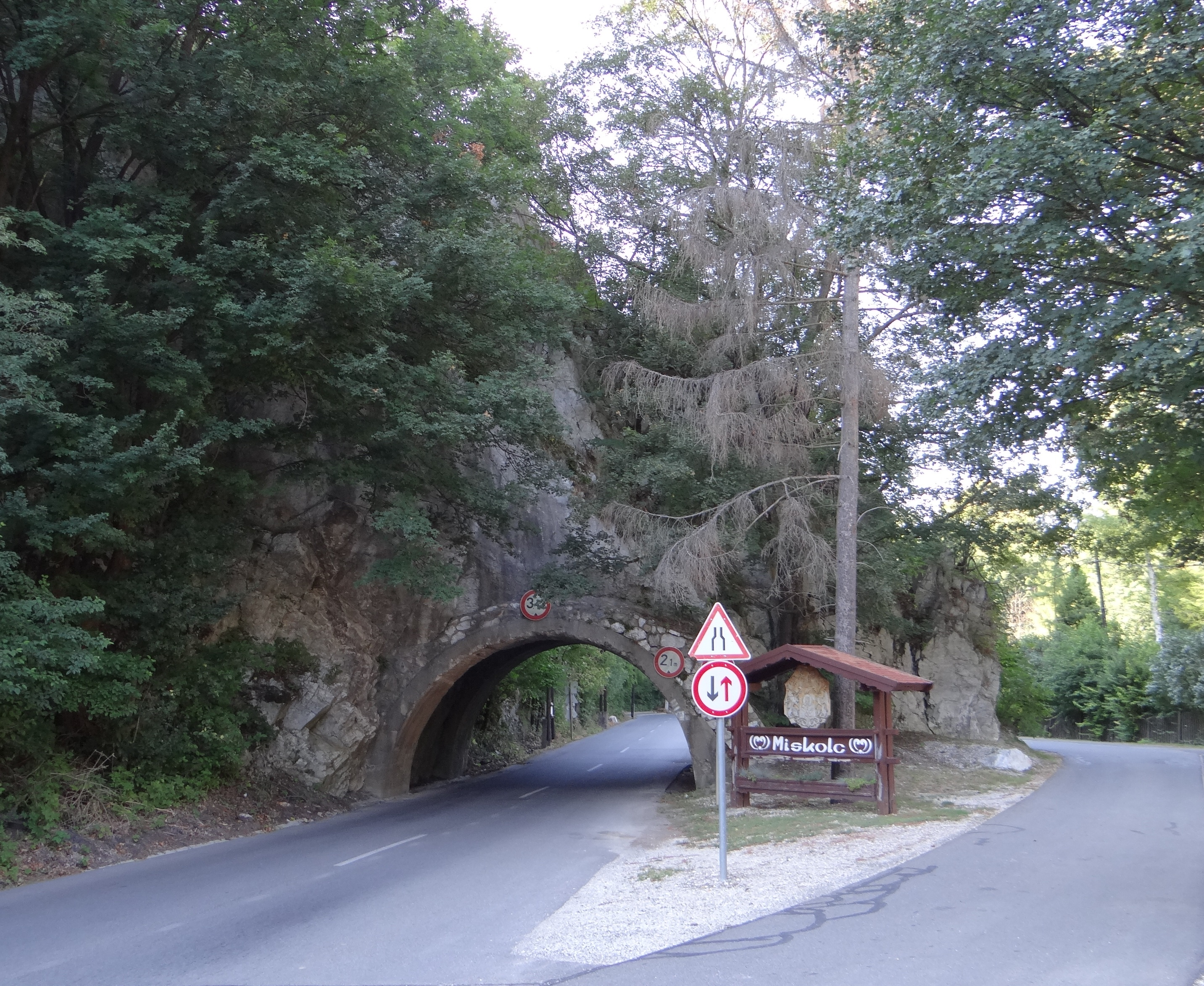
A felső alagút napjainkban
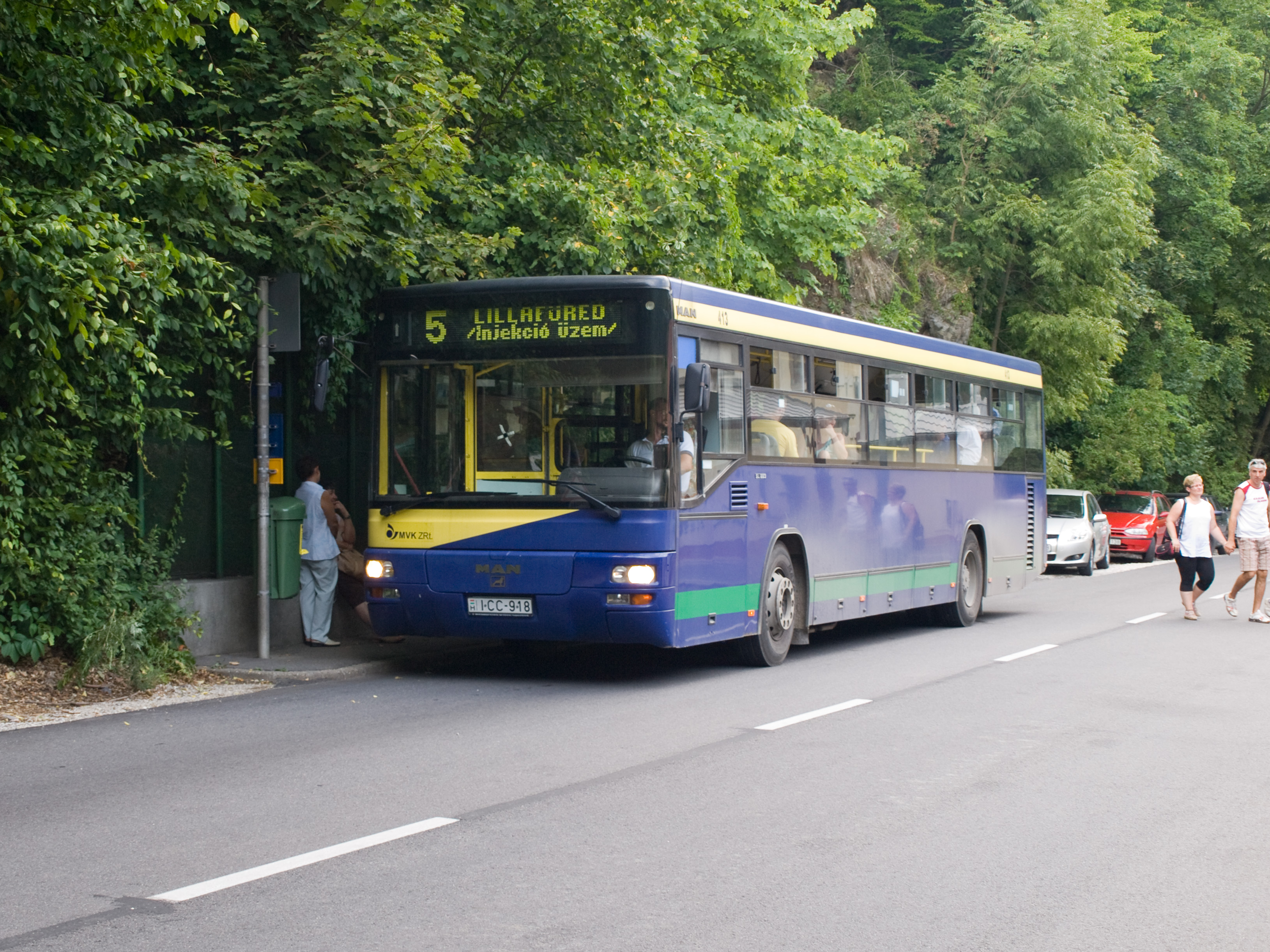
Az 5-ös busz a Palotaszálló megállóhelyen

### A „Szikla”
A Palotaszálló közelében, a vele szemben lévő sziklában a két világháború között alakították ki a létesítményt. A szálló építése, hatalmas földmunkák, alagutak robbantása közepette viszonylag kis feltűnéssel lehetett több emeletnyi helyiségrendszert kialakítani a hegy gyomrában. Ez talán magyarázatot adhat a Palotaszálló építésének horribilis költségére is.. A Palotaszálló építésének  amiről az is elterjedt, hogy óvóhelynek épült, valójában légvédelmi célokat ellátó katonai objektum volt. A Palotaszálló építésekor a csehszlovák kémszolgálat kitüntetett figyelemmel kísérte az itt folyó munkálatokat, de a helyi Reggeli Hírlap 1930. márciusi beszámolójában visszautasította a vádakat, szerinte „… a cseh kémek a Palotaszálló függőkertjeit rémlátomásukban erődítménynek nézték, … a tervrajzát is megszerezték”. Az észrevételeket természetesen hivatalosan is visszautasították, mivel a trianoni döntés értelmében Magyarországra komoly katonai jellegű korlátozó feltételeket is kényszerítettek. A Palotaszállóval való földalatti összekötő alagutat vízbetörés miatt nem fejezték be. A rendszerváltást követően a szigorúan titkos minősítést feloldották, a katonai objektumot pedig megszüntették, bezárták, de maradt honvédségi tulajdonban. Egy ideig turistaszállót és diszkót működtettek benne. A Miskolc, Európa kulturális fővárosa projekt kapcsán ide tervezték – később ROCK! névre keresztelve – a magyar rockmúzeumot.
1882-ben a Palotaszállóval szembeni Dolka-tetőn, a Sziklán építettek fel egy fából készült kilátót, amit Lilla édesanyjáról, Teleki Zsófiáról neveztek el Zsófia-kilátónak. A kilátót az 1950-es években lebontották, de 2021–2022-ben újra felépítették élethű másolatát.

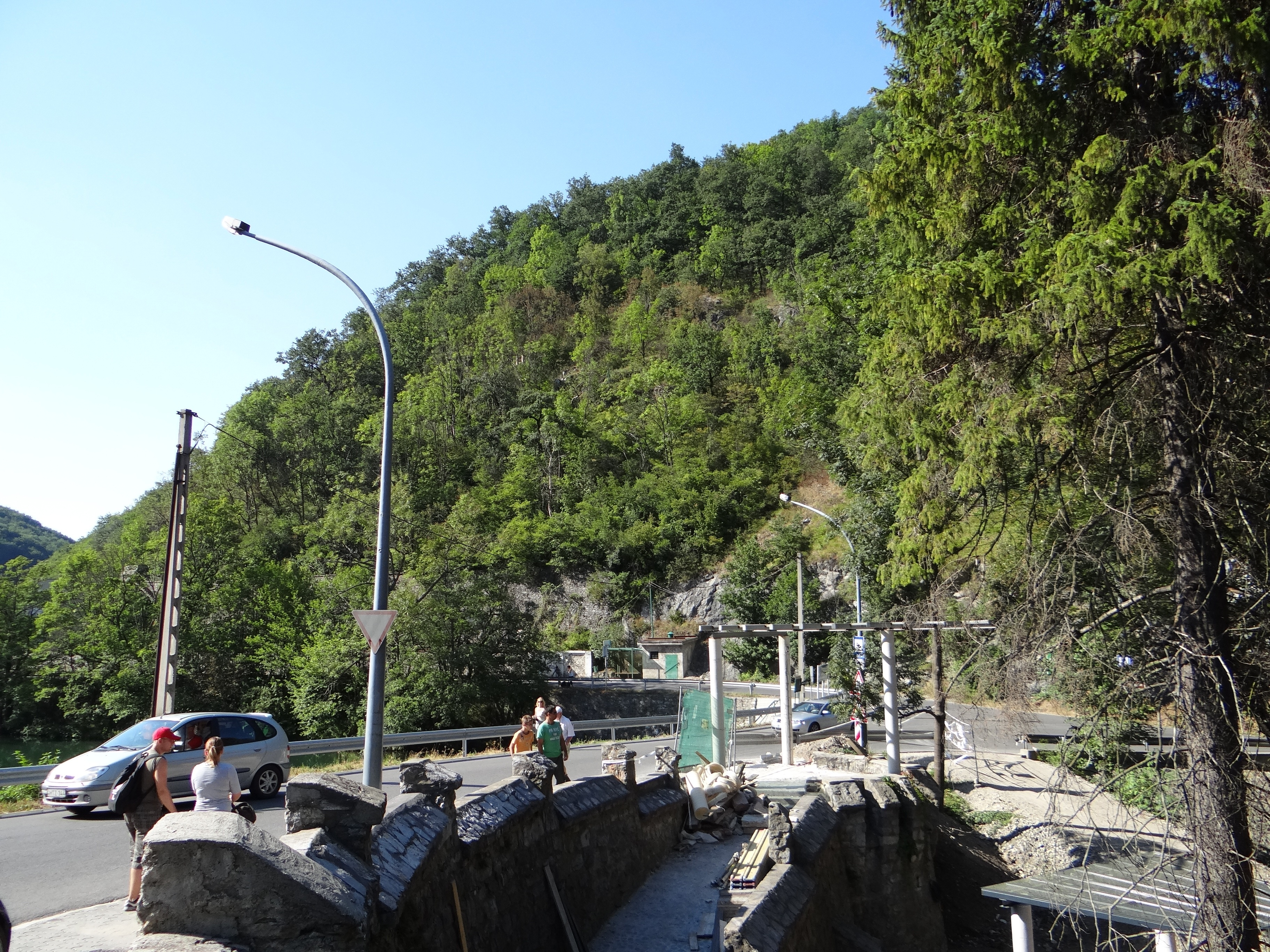
A „Sziklát” rejtő erdő
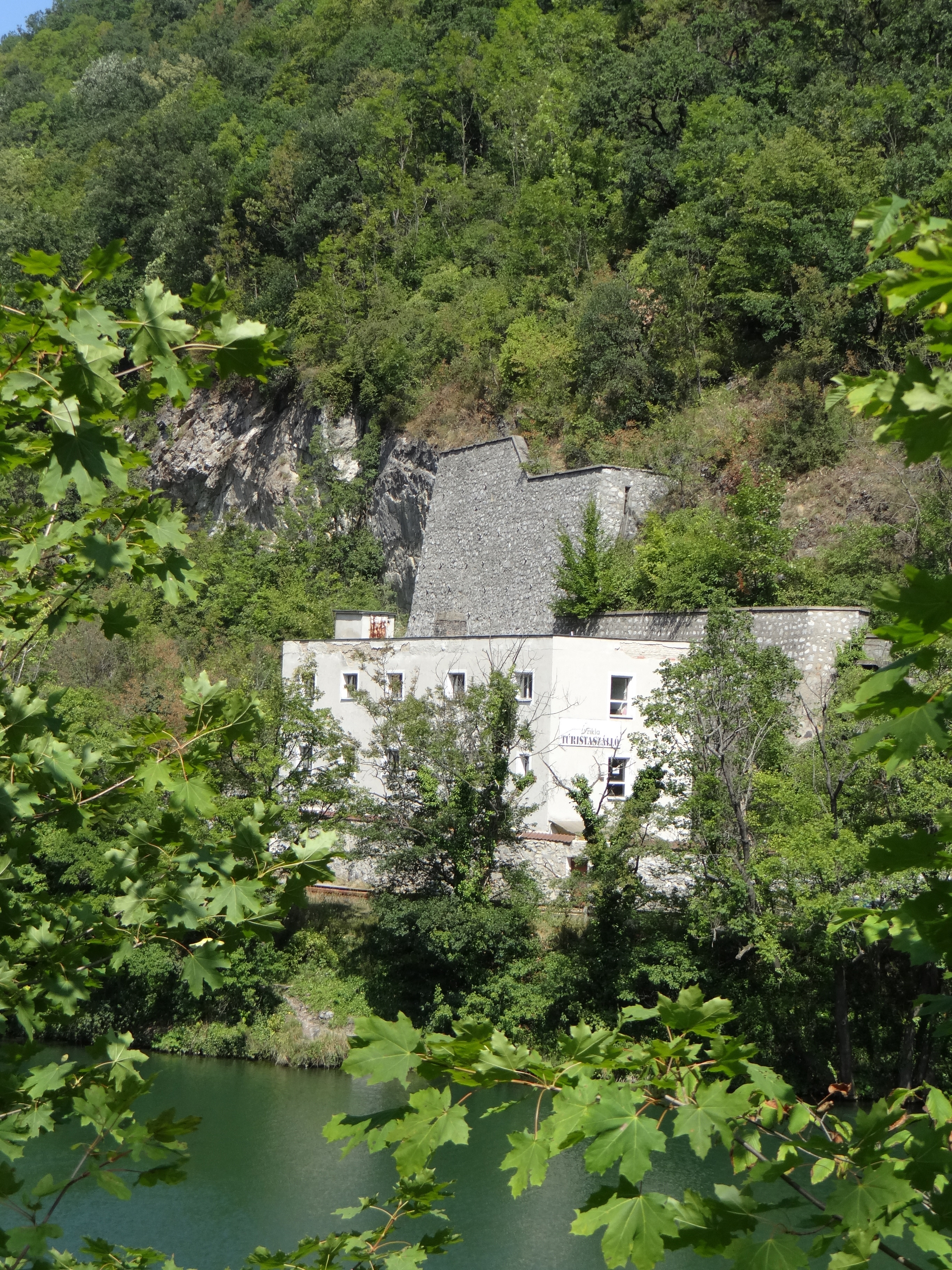
A „Szikla” építményei
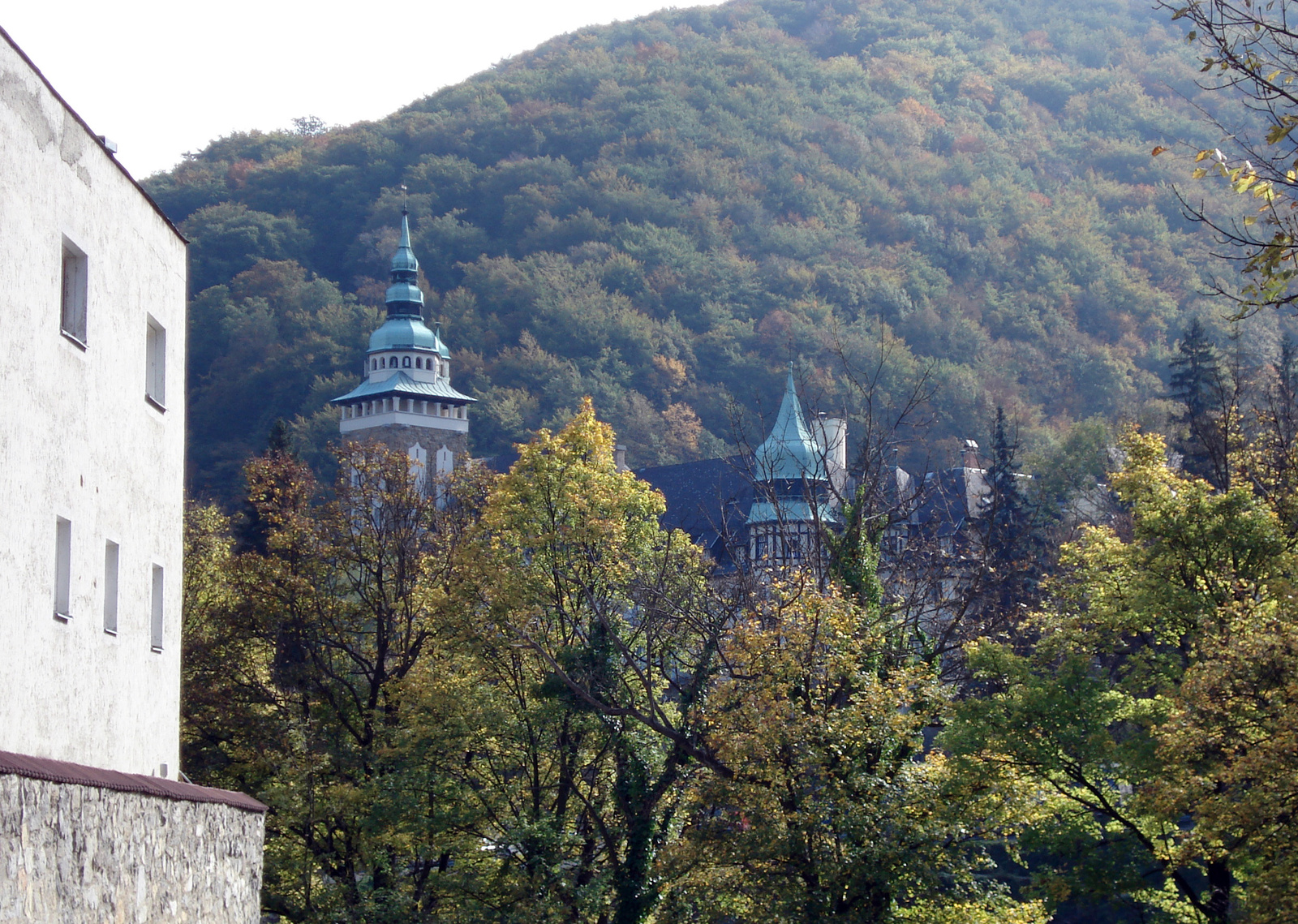
A Palotaszálló a „Szikla” építménye mellől
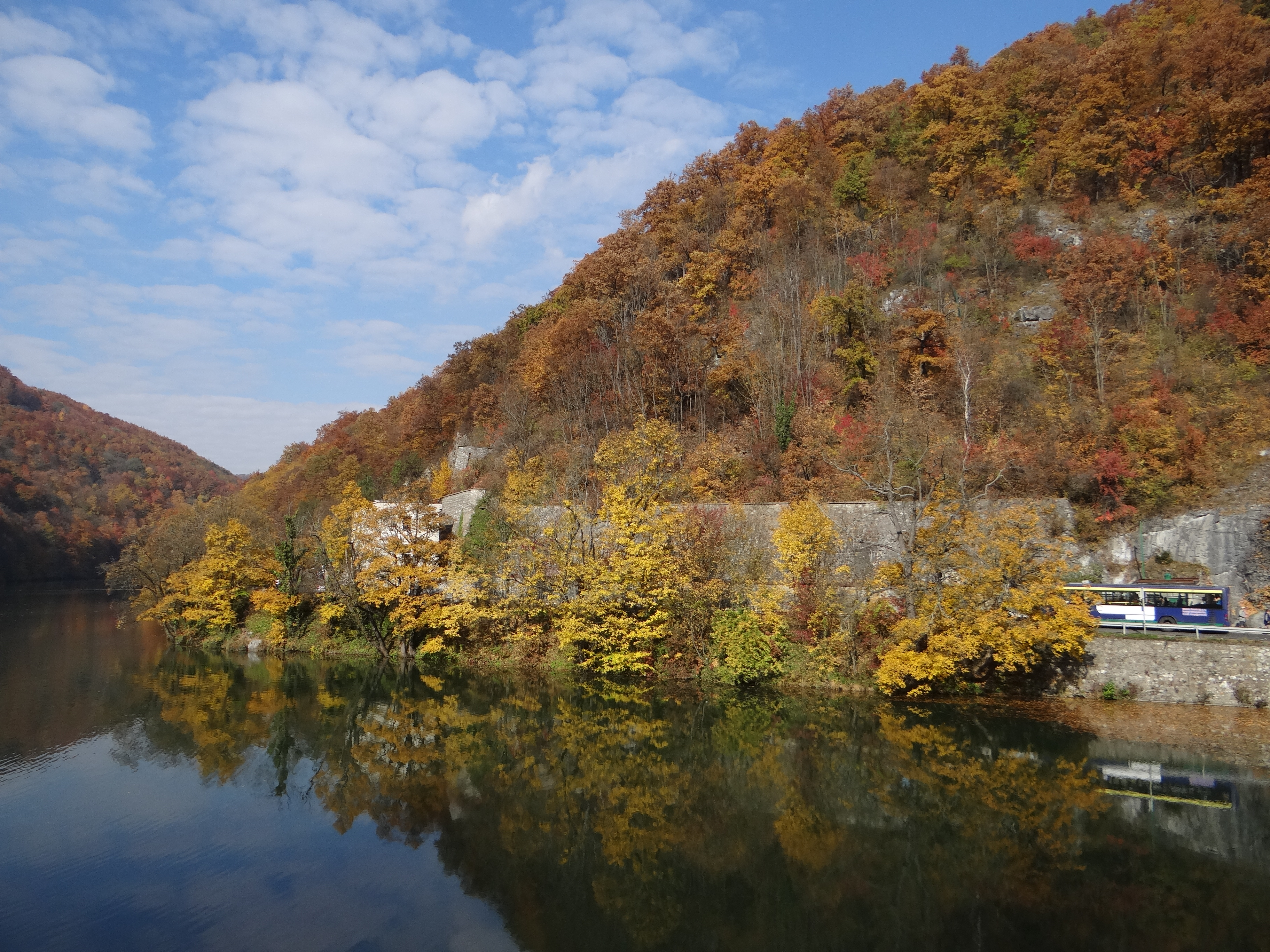
A Hámori-tó a „Sziklával”.

### A pisztrángtelep
A lillafüredi pisztrángtelep valójában a Garadna völgyében fekszik, néhány kilométerre Lillafüredtől. 1932-ben építették, mert a Hámori-tó pisztrángállományának nagy része elpusztult. Herman Ottó már 1906-ban javasolta a Szinva völgyében a pisztrángtenyésztés meghonosítását, de ez akkor nem valósult meg. A Magyar Királyi Erdőigazgatóság 1932 őszén kezdte meg az építkezést, és négy tó készült a Garadna partján. A telepítés 1933 tavaszán kezdődött. A telep első vezetője Vásárhelyi István volt, utána 1983-ban került vissza a szakértelem a pisztrángtelepre. Napjainkban nagy forgalmú halsütöde is működik a telepen.

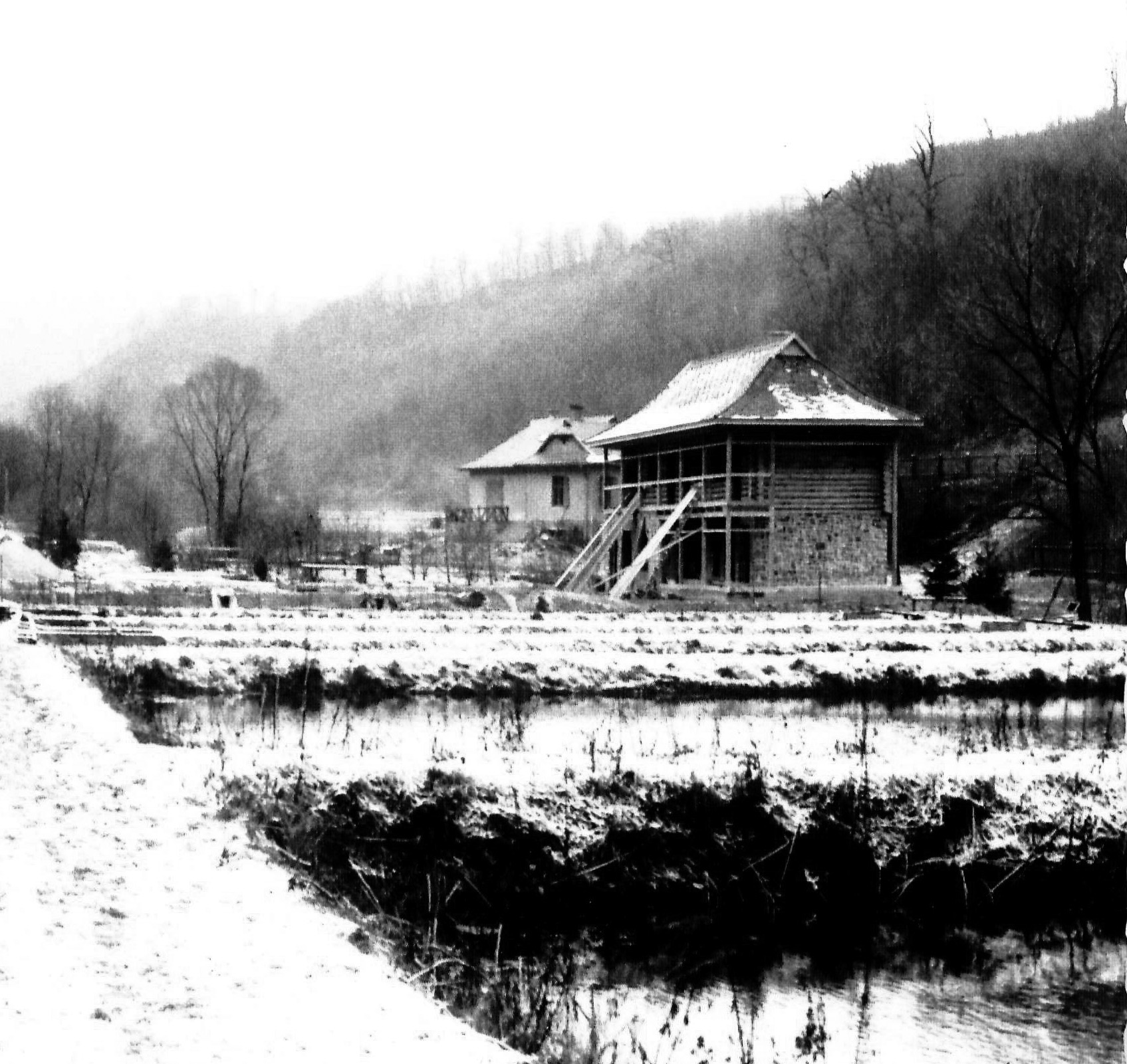
A pisztrángtelep főépületének építése (1932)
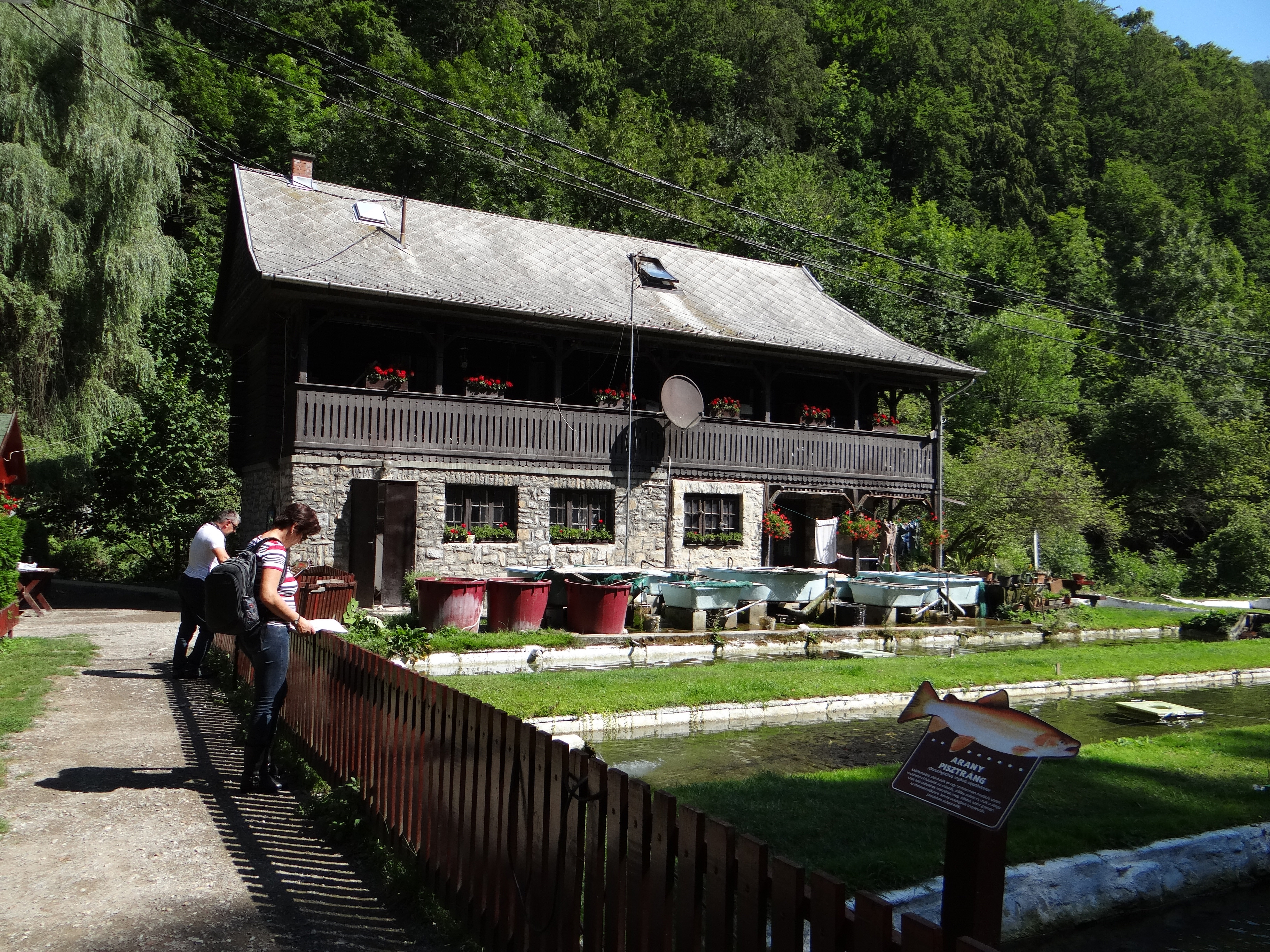
A telep főépülete napjainkban
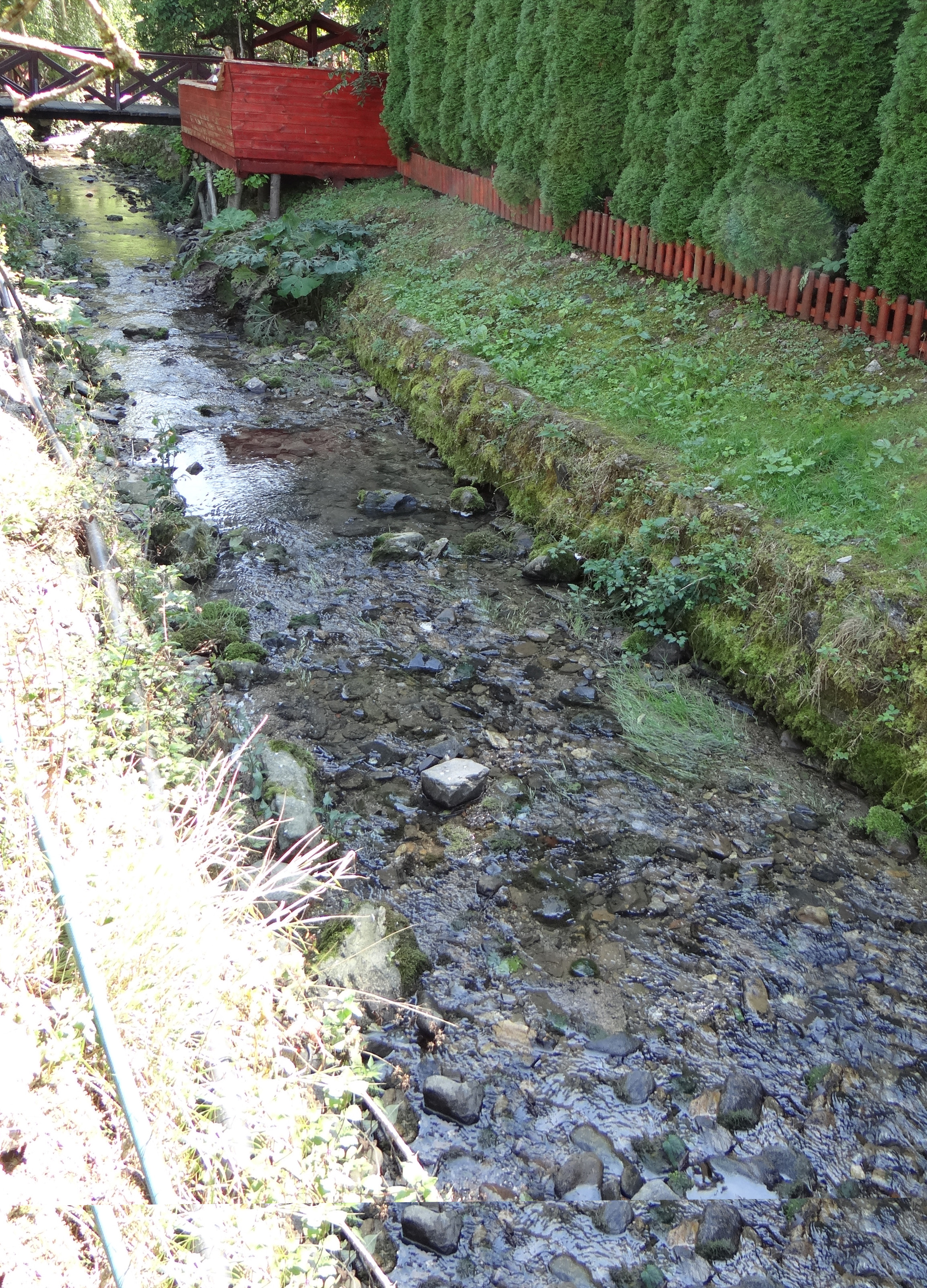
A pisztrángtelepen átfolyó Garadna patak
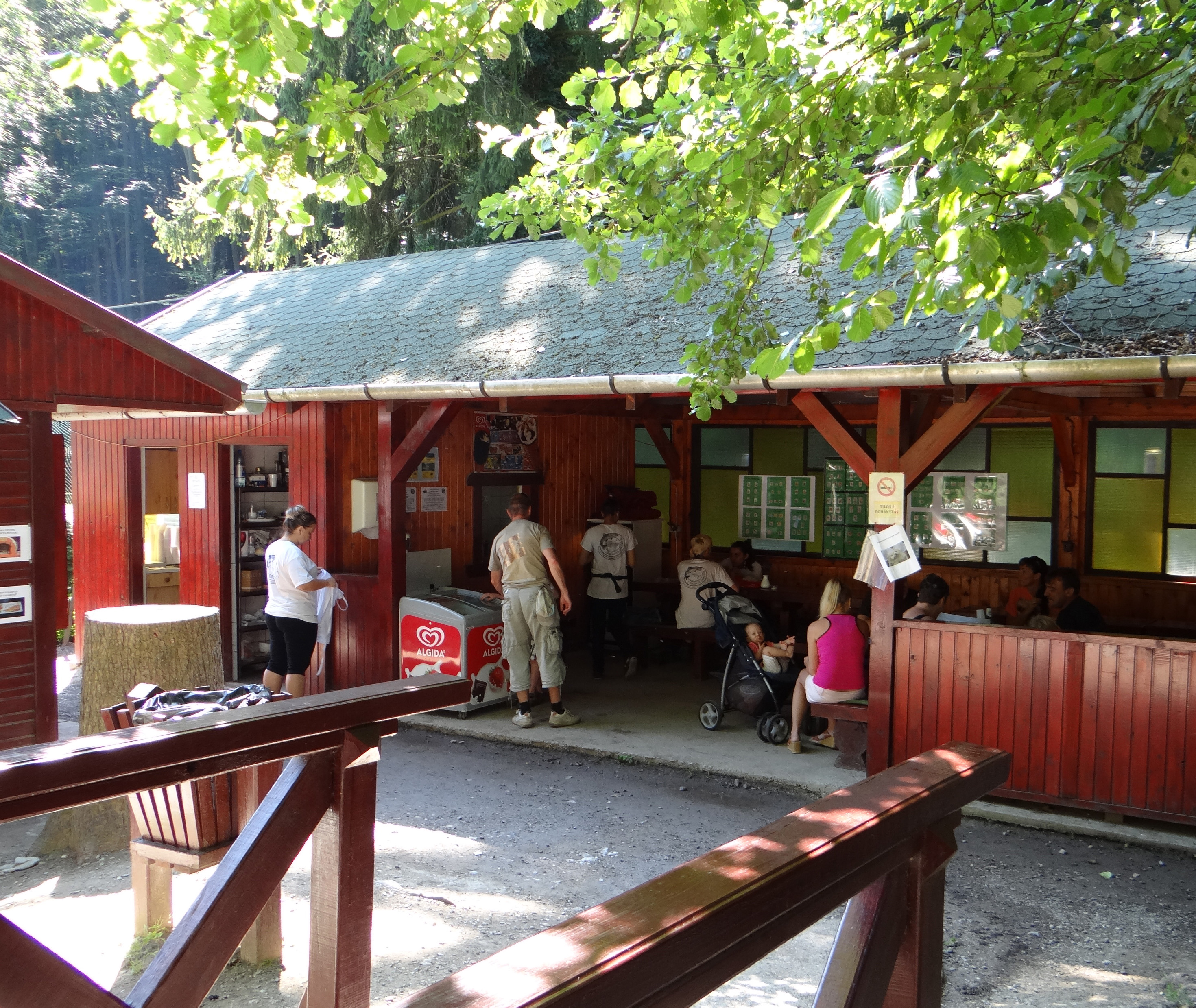
A halsütöde étterme
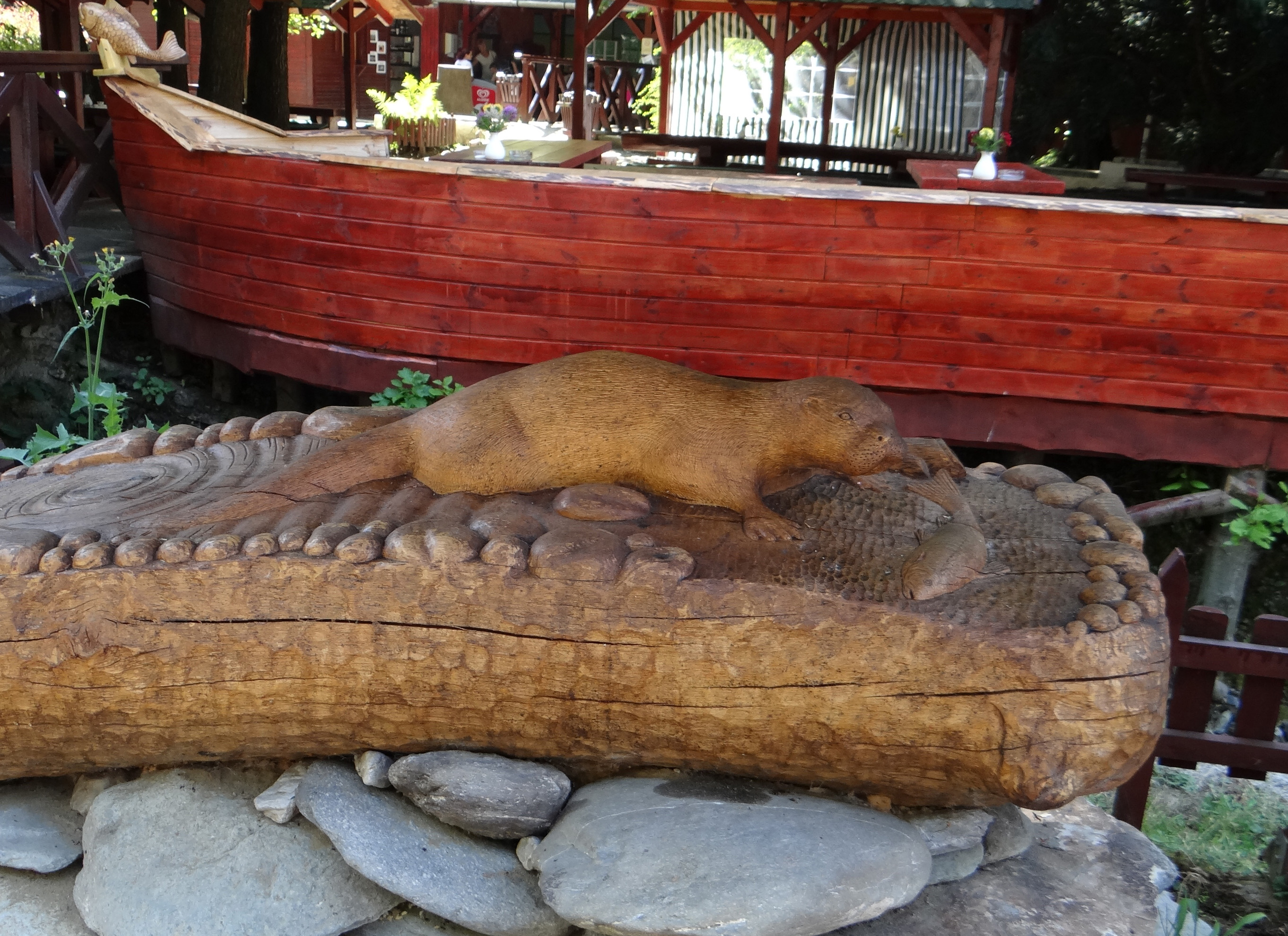
Szondy Sándor 2011-ben avatott fa Lutra-szobra a pisztrángtelepen

## A szálloda működése

### A használatba vétel első időszaka
A Palotaszálló visszafogott külsőségekkel ugyan, de négynapos ünnepséggel kezdte meg működését. A megnyitó vendégei 1930. június 5-én különvonattal érkeztek Budapestről a Tiszai pályaudvarra, ahonnan a szerelvényt áthúzták a ládi kitérőbe, innen pedig motorvonatokkal szállították őket Lillafüredre. Másnap, azaz 6-án Mayer János földművelésügyi miniszter bemutatta a szállót és környékét a vendégeknek, akik a 20. század „egyik legreprezentatívabb, legmonumentálisabb épületének” nevezték azt. A hivatalos megnyitó a negyedik napon, június 8-án, pünkösd vasárnapján volt.

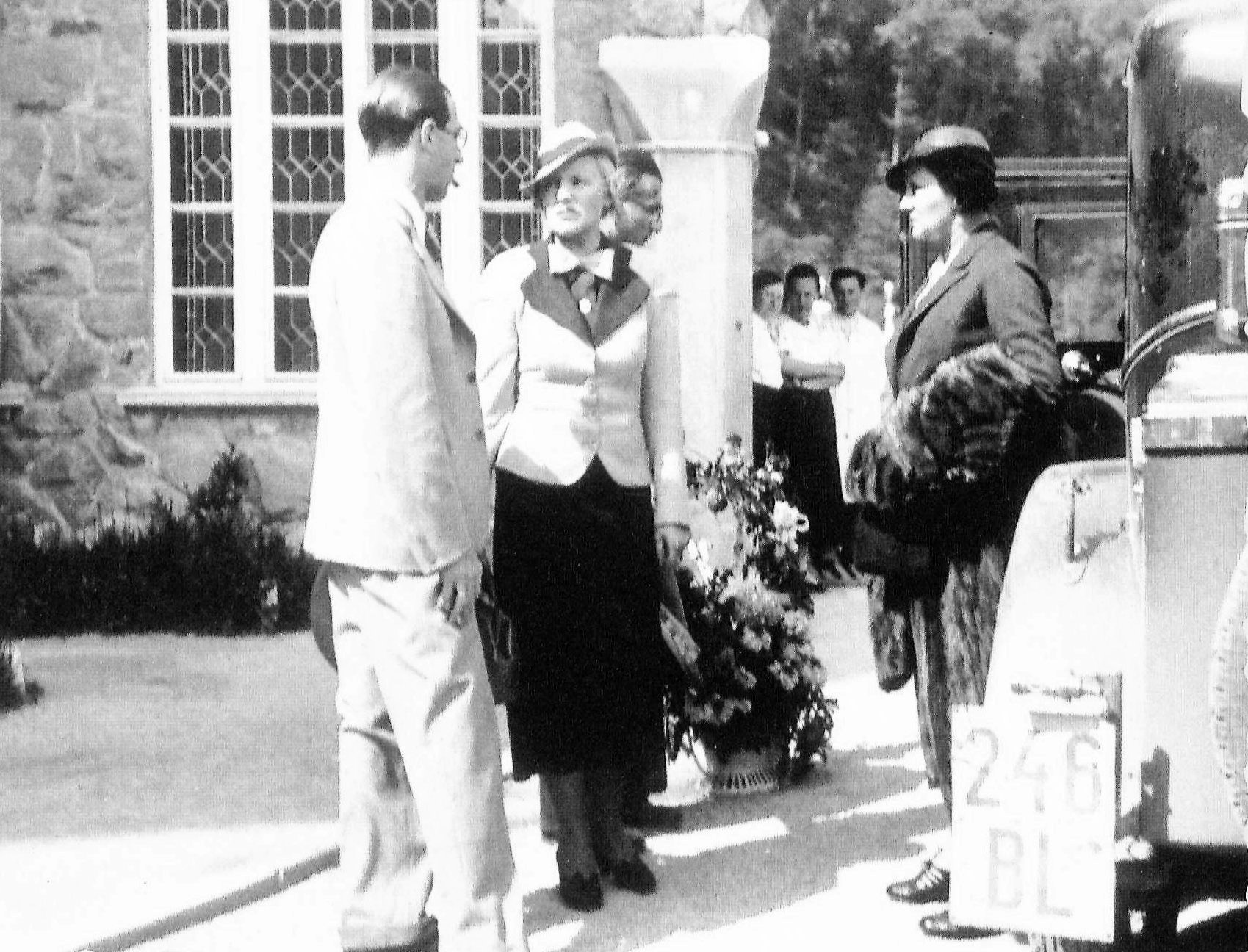
Alpár Gitta érkezése a Palotaszállóba (1936)

Az első időszakban a vendégek elsősorban a korabeli előkelőségek, az elit köreiből kerültek ki, egymást érték a fényes külsőségek között megrendezett, különböző alkalmakból rendezett bálok, szépségversenyek, kongresszusok, neves személyiségek, a kor nagy sztárjai szálltak meg a Palotában – kellő sajtóvisszhangtól kísérve. Már a megnyitó is egy négynapos orvoskongresszussal kapcsolódott össze. A szálló első igazgatója Marchal József, neves vendéglátó dinasztia tagja volt. A Palota – bár árai a hasonló szállodákéhoz képest nem voltak túl magasak – deficittel dolgozott (nem kis részben a nagy gazdasági világválság általános hatása miatt), és már 1931 szeptemberében cikkeztek arról, hogy bezárják a szállót, végül nyári és téli szezonszállóvá alakították. Az „állami takarékossági akció” kapcsán elhatározták, hogy „a földművelődésügyi minisztérium október elsején bezáratja, … és csak Karácsonyra, illetőleg a nagy téli sportszezonra” nyitják meg a szállót – írta a helyi sajtó. A rentabilitás érdekében az is felmerült, hogy játékkaszinót nyitnának a Palotaszállóban, de végül elvetették az ötletet.
Rövid ideig Patat Lajos vezette a szállodát. Az ő idején valósult meg az IGE (Írók Gazdasági Egyesülete) kongresszusa 1933-ban, remélve, hogy a „magyar szellemi élet európai látókörű elméi, a szellem arisztokratái tíz napon át Lillafüredre irányítják a figyelmet”. Azonban ez az akció sem úgy sikerült, ahogy tervezték. Pakots József, az IGE elnöke megnyitójában üdvözölte a megjelenteket (többek között Móricz Zsigmondot, Kosztolányi Dezsőt, Kassák Lajost, Nagy Lajost, Szabó Lőrincet, Berda Józsefet, Illyés Gyulát, József Attilát), és kijelentette, hogy „sem baloldali, sem jobboldali író nincs az irodalom művelői számára, csak magyar író”. Pakots másnap hazautazott Budapestre, és ott váratlanul meghalt. Addig az előadásokat rendben megtartották, de a halálhírre Kosztolányi Dezső bezárta az írótalálkozót. Többen visszautaztak, néhányan – köztük József Attila – még pár napig maradtak. József Attila itt írta Óda és Magad emésztő… című verseit. Lillafüreden József Attilára két művel is megemlékeztek: a szállóval szembeni teraszos lépcsőfordulóban emléktáblát helyeztek el 1969-ben, 2005-ben pedig egy egész alakos bronzszobrot állítottak (Varga Éva alkotása).

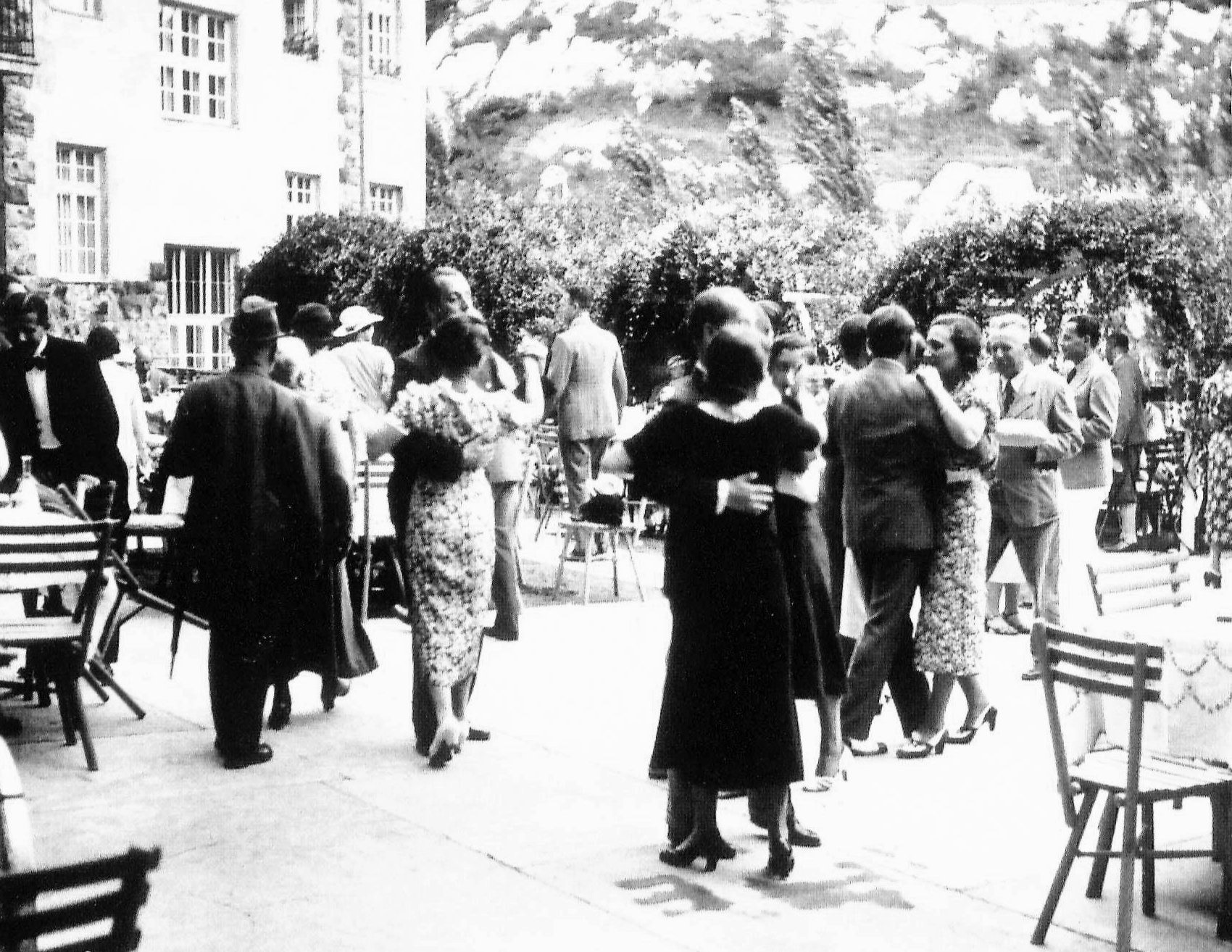
Teadélután a déli teraszon, 1936-ban

1934-ben Feszl József vette át a bérletet, aki „a régi tradíciókon, de új irányban” szándékozott vezetni a szállót. Balneológiai kongresszust szervezett, aminek Lillafüred ilyen irányú népszerűsítése (is) a célja volt. Új garázsokat épített, bérautókat állított üzembe. Ebben az időben új parcellázások is történtek, így több új villa is épült a környéken. Ekkor nyitotta kerek alaprajzú fényképész üzletét az országút Hámori-tó felőli oldalában Maksay Zoltán (ma ajándékbolt), akinek révén kordokumentumnak számító felvételek sora maradt fenn az utókornak. Ebben az időben terelődött a figyelem a környék sportlehetőségeinek kihasználására: a tavon telente korcsolyázni lehetett, ekkor épült meg a síugró sánc, és sífutásra is lehetőség nyílt. Nyáron a tavon csónakázni, vitorlázni lehetett, a Palotaszállóval szembeni oldalban strand épült, még vízilabdapályát is kialakítottak mellette. A parkban teniszpályák készültek, a környéken jelzett turistaútvonalakat építettek ki. A környék gazdag vadállománya miatt hazai és külföldi politikusok (Bethlen István, Klebelsberg Kuno, Kállay Miklós, Coburg Ferdinánd, József főherceg) és más előkelőségek gyakran jártak itt vadászatokon.

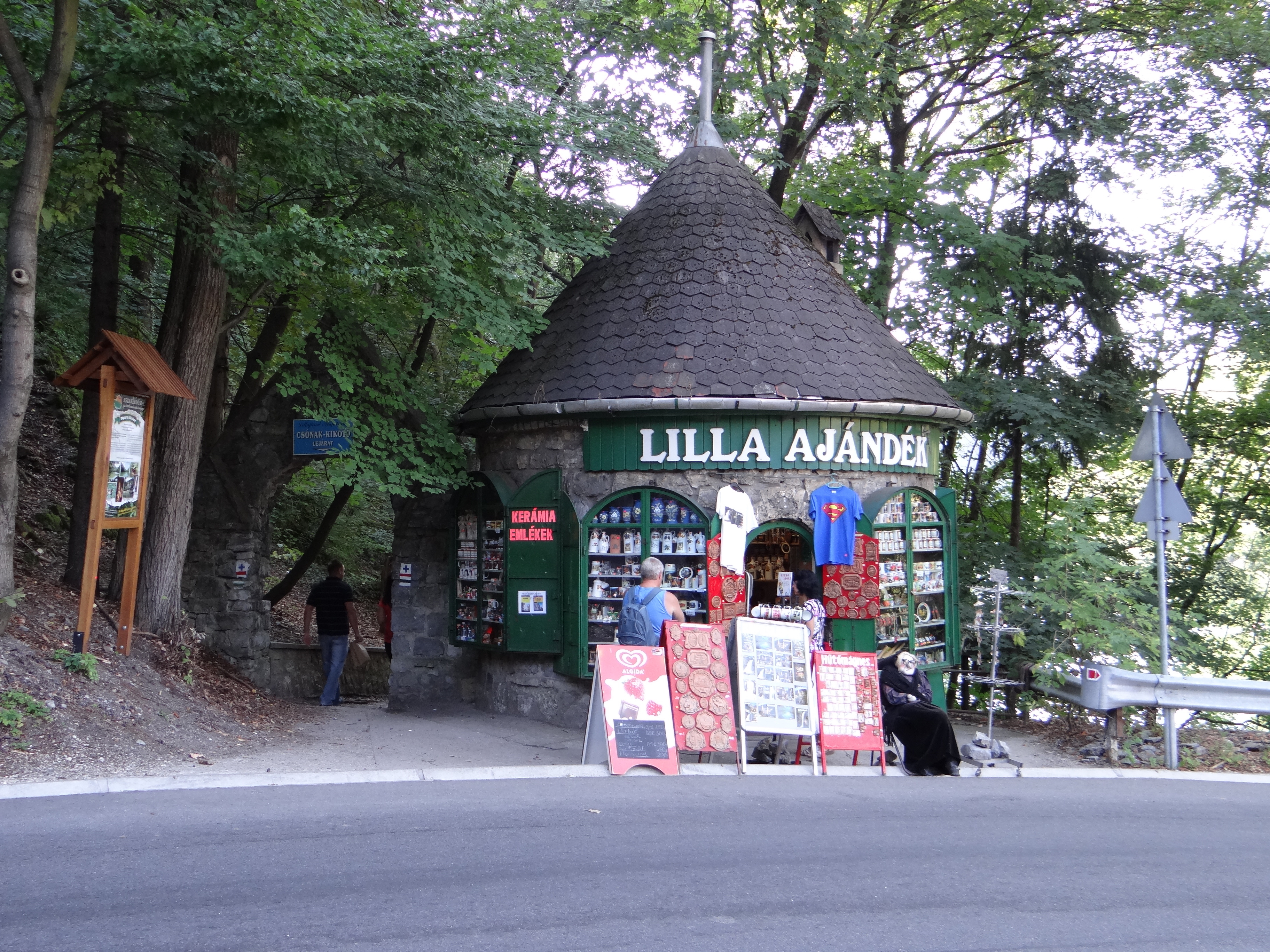
Ajándékbolt, egykor Maksay Zoltán fényképész üzlete

1937 és 1938 között új igazgató, Ságody Ferenc működtette a Palotát. Ő nyitotta meg a Hunyadi sörözőt (ez lett később a Mátyás étterem), ami egyrészt a Dréher-Haggenmacher Első Magyar Rt. söre, másrészt a terem látnivalói (térkiképzés, mennyezeti díszek, színes ablakok) miatt rendkívüli népszerűségre tett szert. 1938-ban a Szent István-év növelte meg a Palotaszálló forgalmát, ekkor avatták fel Hámorban Borsodi Bindász Dezső Szent István-szobrát. Kristóf István igazgatása alatt rendezték a Palotaszállóban az első magyar Nemzeti Filmhetet (1938. július 3–11.). Színészek, rendezők, írók, zeneszerzők sora (Fedák Sári, Lukács Margit, Tolnay Klári, Turay Ida, Páger Antal, Fényes Szabolcs, Zilahy Lajos stb.) vett részt a rendezvényen. Nem kizárt, hogy az esemény és a helyszín apropóját a részben Lillafüreden forgatott, még 1933-ban bemutatott Meseautó című film adta. 1940 júniusában megrendezték a második filmhetet is, amely a velencei biennálé versenytársa akart lenni. A záró napon meghirdették a harmadik filmhetet is, de ez már nem valósulhatott meg. Ettől az időponttól kezdve – immár Kristóf József igazgatása idején – már olyan személyek váltak egyre gyakoribbá, mint a német nagykövet, a kassai német konzul, politikusok és diplomaták sora, és a szálloda létét egyre inkább a háború határozta meg.
Magyarország német megszállását követően német katonákat szállásoltak el a Palotaszállóban, akik csak azokat a helyiségeket tartották karban, amire szükségük volt, a központi fűtés helyett kályhákkal fűtöttek, a füstcsöveket pedig az ablakokon vezették ki. 1944 végén – Maksay fényképész naplója szerint – „Legnagyobb meglepetésünkre december 3-án vasárnap reggel 8 órakor az új- és az ógyárnál teljesen csendben bejöttek az oroszok, és a jövő-menő emberekkel együtt sétáltak az utcákon”. A szállóban elszállásolt oroszok szobáit a Hámorból felvezényelt civilekkel hozatták rendbe, mivel a fűtéscsövek egy része már korábban szétfagyott. A szállót eleinte katonai üdülőként használták, de hamarosan kórházat rendeztek be, később tüdőszanatórium lett. A közeli, kétemeletes Lilla szállót a románok használták, és egy szalonnasütés alkalmával az egész hotel leégett. Később a helyén buszparkolót építettek ki, miként a teniszpályák helyén is.

### 1945 után, a SZOT-üdülő korszaka

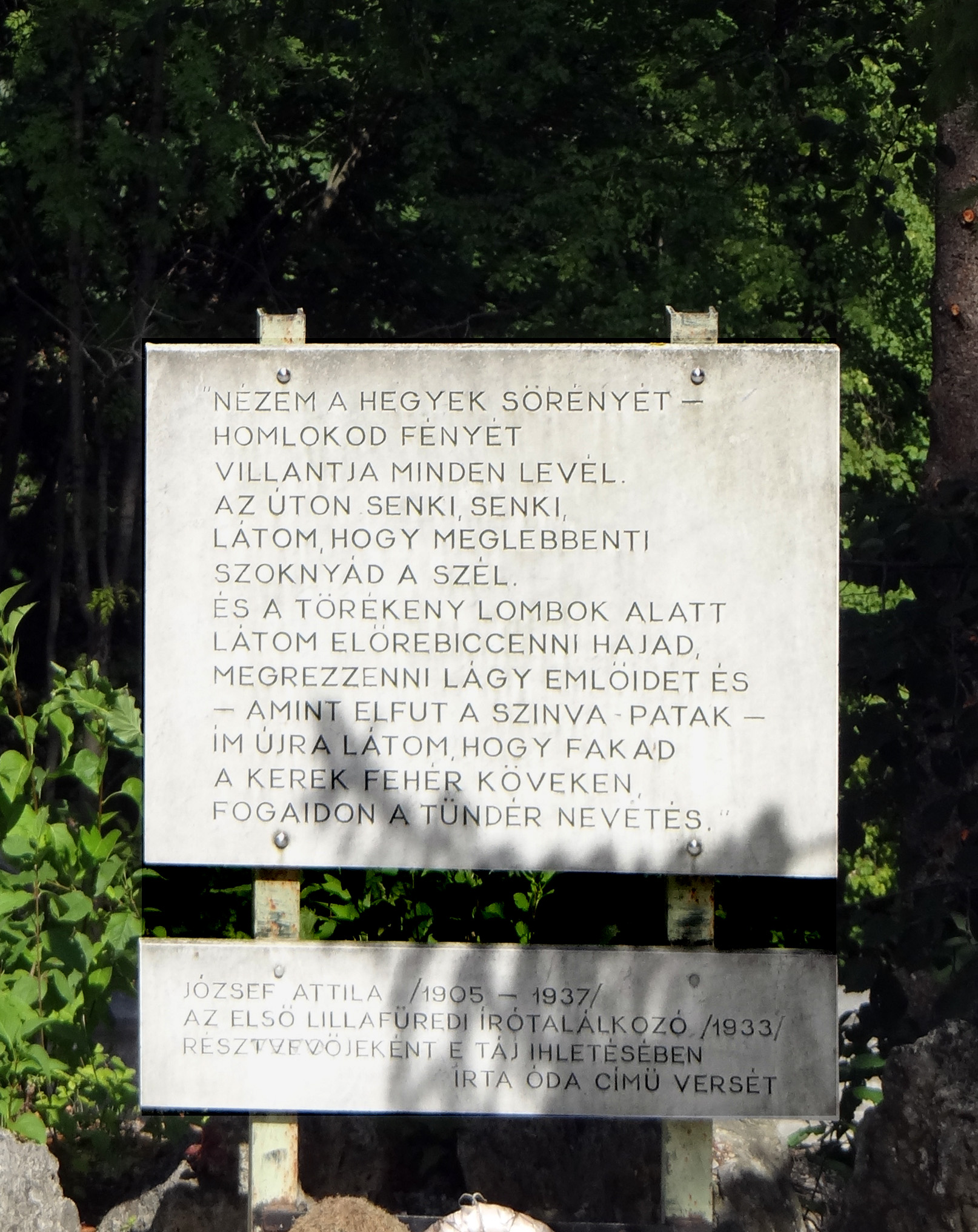
Az írótalálkozóra, illetve az Ódára emlékező márványtábla

Érdekes, és általában nem ismert tény, hogy a soproni főiskola Miskolcra költöztetésének első felvetésekor – a későbbi megvalósuláshoz képest – gyökeresen más elképzelést fogalmaztak meg: „Az egyetemet Nagymiskolcon a diósgyőri várromok mellett egészséges területen lehetne elhelyezni, felépíteni. … A lillafüredi palotaszálló pedig az egyetem kollégiuma lenne. … Ez a sokat szidott állami szálló így végre hasznos célt szolgálna.” A Nehézipari Műszaki Egyetem végül nem itt, hanem Hejőcsaba és Miskolctapolca közelében, a Dudujka-völgyben épült fel. 1947-ben a Palotaszálló berendezésének még több mint a fele megvolt, a többit szorgos munkával igyekeztek összegyűjteni és pótolni. A használati eszközök egy részét még 1944-ben Keltai Árpád gondnok, a LÁEV üzemvezetője Budapestre szállíttatta. A szálló 1947 őszén a Nehézipari Központé lett, amely 1950-ig felújítási munkálatokat végzett az épületen. Ekkor a Szakszervezetek Országos Tanácsa (SZOT) kezelésébe került, amely üdülőként használta.
A Palotaszálló szálloda jellege megszűnt, szakszervezeti üdülőként az ország újjáépítésben, a munkaversenyben kiváló brigádok, munkások és parasztok lettek az új vendégek. 1960-ra már évente 7000 ember töltött el két hetet a szállóban. 1956 januárjában az olimpiai kerettagok, lényegében az egész magyar válogatott csapat Lillafüreden táborozott. A sajtó korábbi kritikus hangja megváltozott, és Lillafüredet „Nagymiskolc gyöngye”-ként nevezte. 1960-tól a Palotaszállóban rendezték a kórusok országos találkozóit, 1964-ben társastáncversenyt, 1962-től pedig a fiatal írók országos találkozóját. Ez utóbbin született döntés arról, hogy a függőkertek felső teraszán emléktáblát helyeznek el, az 1933-as írótalálkozóra emlékezve. A beton emléktáblát 1969-ben helyezték el, ezt 1980-ban márványtáblára cserélték. 1963 és 1964 között Herman Ottó egykori lakóházát, a Pele-lakot felújították, és emlékmúzeumot rendeztek be benne. Végrendeletének megfelelően ekkor hozták „haza” a tudós hamvait és helyezték el a hámori temetőben, síremlékét Varga Miklós szobrászművész készítette el, egyúttal a sírjáról származó emlékjelet a Pele-lak udvarán helyezték el. Hruscsov 1964-es miskolci látogatásakor a szovjet vezető és kísérete egy éjszakát a Palotaszállóban töltött, és erre az időre a szállodát teljesen kiürítették.
1985-re, a közel hat évtizedes használat után már nagyon esedékessé vált egy általános felújítás, rendbetétel, főleg a gépészeti berendezések romlottak, illetve avultak el. Az átalakítások során alaprajzi módosításra is sor került, a függőkertek falazatát kijavították, turistautat, vízvezetéket építettek, használhatóvá tették a szálló parkjában lévő úszómedencét, a tavon csónakházat építettek, a Palota alagsorában iszapfürdőt és szaunát nyitottak, és általában sok mindent rendbe hoztak a környéken. A Szent István-barlang Fekete-termét alkalmassá tették tüdőbetegek kezelésére. Nagyjából 1985-től csökkent a kötelező beutalás ideje, és a Palota a fennmaradt napokkal szabadon rendelkezhetett. 1990-ben, a fennállásának 60. évfordulójára emlékező újságíró már egészen más, a körülmények megváltozására utaló, új hangot ütött meg: „Miért is jut mindez [a hat évtizedes múlt] az ember eszébe, amikor sorra vehetnénk az étterem kazettás mennyezetét, a Mátyás-terem színes üvegmozaik ablakait, a míves kandallókat, az üdülő bővülő-gazdagodó programjait, mindazt, amit érdemes elmondani a patinás szépségű szállóról? Azért, mert ugyan a SZOT utóda ragaszkodik ahhoz, hogy az épület ezután is a jelenlegi funkcióját töltse be, az elképzelések sokfélék és most a hazai privatizáció hajnalán dédelgetnek ennél merészebb álmokat is a Palota további sorsának továbbgondolói. És ez a jövő ismét a gazdagságra, a pompára épülne.”

### A Hunguest Hotels szállodája
A Palotaszálló 1993-ban a Hunguest Hotels szállodalánc tagja lett, Hunguest Hotel Palota néven. Az új tulajdonos komoly belső és külső felújítási, rekonstrukciós munkálatokba fogott, ami közel öt évig tartott. Az addig csupán egycsillagos szálloda ezután háromcsillagos besorolást kapott (ma már négycsillagos). A felújítás következtében megújult a főhomlokzat, rendbe hozták a déli torony óráját is. Az óra eredetileg a bécsújhelyi Turban Ignác műhelyében készült, és az idő múlását harangütésekkel jelezte. A harangok a hírneves Szlezák László harangöntő műhelyéből valók. A berendezés megújításában törekedtek a még SZOT-korszakban innen elkerült berendezési tárgyak felkutatására, visszahozatalára, a kor- és hangulathű belterek megvalósítására. A restaurált bútorok a parádi, a röjtökmuzsaji és a kőszegi üdülőkből érkeztek vissza. Korszerűsödött az energiaellátás is: 1996 végén bevezették a földgázt, a központi fűtéssel együtt a szálloda konyhája is gázüzemű lett, amibe új, korszerű tűzhelyeket vásároltak. Átalakították a villamos hálózatot is, kiépítették a fürdőszobák szellőztető rendszerét, megújult a belső terek világítása, a falakról eltüntették az oda nem illő lambériákat. A falak és a mennyezetek díszítéseit, a stukkókat eredeti dokumentumok alapján Seres László festőművész-restaurátor állította helyre. Fontos fejlemény volt, hogy a hallban elhelyezték azt a felújított hatalmas csillárt, ami eredetileg a 19. században készült német műhelyben. Fokozatosan további korszerűsítéseket is elvégeztek: wellnessközpontot alakítottak ki uszodával, élménymedencével, szaunával, masszázzsal, szoláriummal, sókamrával, napozóterasszal, bowlingpályákkal és kondicionáló teremmel. A szállodában három étterem (a Mátyás étterem, a Hunyadi étterem, a Nagy Lajos terem), két bár és borospince működik. A különböző jellegű és létszámú konferenciák megrendezésére öt terem szolgál (a Hunyadi János terem, a régi könyvtár, a Beatrix terem, az Anjou terem és a reneszánsz terem). Az átalakítások mellett megváltozott a szálló programrendszere is: visszatértek a régi bálok, a nívós szakmai konferenciák, a kongresszusok, és felfedezte a Palotát a Bartók+ Operafesztivál is. Mindezek mellett fokozott figyelmet fordítottak a megfelelő, kellő szakértelemmel rendelkező személyzet alkalmazására, illetve továbbképzésére, hogy „… mint a ház történetének legszebb éveiben, ezután is rangot jelentsen a Palotában dolgozni”. 2015 őszén a szálloda közelében megnyitotta kapuit a Lillafüredi Sport- és Kalandpark.

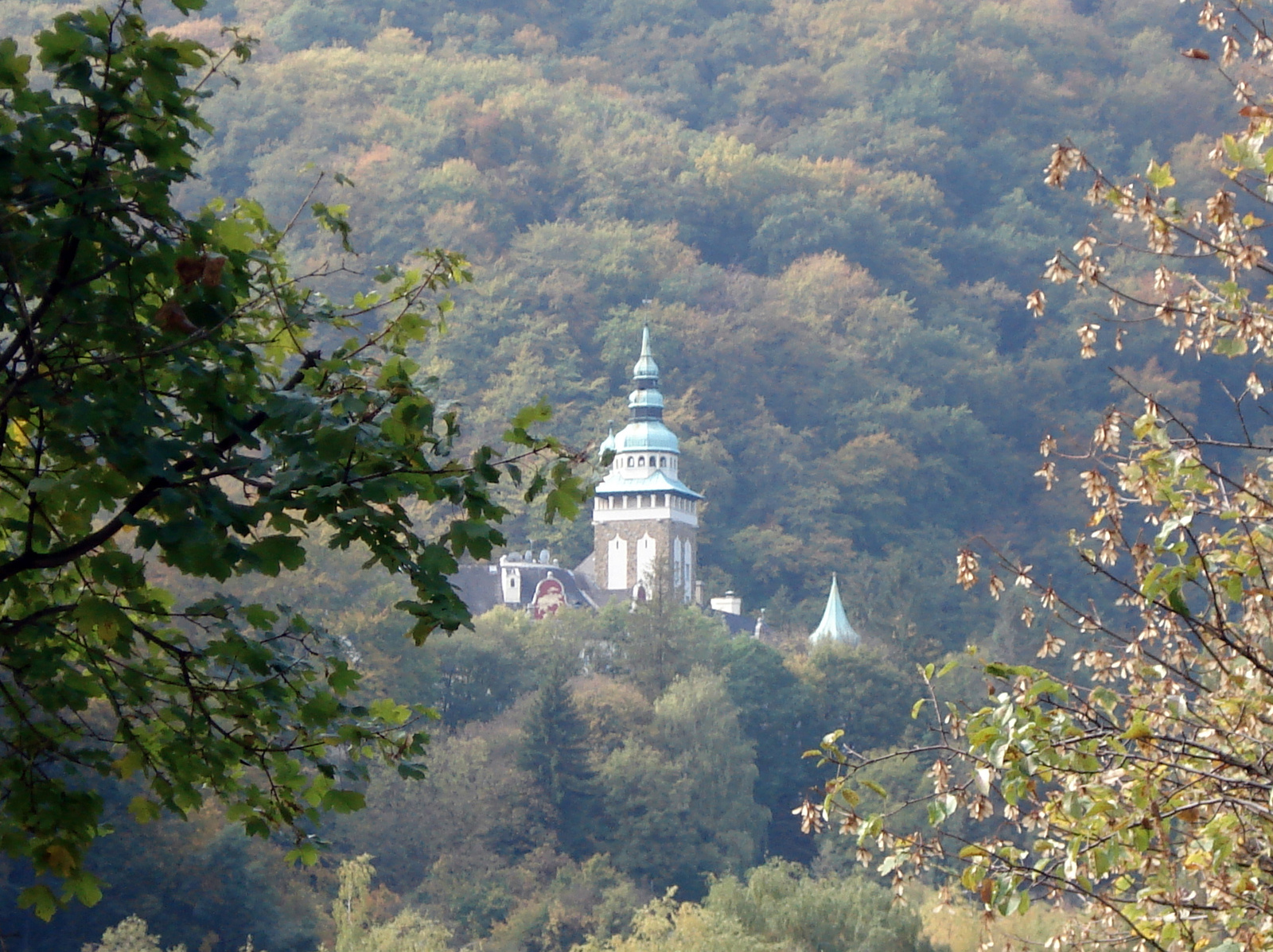
Palotaszálló a tájban
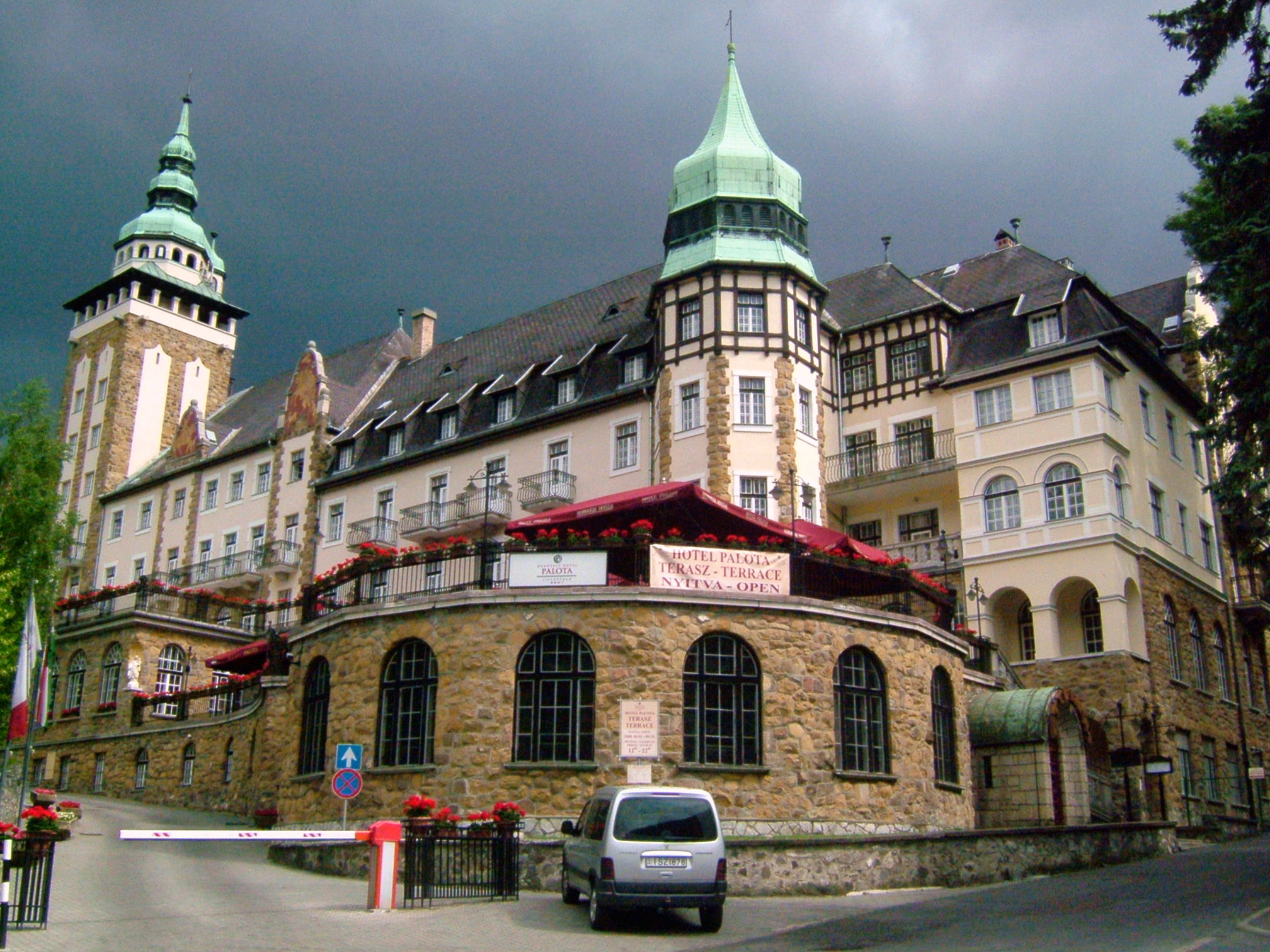
A Palotaszálló napjainkban
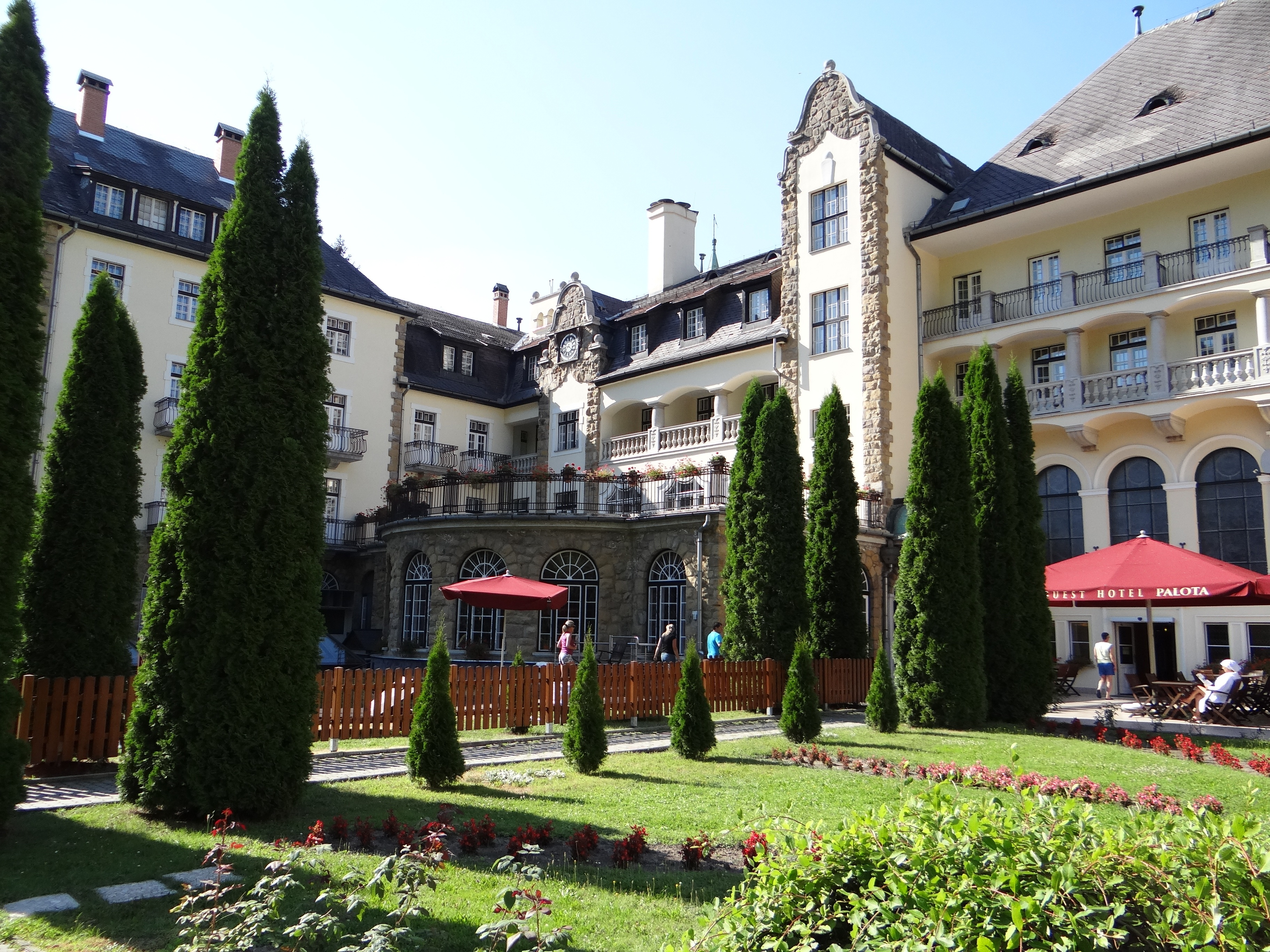
A Palotaszálló udvari részlete
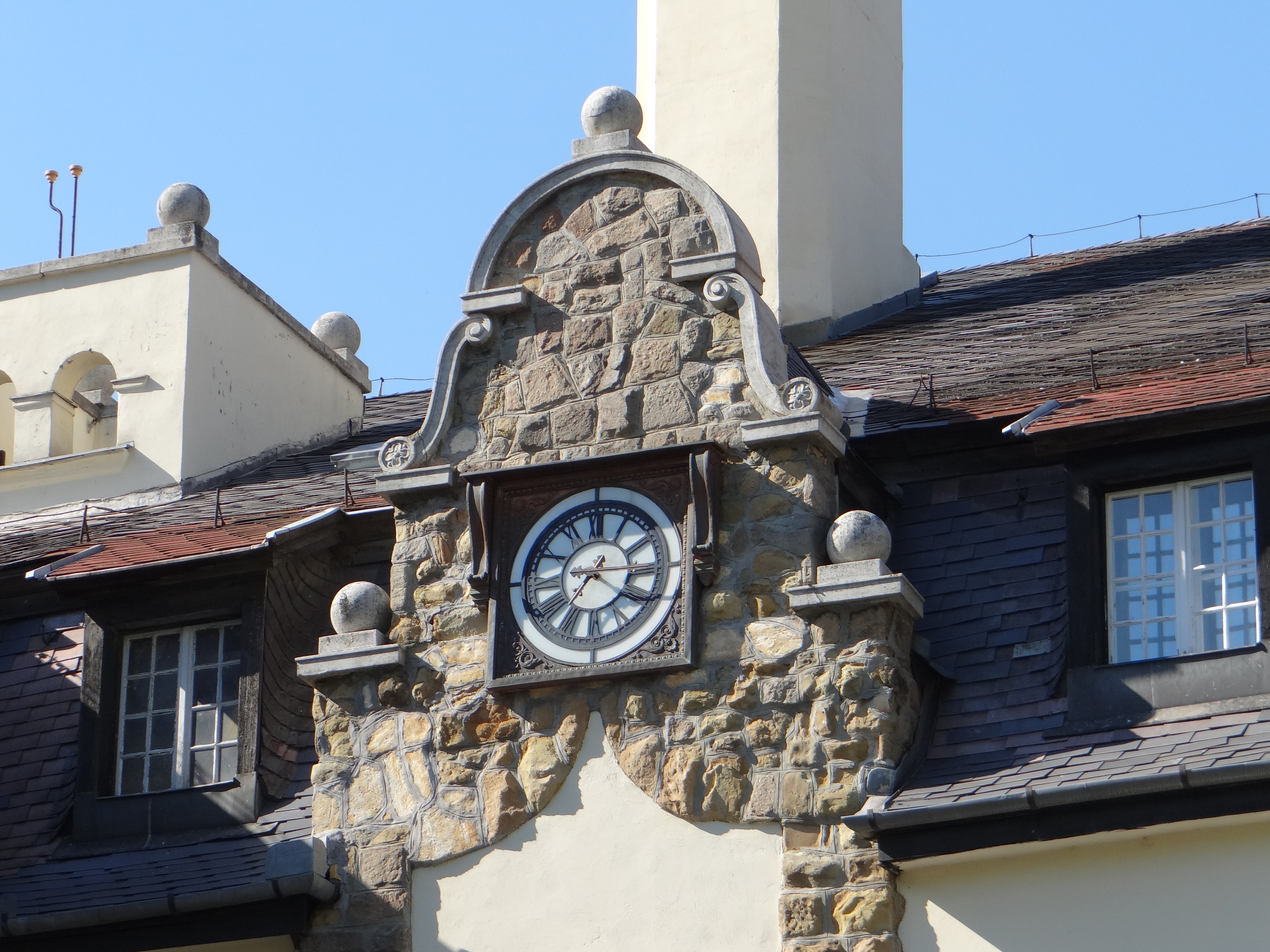
A déli torony órája
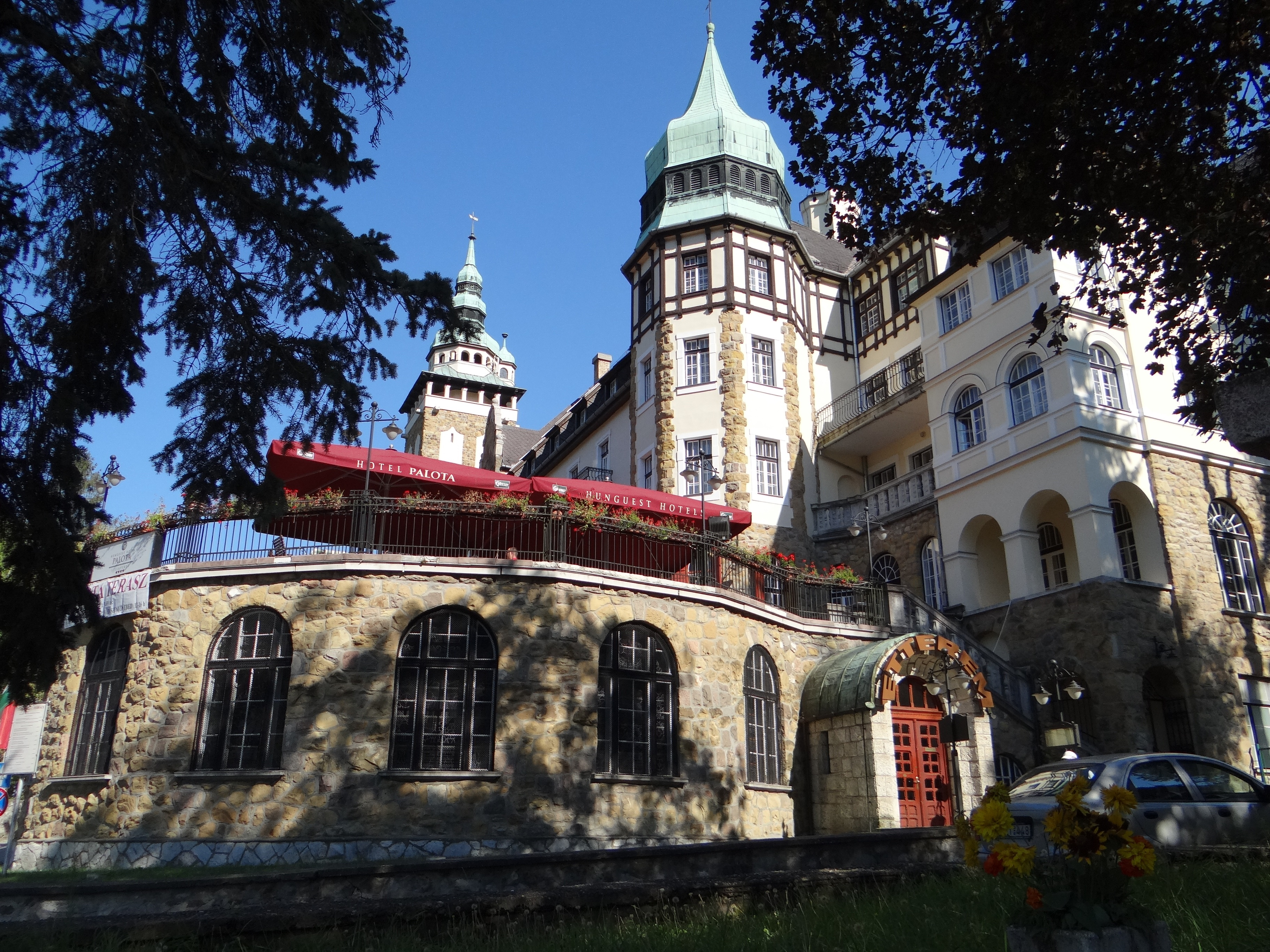
A szálló, alul a Mátyás étterem
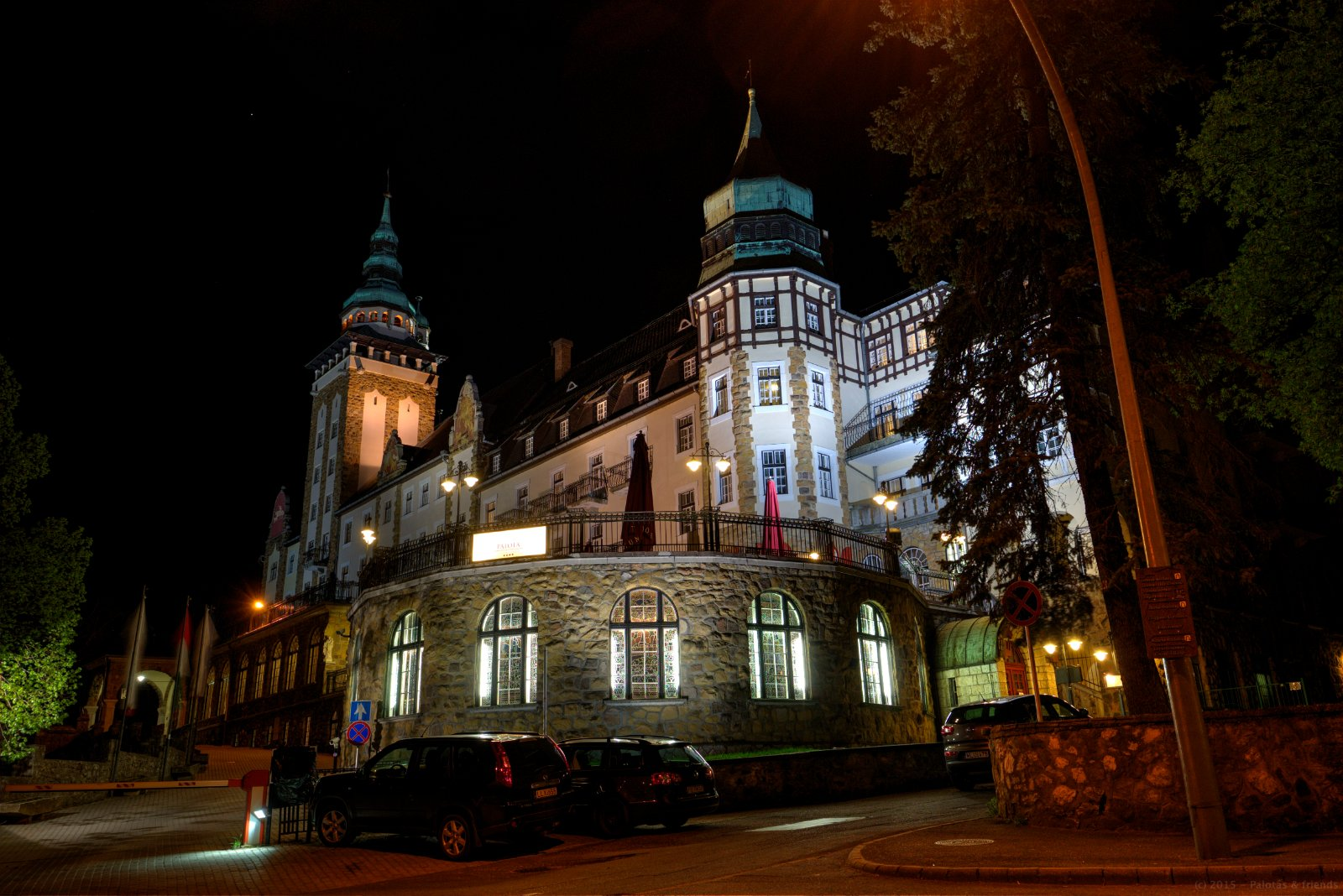
Esti felvétel

### Változás 2023-ban
2023 elején Détári-Szabó Ádám, a Hunguest Hotels vezérigazgatója bejelentette, hogy „A lillafüredi Hotel Palotával történő együttműködésünk idén tavasszal véget ér”. A szálloda továbbra is a Hunguest korábbi tulajdonosa, Leisztinger Tamás érdekeltségébe tartozik.

## A Palotaszálló a kultúrában
A lillafüredi Palotaszállóban rendezték 1933-ban azt az írókongresszust, amelynek József Attila is résztvevője volt, és itt írta Óda című versét. A szálloda újdonsága és látványa hamar megmozgatta a filmkészítők fantáziáját is, és részben itt forgatták a ma is népszerű Meseautó (1934) című filmet, a kor legismertebb magyar színészeinek közreműködésével. A Palotaszálló „szerepelt” még a Magyar vándor (2004) és A miskolci boniésklájd (2004) című filmekben is. A Palotaszálló című szocialista operettet nem vitték filmre, a Fővárosi Operettszínházban játszották 1951-ben – sokszerzős darabként (Bródy Tamás, Kerekes János, Mérai Tibor, Békeffi István, Kellér Dezső, Romhányi József, Szenes Iván, Várnai Zseni). A lillafüredi Palotaszálló az egyik, kevésbé lényeges helyszíne Kondor Vilmos magyar író Budapest noir című bűnügyi regényének.